# Sexualité dans la Rome antique

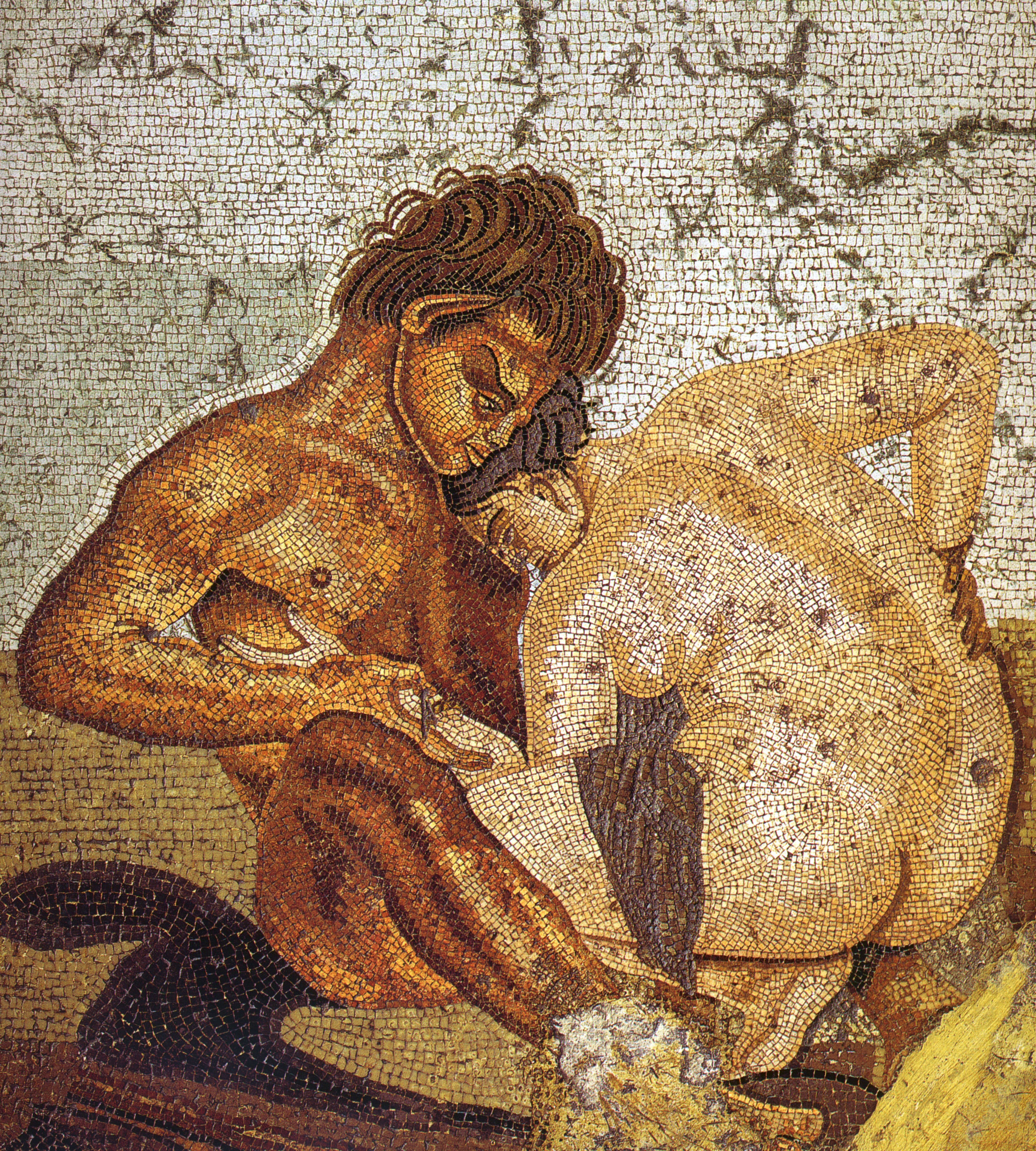
Satyre et nymphe, symboles mythologiques de la sexualité, sur une mosaïque dans une chambre à Pompéi.

Les attitudes et comportements sexuels dans la Rome antique sont visibles dans l'art romain, la littérature, les inscriptions et dans une moindre mesure dans les restes archéologiques comme les artefacts érotiques ou l'architecture. Il a parfois été avancé qu'une caractéristique de l'ancienne Rome est une « licence sexuelle illimitée » :

« La sexualité des Romains n'a jamais eu bonne presse dans la société occidentale depuis l'arrivée de la religion chrétienne. Dans l'imagination et la culture populaire, c'est synonyme de licence et d'abus sexuels. »

Mais la sexualité n'est pas exclue du mos maiorum, la norme sociale traditionnelle qui régit la vie publique, privée et militaire. Pudeur, honte, modestie étaient un facteur de régulation du comportement, ainsi qu'un rétrécissement juridique pour certaines transgressions sexuelles, à la fois dans la période de la république et dans la période impériale. Les censeurs étaient des magistrats chargés de déterminer le rang social des individus et qui pouvaient occasionnellement retirer aux citoyens leur titulature sénatoriale ou les retirer de l'ordre équestre pour mauvais comportement sexuel,. Au milieu du XXe siècle, le théoricien de la sexualité Michel Foucault voit le sexe à travers le monde gréco-romain comme gouverné par la retenue et par l'art de gérer le plaisir sexuel.
La société romaine est patriarcale (voir pater familias), et la masculinité est fondée sur la capacité à se gouverner soi-même et les autres de statut inférieur, pas seulement en politique et à la guerre, mais également au lit. La virtus, reliée étymologiquement à vir, « le mâle » est un idéal masculin d'autodiscipline. L'idéal correspondant pour la femme est pudicitia, souvent traduit par chasteté ou modestie, mais avec une signification plus positive et compétitive qui se voit à travers l'attrait et la maitrise d'elle-même de la femme. Les femmes romaines des classes supérieures doivent être bien éduquées, fortes de caractère et actives dans le maintien du statut social de leur famille. Mais à part quelques exceptions, la littérature romaine encore existante n'a préservé que les voix masculines sur le sujet de la sexualité. Alors que l'art visuel a été créé par des gens de statut faible et d'origines ethniques diverses, il a été commandé par des gens aisés, dont des anciens esclaves durant la période impériale, et l'art visuel est adapté à leurs goûts et inclinations.
Certains comportements et attitudes sexuels dans la culture de la Rome antique (en) diffèrent sensiblement de ceux de la culture occidentale,. La religion romaine soutenait la sexualité comme un aspect de la prospérité de l’État, et les individus pouvaient se tourner vers des pratiques religieuses individuelles privées ou vers la « magie » pour améliorer leur vie érotique ou pour améliorer leur fertilité. La prostitution (en) était légale, publique et développée. Des peintures « pornographiques » faisaient partie des collections d'arts de foyers respectables. Il était considéré comme naturel et banal pour les hommes adultes d'être attirés par des adolescents des deux sexes et la pédérastie était condamnée seulement si le partenaire jeune était un Romain libre. « Homosexualité » et « hétérosexualité » n'était pas une dichotomie primordiale dans la vision romaine de la sexualité et aucun mot latin pour ces concepts n'existe. Aucune censure morale n'était appliquée aux hommes adultes qui avaient des relations sexuelles avec des femmes ou des hommes de statut inférieur, tant que le comportement ne révélait pas des faiblesses ou des excès ou n’enfreignait pas les droits et prérogatives de leurs pairs masculins. Alors que le comportement efféminé visible était dénoncé, surtout en rhétorique politique, les relations homosexuelles modérées avec des prostitués mâles ou des esclaves n'étaient pas vues comme impropres ou viciant la masculinité, si le citoyen mâle avait le rôle actif et non réceptif. L'hypersexualité était cependant condamnée moralement et médicalement, aussi bien pour les hommes que les femmes. Les femmes étaient tenues à un code moral plus strict, et les relations sexuelles entre femmes sont peu documentées, mais la sexualité féminine est diversement célébrée ou vilipendée dans la littérature latine. En général les Romains avaient des catégories de genres plus flexibles que les Grecs anciens.
Un paradigme de la fin du XXe siècle analyse la sexualité romaine dans les termes opposés binaires « pénétrant-pénétré », une analyse trompeuse et rigide qui peut cacher les expressions de la sexualité des individus romains. Même la pertinence du mot sexualité dans la culture de la romaine antique est controversée,, mais en l'absence d'un autre mot pour définir « l'interprétation culturelle de l'expérience érotique » le terme continue à être utilisé.

## Littérature érotique et art

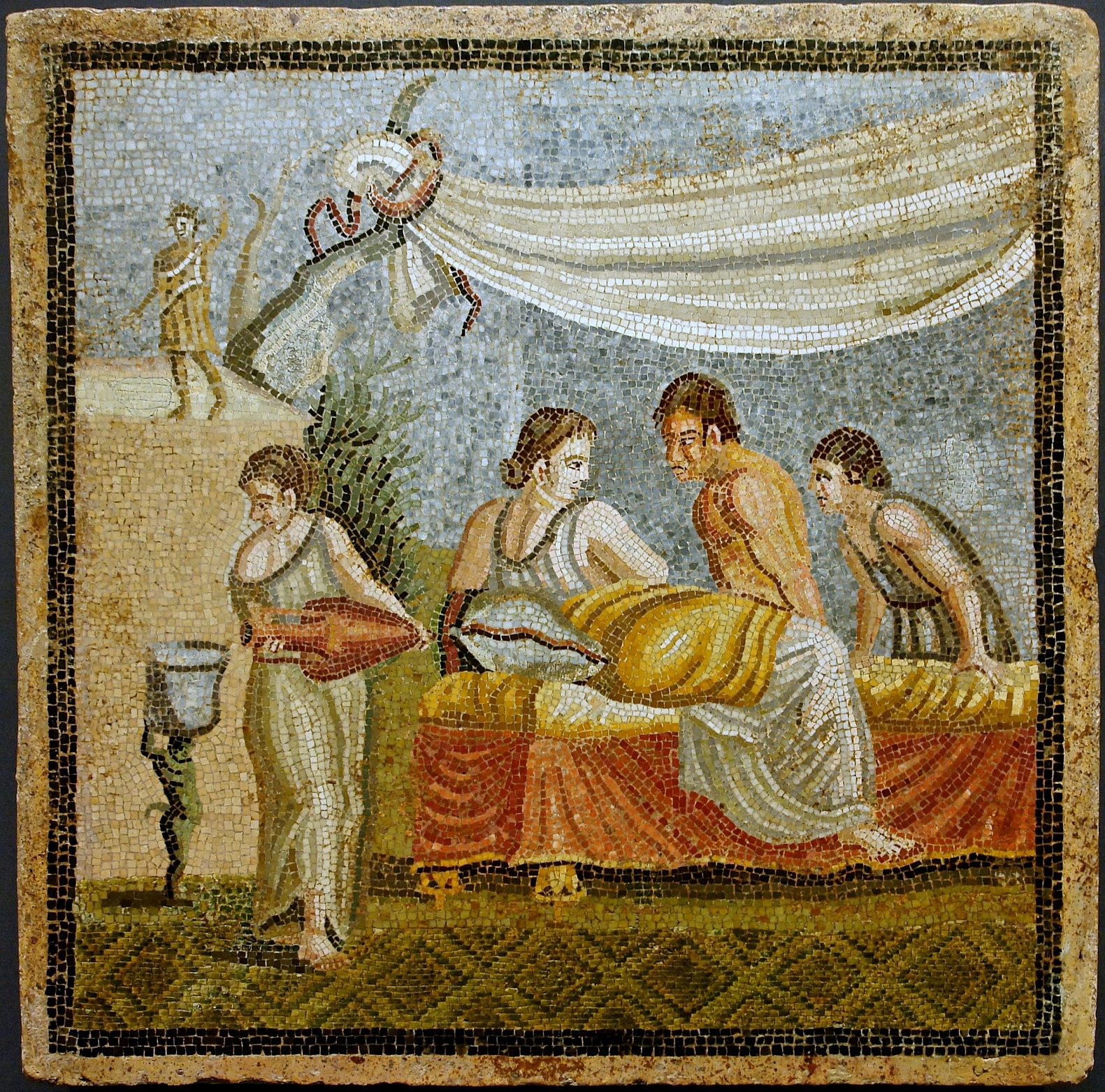
Scène romantique, mosaïque, Villa de Centocelle, Rome, vers 20 av. J.-C.

La littérature antique sur la sexualité romaine peut être rangée dans quatre catégories :
- textes légaux ;
- textes médicaux ;
- poésie ;
- discours politiques.

Les formes d'expression ayant un cachet culturel faible dans l'Antiquité — comédie, satire, invective, poésie d'amour, sorts magiques, graffitis, inscriptions et décorations d'intérieurs — ont plus à dire sur la sexualité que les genres plus culturels comme l'épopée et la tragédie. Les informations sur la vie sexuelle des Romains sont dispersées dans l'historiographie, l'art oratoire, la philosophie et les traités antiques de médecine, d'agriculture ou autres sujets techniques. Les textes légaux pointent les comportements que les Romains voulaient réguler ou interdire, sans refléter nécessairement ce que les personnes faisaient ou s'empêchaient de faire.
Les auteurs latins majeurs dont les œuvres permettent de comprendre la sexualité romaine sont entre autres :
- l'écrivain de comédie Plaute (d. 184 av. J.-C.), dont les histoires tournent souvent autour de la comédie érotique.
- l'homme d'État et moraliste Caton l'Ancien (d. 149 av. J.-C.), qui offre des aperçus de la sexualité à une époque que les Romains considèrent comme ayant des standards moraux plus élevés.
- le poète Lucrèce (d. 55 av. J.-C.), qui traite longuement de la sexualité épicurienne dans son œuvre philosophique De rerum natura.
- Catulle (fl. 50 av. J.-C.), dont les poèmes explorent une gamme d'expériences érotiques à la fin de la République, du romantisme délicat à l'invective brutalement obscène.
- Cicéron (d. 43 av. J.-C.), dont les discours attaquent la conduite sexuelle de l'opposition et dont les lettres sont truffées de ragots sur l'élite romaine.
- Properce et Tibulle, qui révèlent les attitudes sociales en décrivant les affaires amoureuses avec des maîtresses.
- Ovide (d. 17), particulièrement Les Amours (affaires amoureuses) et son Art d'aimer, qui selon la légende contribuent à la décision d'Auguste d'exiler le poète, et son épique les Métamorphoses qui présente une gamme de pratiques sexuelles, avec un accent sur le viol, à travers la mythologie ;
- l'auteur d'épigrammes Martial (d. 102/4), dont les observations sur la société sont entretoisées par des invectives sexuellement explicites.
- le satiriste Juvenal (d. début du IIe siècle), qui se répand en injures contre la morale sexuelle de son époque.

Ovide liste un certain nombre d'auteurs connus pour leurs textes, maintenant perdus, licencieux. Les manuels sexuels grecs ainsi que la pornographie étaient publiés sous le nom d’heterai connus et circulaient dans Rome. Les Contes milésiens sont traduits par Sisenna. Ovide considère ce livre comme un recueil de méfaits (crimina), et affirme que l'histoire est truffée de blagues grivoises. Après la bataille de Carrhes, les Parthes auraient été choqués de trouver le Milesiaca dans les bagages des officiers de Marcus Crassus.
L'art érotique, particulièrement celui préservé à Pompéi et à Herculanum (en), est une source riche et sans ambiguïtés ; certaines images contredisent les préférences sexuelles soulignées par les sources littéraires et peuvent avoir eu pour but de provoquer le rire ou de combattre les attitudes conventionnelles. Les objets de tous les jours comme les miroirs ou la vaisselle pouvaient être décorés avec des scènes érotiques ; sur la céramique sigillée cela va « d'élégants badinages amoureux » à des vues explicites montrant le pénis entrant dans le vagin. Les peintures érotiques se trouvent dans les maisons les plus respectables de la noblesse romaine, comme Ovide note :

« De même que les portraits vénérables d'homme, peints par la main d'un artiste, sont resplendissants dans nos maisons, il y a aussi une petite peinture (tabella) dans certains lieux qui représente les différentes positions sexuelles et les divers couplages : de la même façon qu'Ajax fils de Télamon est assis avec une expression montrant sa colère, et que la mère barbare (Médée) a le crime dans son regard, la Vénus mouillée sèche ses cheveux avec ses doigts et est montrée à peine couverte par les eaux maternelles. »

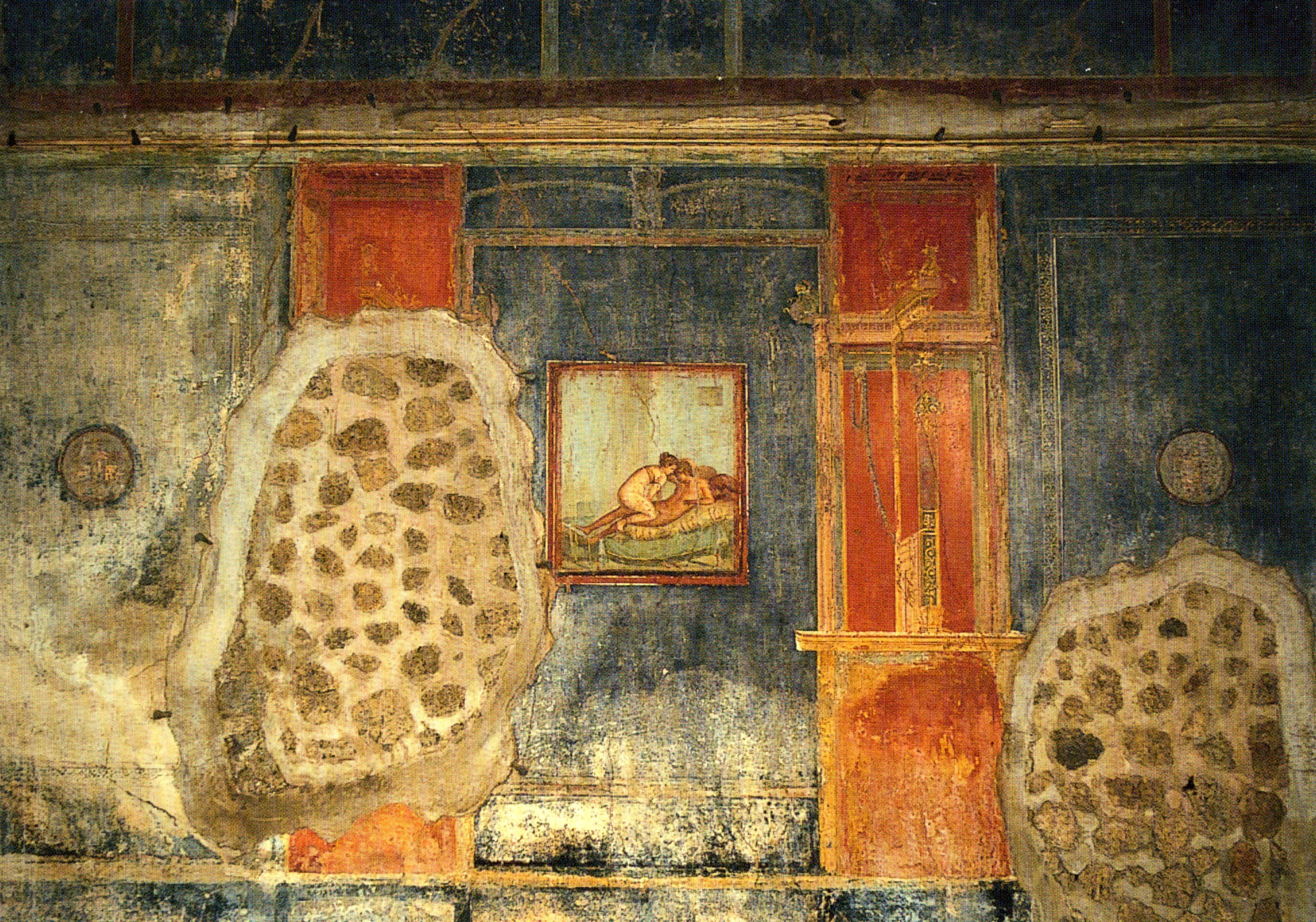
L'art érotique dans son contexte architectural, avec des dommages montrant les briques derrière, sur les murs de la, Pompéi.

La tabella pornographique et la Vénus chargée d'érotisme font partie des images multiples qu'un connaisseur d'art peut apprécier. Une série de peintures des bains suburbains (en) à Pompéi, découverte en 1986 et publiée en 1995, présente des scénarios érotiques qui semblent avoir pour but « d'amuser le spectateur avec un spectacle sexuel choquant », dont une variété de positions sexuelles, des scènes de sexe oral et des scènes de sexe de groupe hétérosexuelles, homosexuelles ou lesbiennes.
Le décor d'une chambre romaine peut refléter tout à fait littéralement son usage sexuel : le poète Horace semble avoir eu une chambre à miroirs pour, lorsqu'il loue les services d'une prostituée, pouvoir voir sous tous les angles,. L’empereur Tibère avait sa chambre décorée avec « des peintures et des sculptures les plus lascives et contenant des manuels d'éducation sexuelle grecs d'Elephantis dans le cas où ceux qui utilisaient la chambre aient besoin d'instructions. »
Il y au IIe siècle « une explosion de textes sur le sexe en grec et en latin ». Mais la sexualité disparait ensuite totalement et les sujets sexuels sont réservés pour les textes médicaux ou pour la théologie chrétienne. Au IIIe siècle le célibat est devenu un idéal pour le nombre croissant de chrétiens et les Pères de l'Église comme Tertullien ou Clément d'Alexandrie débattent même de si le sexe marital doit être autorisé pour la procréation. La sexualité de la martyrologie se concentre sur les épreuves contre la chasteté chrétienne et sur la torture sexuelle ; les chrétiennes sont plus souvent sujettes que les hommes aux mutilations sexuelles, en particulier les seins. L'humour obscène de Martial est brièvement relancé à Bordeaux au IVe siècle par le poète érudit Gallo-Romain Ausone, bien qu'il évite la prédilection de Martial pour la pédérastie, et était au moins théoriquement un chrétien.

## Sexe, religion et État

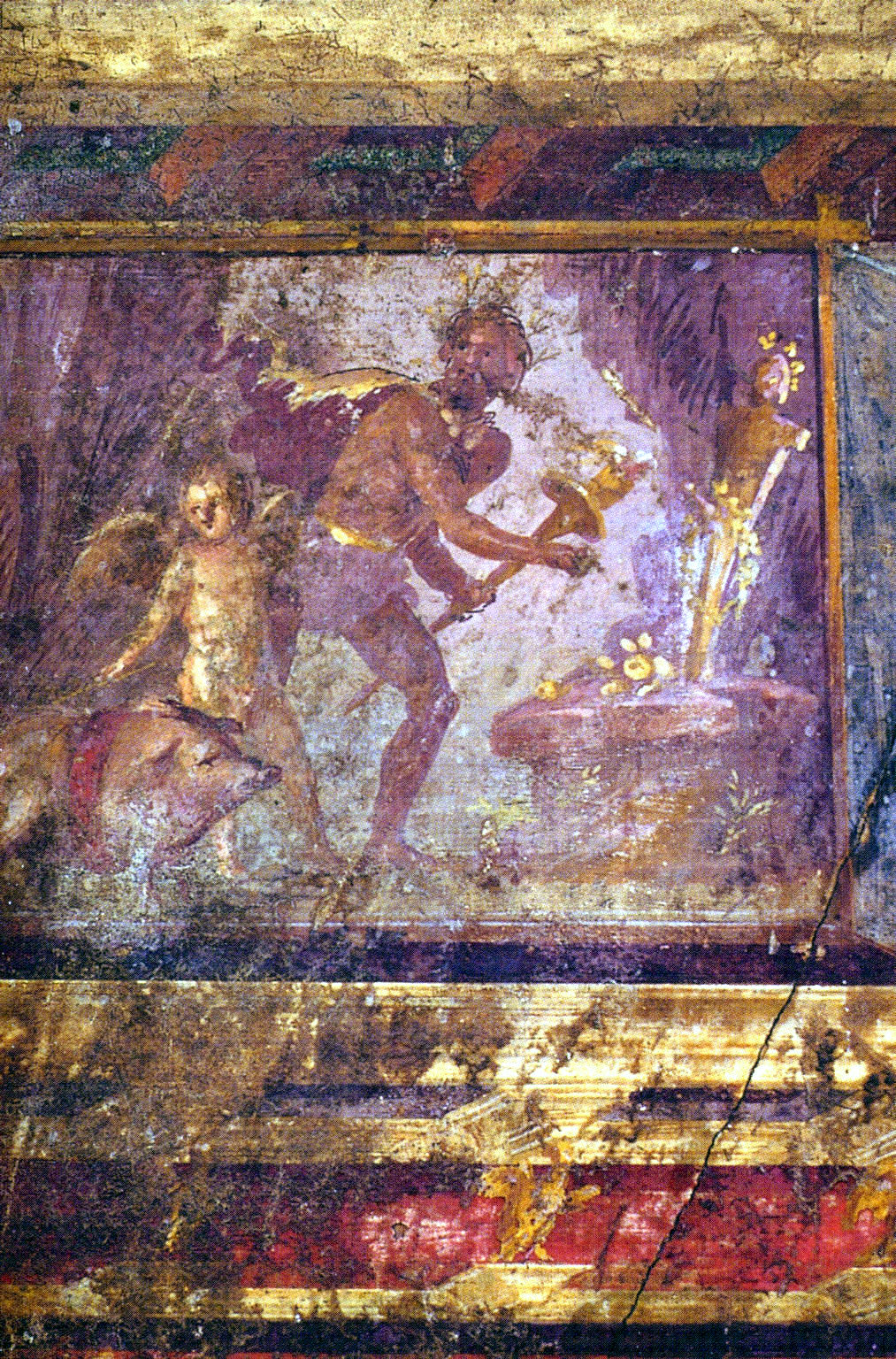
Un homme prépare le sacrifice nocturne d'un porc à Priape, avec Cupidon en porcher (peinture murale, Villa des Mystères).

Comme d'autres aspects de la vie romaine, la sexualité est soutenue et régulée par les traditions religieuses, à la fois dans le culte public d'État et dans les pratiques religieuses privées ou dans la magie. La sexualité était une catégorie de pensée religieuse importante. La complémentarité homme-femme est vitale dans le concept romain de divinité. Le Dii Consentes était un conseil des dieux comportant autant de femmes que d'hommes, en quelque sorte un équivalent romain des douze dieux de l'Olympe grecs,. Au moins deux sacerdoces d'État étaient tenus conjointement par un couple marié. Les vestales, vierges, un des sacerdoces d'État réservé aux femmes, faisaient vœu de chasteté qui leur garantissait une relative indépendance vis-à-vis du contrôle des hommes ; on trouvait parmi les objets religieux en leur possession un phallus sacré, : « le feu de Vesta… évoque l'idée de pureté sexuelle dans la femme » et « représente le pouvoir procréatif de l'homme » Les hommes qui servaient dans les différents Collegium de prêtres devaient se marier et avoir des familles. Cicéron soutient que le désir de (libido) de procréer est « la pépinière de la république », c'est la cause de la première forme d'institution sociale, le mariage. Le mariage produit des enfants et une maison (domus) pour l'unité de la famille, la pierre angulaire de la vie urbaine,.
Beaucoup de fêtes religieuses romaines comportent un élément de sexualité. Le Lupercalia en février, célébré jusqu'au Ve siècle, inclut le rite archaïque de la fertilité. Le Floralia comprend des danses nues. Lors de certaines fêtes en avril les prostituées participent ou sont officiellement reconnues.
Les liens entre la reproduction humaine, la prospérité générale et le bien-être de l'État est incarné par le culte de Vénus, qui diffère de sa contrepartie grecque Aphrodite dans son rôle de mère du peuple romain à travers son fils demi-dieu Énée. Durant la guerre civile des années -80, Sylla, en passe d’envahir son propre pays avec les légions sous son commandement, fait battre des pièces montrant une Vénus couronnée comme divinité tutélaire personnelle, avec Cupidon tenant la palme de la victoire ; au verso, les trophées militaires côtoient les augures, les prêtres d'État qui lisent la volonté des Dieux. L'iconographie lie les divinités de l’amour et du désir avec le succès militaire et l’autorité religieuse ; Sylla adopte le titre Epaphroditus, celui d'Aphrodite, avant de devenir dictateur. Le fascinum, un charme phallique, est omniprésent dans la culture romaine, apparaissant partout, depuis les bijoux jusqu'aux cloches ou aux lampes, également dans des amulettes protégeant les enfants ou lors des triomphes.

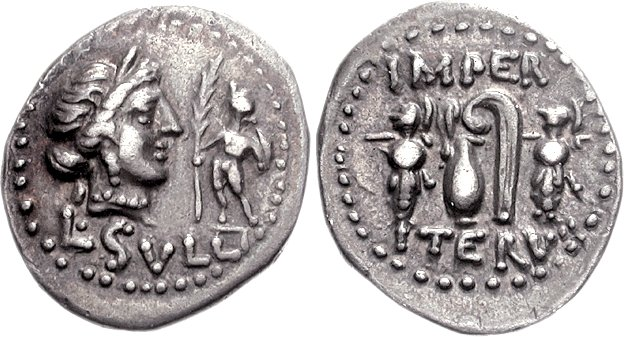
Denarius frappé vers 84–83 av. J.-C. sous Sylla montrant Vénus avec un diadème et Cupidon avec une palme, au verso des trophées militaires et des objets religieux (pot et lituus).

Cupidon inspire le désir ; Priape représente la luxure lourde ou humoristique ; Mutunus Tutunus promeut le sexe marital. Le Dieu Liber supervise les réponses physiologiques lors des rapports sexuels. Quand un homme reçoit la toga virilis, Liber devient son patron ; selon les poètes, il laisse alors derrière lui sa modestie innocente (pudor) de l’enfance et acquiert la liberté sexuelle (libertas).
Les mythes classiques utilisent souvent des thèmes sexuels comme l'identité sexuelle, l'adultère, l'inceste et le viol. La littérature et l'art romain, comme pour les personnages mythologiques hellénistiques, parlent de relations sexuelles entre humain et Dieux, souvent de façon humoristique et sans dimension religieuse.

### Concepts moraux et légaux

#### Castitas
Le mot latin castitas, qui a donné le mot français chasteté, est un nom dénotant « une pureté morale et physique usuellement dans un contexte religieux », faisant référence parfois mais pas toujours à la chasteté sexuelle. L'adjectif castus (féminin casta, neutre castum), pur, peut être utilisé aussi bien pour les lieux et les objets que pour les personnes ; l'adjectif pudicus (chaste, modeste) décrit plus spécifiquement les personnes ayant une morale sexuelle. Les rituels associés à la déesse Cérès sont concernés par la castitas à la fois sexuelle et rituelle, et la torche portée en son honneur lors des processions de mariage est associée à la pureté de la mariée ; Cérès personnifie également la maternité. La déesse Vesta est la première divinité romaine associée à la castitas ; déesse vierge, ses prêtresses, les vestales, sont vierges et font vœu de célibat.

#### Incestum

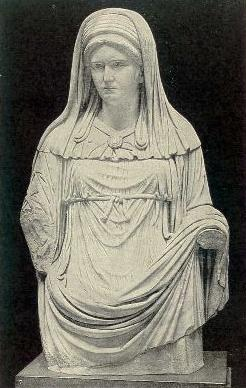
Une Vestale.

Incestum (étymologiquement in+castum, ce qui n'est pas « castum ») est un acte qui viole la pureté religieuse, peut-être un synonyme de ce qui est nefas, religieusement inadmissible. La violation du vœu de chasteté des Vestale est incestum, une accusation légale portée contre la Vestale et l'homme qui l'a rendue impure à travers une relation sexuelle, de force ou avec sa permission. La perte de castitas d'une Vestale rompt le traité entre Rome et les Dieux (pax deorum),, et est habituellement accompagnée par l'observation de mauvais présages (prodigia). Les accusations pour incestum impliquant une Vestale coïncident souvent avec des troubles politiques, et certaines charges d’incestum semblent avoir été motivées politiquement : Marcus Crassus est acquitté de la faute d’incestum avec une Vestale qui porte le même nom de famille. Bien que le mot français inceste provienne du latin, les relations incestueuses dans le sens moderne du terme ne sont qu'une forme de l’incestum romain, qui peut parfois être traduit par sacrilège. Quand Clodius Pulcher s'habille en femme et s'introduit dans le rite Bona Dea réservé aux femmes, il est poursuivi pour incestum.

#### Stuprum
Dans le droit romain et dans le discours moral, le stuprum est la relation sexuelle illicite, traduisible par « débauche criminelle » ou « crime sexuel ». Stuprum englobe diverses infraction sexuelles dont l’incestum, le viol, et l’adultère. Dans les premiers temps de Rome, stuprum est un acte déshonorant au sens général, pas seulement sexuel. À l'époque de Plaute (vers 254–184 av. J.-C.) ce terme a acquis un sens purement sexuel. Le Stuprum ne peut être appliqué qu'aux citoyens, la protection contre les comportements sexuels déplacés fait partie des droits légaux distinguant les citoyens des non citoyens.

#### Raptus
Dans la loi romaine, raptus (ou raptio) signifie d'abord enlèvement ; l'enlèvement des Sabines mythologique est une forme de mariage par enlèvement dans lequel le viol sexuel est secondaire. Quand les lois sur la violence sont codifiées à la fin de la République, le concept de raptus ad stuprum, « enlèvement dans le but de commettre un crime sexuel », émerge en tant que distinction légale.

### Guérison et magie

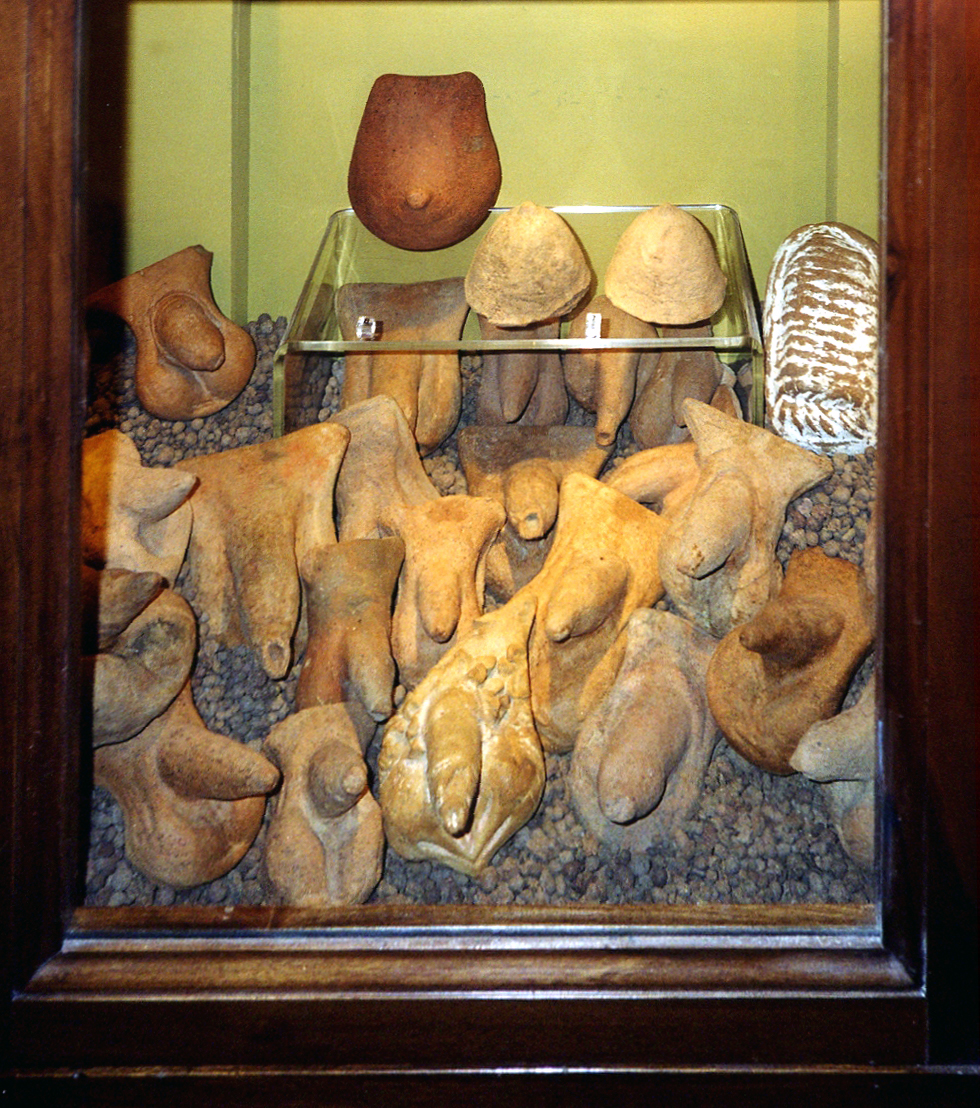
Offrandes votives de Pompéi représentant des poitrines et des pénis.

L'aide divine peut être recherchée lors de rituels religieux privés en parallèle avec des traitements médicaux pour améliorer ou bloquer la fertilité, ou pour soigner des maladies et des organes génitaux. Des offrandes votives (vota ; voir ex-voto) en forme de poitrines féminines ou de pénis ont été trouvées dans des sanctuaires de soin.
Un rituel privé peut être considéré dans certaines circonstances comme magique. Un amatorium (en grec ancien φίλτρον/phíltron, mot à l'origine de notre « philtre » d'amour) est une potion ou un charme d'amour. Les tablettes de défixion, appelées aussi tablettes de malédiction, avaient pour but de soumettre un autre être humain à sa volonté, de le rendre incapable d’agir selon son propre gré. Les papyrus grecs magiques, une collection de textes de magie, contiennent de nombreux sorts d'amour qui indiquent « qu'il y avait un petit commerce de magie érotique à l'époque romaine », sorts vendus par des prêtres indépendants qui parfois prétendent tenir leur science des traditions religieuses égyptiennes. Canidia, une sorcière décrite par Horace, lance des sorts en utilisant une effigie féminine pour dominer une poupée male plus petite.
Aphrodisiaques, anaphrodisiaques, moyens de contrôle des naissances (contraceptifs et abortifs) sont connus à la fois par les textes médicaux et par les textes magiques ; les potions peuvent être difficile à distinguer de la pharmacologie. Dans le volume 33 de De medicamentis, Marcellus Empiricus, un contemporain d'Ausone, collecte 70 traitements liés à la sexualité — pour l’augmentation de la taille du pénis ou des testicules, pour la cryptorchidie, pour les dysfonctionnements érectiles, pour l'hydrocèle, « pour faire un eunuque sans chirurgie », pour assurer la fidélité de sa femme ou pour augmenter ou diminuer la libido d'un homme — certains d'entre eux impliquent des rituels :

« Si vous avez une femme, et si vous ne voulez pas qu'un autre homme la possède, faites cela : coupez la queue d'un lézard vert vivant avec votre main gauche et relâchez-le alors qu'il est toujours en vie. Gardez la queue dans votre main fermée jusqu'à ce que le lézard meure puis touchez les parties génitales de votre femme pendant un rapport sexuel. »

« Il y a une herbe appelée nymphaea en Grec, bâton d'hercule en latin, et baditis en gaulois. Sa racine, broyée en pâte et laissée dans du vinaigre pendant dix jours, a l'effet étonnant de transformer un garçon en eunuque. »

« Si les veines testiculaires d'un garçon immature sont devenues trop grosses, couper un jeune cerisier en deux par le milieu jusqu'à ses racines tout en le laissant debout, de manière que le garçon puisse passer à travers la vente. Ensuite joindre les deux bouts de l'arbre et sceller avec du fumier de vache et autres pansements. La rapidité avec laquelle les deux morceaux poussent ensemble et la forme des cicatrices détermineront à quelle vitesse les veines gonflées du garçon seront soignées. »

Marcellus compile également quelles herbes peuvent être utilisées pour induire les menstruations, ou pour purger l'utérus après l'accouchement ou l'avortement ; ces herbes comprennent des abortifs et peuvent avoir été utilisées dans ce but.
D'autres sources conseillent des remèdes comme enduire le pénis d'un mélange de miel et de poivre pour avoir une érection, ou bouillir les parties génitales d'un âne pour obtenir un onguent.

## Théories sur la sexualité
Les théories antiques sur la sexualité sont l’œuvre et sont à destination d'une élite éduquée. L'impact de ces théories sur le comportement sexuel est sujet à débats, même parmi ceux qui étaient attentifs aux écrits philosophiques et médicaux qui ont présenté ces points de vue. Ces discours élitistes, souvent critiques envers les comportements courants ou typiques, dans le même temps ne peuvent être présumés exclure des valeurs largement répandues dans la société.

### Sexualité épicurienne
Le quatrième livre de Lucrèce, De rerum natura, fournit un des plus grands passages sur la sexualité humaine de la littérature latine. Yeats, parlant de la traduction de Dryden, la décrit comme « la meilleure description des relations sexuelles jamais écrite. » Lucrèce était contemporain de Catulle et de Cicéron au milieu du Ier siècle av. J.-C. Son poème didactique (en) De rerum natura est une présentation de la philosophie épicurienne dans la tradition enniane de la poésie latine. L'épicurisme est à la fois matérialiste et hédoniste. Le plus grand bien est le plaisir défini comme l'absence de douleur physique et de détresse émotionnelle. L'épicurien cherche à assouvir ses désirs avec le moins d'effort et de passion possible. Les désirs sont classés en ceux qui sont naturels et nécessaires, comme la faim et la soif, en ceux qui ne sont pas indispensables, comme le sexe, et en ceux qui ne sont ni naturels ni nécessaires comme le désir de diriger les autres ou de se glorifier. C'est dans ce contexte que Lucrèce présente son analyse de l'amour et du désir sexuel, qui s'oppose à l'ethos érotique de Catulle et influence les poètes de l'amour de la période augustinienne.
Lucrèce traite le désir masculin, le plaisir sexuel féminin, l'hérédité et l'infertilité comme aspects de la physiologie sexuelle. Du point de vue épicurien, la sexualité provient de causes physiques impersonnelles sans influence divine ou surnaturelle. Le début de la maturité physique génère la semence et la pollution nocturne apparaît alors que l'instinct sexuel se développe La perception sensorielle, particulièrement la vue d'un joli corps, provoque le mouvent de la semence dans les organes génitaux en direction de l'objet du désir. L'engorgement des organes génitaux provoque une envie d'éjaculer couplée avec une anticipation du plaisir. La réponse du corps à l'attraction physique est automatique et ni le caractère de la personne ni ses propres choix ne sont un facteur. Avec un mélange de détachement scientifique et d'ironie, Lucrèce parle de la libido humaine comme d'un muta cupido, désir idiot, en comparant la réponse physiologique qu'est l'éjaculation au sang jaillissant d'une blessure. L'Amour (amor) est simplement une posture culturelle complexe qui masque une condition glandulaire ; l'amour teint le plaisir sexuel juste comme la vie est teintée de la peur de la mort. Lucrèce écrit tout d'abord pour un lectorat masculin et suppose que l'amour est une passion masculine dirigée vers les hommes ou les femmes. Le désir masculin est vu comme pathologique, frustrant et violent.
Lucrèce exprime cependant une ambivalence épicurienne envers la sexualité, qui menace la paix de l'esprit avec une agitation si le désir devient une forme de servitude et de tourmente, mais sa vision de la sexualité féminine est moins négative. Alors que les hommes sont dirigés par des attentes contre nature pour s'engager dans une relation sexuelle égoïste et désespérée, les femmes agissent par pur instinct animal envers l'affection, ce qui conduit à une satisfaction mutuelle. La comparaison entre la femme et une femelle animale en chaleur n'est pas voulue comme une insulte, bien qu'il y ait quelques traces de misogynie dans l’œuvre, mais indique que le désir est naturel et ne devrait pas être vécu comme une torture.
Ayant analysé l'acte sexuel, Lucrèce parle ensuite de la conception et de ce qui en termes modernes pourrait être appelé génétique. Il énonce que les hommes et les femmes produisent des fluides génitaux qui se mélangent lors d'un acte procréatif réussi. Les caractéristiques de l'enfant proviennent des proportions relative de la graine de la mère et de celle du père. Un enfant qui ressemble plus à sa mère a été conçu avec une graine de la mère dominant celle du père, et réciproquement ; quand ni la graine de la mère ni celle du père ne domine, l'enfant aura autant les traits de la mère que du père. L'infertilité arrive quand les deux partenaires n'arrivent pas à faire correspondre leurs graines après plusieurs essais ; l'explication de l'infertilité est physiologique et rationnelle et n’a rien à voir avec les Dieux. Le transfert des graines génitales (semina) est en accord avec la physique épicurienne : l'invisible semina rerum, graine des choses, se dissout et se recombine continuellement dans un flux universel. Le vocabulaire de la procréation biologique souligne la conception de Lucrèce sur la manière dont la matière se forme à partir d'atomes.
Le but de Lucrèce est de combler l'ignorance et de donner le savoir nécessaire pour gérer sa vie sexuelle rationnellement. Il distingue le plaisir et la conception comme objectifs pour avoir un rapport sexuel ; les deux sont légitimes mais demandent une approche différente. Il recommande le sexe désinvolte comme une manière d'étancher les tensions sexuelles sans devenir obsédé par un seul objet de désir ; une « Vénus de trottoir » — une prostituée — devrait être utilisée comme substitut. Le sexe sans lien passionnel produit une forme supérieure de plaisir libre d'incertitudes, de frénésie et de perturbations mentales. Lucrèce nomme cette forme de plaisir sexuel venus en opposition à l’amor, l'amour passionné. Le meilleur rapport sexuel est celui des animaux heureux ou des Dieux. Lucrèce combine une méfiance épicurienne du sexe comme une menace à la paix de l'esprit avec la valeur culturelle romaine qui place la sexualité parmi les aspects de la vie conjugale et familiale, pensée représentée par un homme épicurien dans un mariage tranquille et amical avec une femme bonne tenant bien la maison, la beauté étant une invitation troublante au désir excessif. Lucrèce réagit contre la tendance romaine à afficher ostensiblement la sexualité, comme dans l'art érotique, et rejette le modèle priapique agressif de la sexualité encouragée par un stimulus visuel.

### Morale sexuelle stoïcienne
Aux débuts du stoïcisme chez les Grecs, le sexe était vu comme un bien s'il avait lieu entre personnes maintenant les principes d'amitié et de respect ; dans une société idéale, le sexe devrait être apprécié librement, sans les liens du mariage qui traitent le partenaire comme une propriété. Certains Grecs stoïciens privilégiaient les relations sexuelles entre un homme et un partenaire plus jeune (Voir Pédérastie dans la Grèce antique (en)). Cependant les stoïciens de la période impériale divergent de la vue considérant les humains comme des « animaux sexuels vivant en commun » et privilégient le sexe dans le mariage, une institution qui aide à maintenir l'ordre social. Bien qu’ils se méfiaient de passions fortes, dont le désir sexuel, la vitalité sexuelle était nécessaire pour la procréation.
Les stoïciens romains comme Sénèque et Musonius Rufus privilégient l’unité sexuelle à la polarité des sexes. Bien que Musonius soit principalement un stoïcien, sa philosophie est également teintée de platonisme et de pythagorisme. Il rejette la tradition aristotélicienne qui voit le dimorphisme sexuel comme une expression de la relation adéquate entre ceux qui dirigent (les hommes) et ceux qui sont dirigés (les femmes) et distingue les hommes des femmes biologiquement inférieures. Selon Musonius le dimorphisme existe seulement pour créer une différence qui crée à son tour le désir d'une relation complémentaire, c'est-à-dire qu'un couple se liera pour la vie pour le bien de chacun et de leurs enfants. L'idéal romain du mariage est un partenariat de compagnons qui travaillent ensemble pour produire et élever des enfants, pour gérer les affaires quotidiennes, pour mener des vies exemplaires et pour apprécier l’affection ; Musonius s'est appuyé sur cet idéal pour promouvoir la vision stoïcienne que la capacité à la vertu et à la maîtrise de soi ne dépend pas du genre.

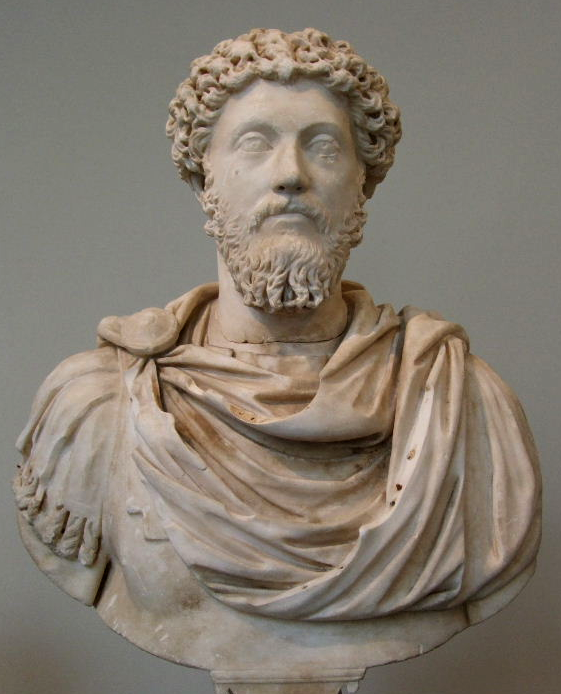
Marc Aurèle a écrit que le sexe est la friction d'un boyau suivi d'une convulsion, de l'expulsion d'une sorte de mucus.

Musonius et Sénèque critiquent le double standard, culturel et légal, qui donne plus de liberté sexuelle aux hommes qu'aux femmes,. Musonius fait valoir que les hommes sont excusés d'aller voir des prostituées et des esclaves pour satisfaire leur appétit sexuel alors qu'un tel comportement n’est pas toléré pour les femmes ; par conséquent si les hommes prétendent exercer une autorité sur les femmes car ils pensent avoir une plus grande maîtrise d'eux-mêmes, ils devraient être capables de contrôler leur conduite sexuelle. Ainsi le débat n'est pas que la liberté sexuelle est un bien humain mais que les hommes aussi bien que les femmes devraient restreindre leur activité sexuelle,. Un homme allant voir une prostituée se fait du mal en manquant de discipline ; le manque de respect pour sa femme et le désir de fidélité de celle-ci n'est ici pas en cause. De même un homme ne devrait pas utiliser sexuellement une esclave, cependant le droit de l'esclave de ne pas être utilisée n'en est pas la raison. Musonius soutient que même dans le mariage le sexe devrait être entrepris comme une expression d'affection et pour la procréation, et non pour le plaisir brut.
Musonius n'approuve pas en général les relations homosexuelles car elles n'ont pas pour but la procréation,. Sénèque et Épictète pensent également que la procréation privilégie les mariages hétérosexuels, et Sénèque est fortement opposé à l'adultère, particulièrement dans le cas des femmes.
Sénèque est avant tout connu comme un philosophe stoïcien mais sa vision d'austérité sexuelle est néopythagoriste. Les néopythagoristes considèrent le sexe en dehors du mariage comme un désordre non désirable ; le célibat n'est pas un idéal mais la chasteté dans le mariage l'est. Pour Sénèque, le désir sexuel du plaisir (libido) est une « force destructive (exitium) insidieusement fixé dans les entrailles » ; non régulée, cette force devient cupiditas, la luxure. La seule justification du sexe est la reproduction dans le cadre du mariage. Bien que les autres stoïciens voient le potentiel de la beauté comme un stimulus éthique, un moyen de créer et de développer l’affection et l’amitié dans les relations sexuelles, Sénèque ne fait pas confiance en l'amour de la beauté physique car il détruit la raison jusqu'à la folie. Un homme ne devrait pas avoir d'autre partenaire sexuel que sa femme et l'homme sage (sapiens, grec sophos) fera l'amour à sa femme avec discernement (iudicium) et non avec émotion (affectus). C'est une vision bien plus stricte que celle des autres stoïciens qui voient le sexe comme un moyen de promouvoir l'affection mutuelle dans le mariage.
La vision philosophique du corps en tant que chair entourant l’âme peut traduire le mépris pur et simple pour la sexualité : au sujet des relations sexuelles, l'Empereur stoïcien Marc Aurèle écrit que « c'est la friction d'un boyau suivi d'une convulsion, de l'expulsion d'une sorte de mucus. » Sénèque se moque longuement d'Hostius Quadra qui s’entourait de miroirs sphériques afin de voir les parties génitales sous des angles déformés et afin que les pénis paraissent plus grands.
Cette sévérité sexuelle fait traiter les stoïciens romains d’hypocrites : Juvénal se moque de ceux qui affichent publiquement une façade stoïcienne rude et virile mais qui se laissent aller en privé. Un sujet de moquerie récurrent était que les stoïciens n'étaient pas seulement attirés par la pédérastie mais qu'ils aimaient également les jeunes hommes dont la barbe commençait à pousser, contrairement aux habitudes sexuelles courantes romaines. Martial faisait régulièrement des insinuations au sujet des stoïciens qui dans le privé appréciaient prendre le rôle passif lors de rapports homosexuels.

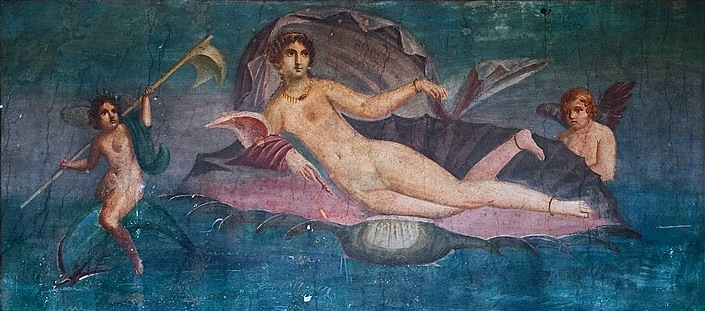
Vénus sortie des eaux, peinture murale de Pompéi.

L'éthique sexuelle stoïcienne est enracinée dans la physique (en) et la cosmologie stoïcienne. L'écrivain du Ve siècle Macrobe conserve une interprétation stoïcienne du mythe de la naissance de Vénus à la suite de la castration primitive du Dieu du ciel Uranus. Le mythe, indique Macrobe, peut être compris comme une allégorie de la doctrine de la raison séminale. Les éléments proviennent de la semina, graines, qui est créée par le Paradis ; l’amour rassemble les éléments dans l'acte de création, comme l'union sexuelle des hommes et des femmes. Cicéron suggère que dans l'allégorie stoïcienne, le découpage des organes génitaux signifie «… que la plus haute éther céleste, que les semences-le-feu qui génèrent toutes choses, ne requiert pas l'équivalent des organes génitaux humains pour cette fonction. »

## Sexualité masculine

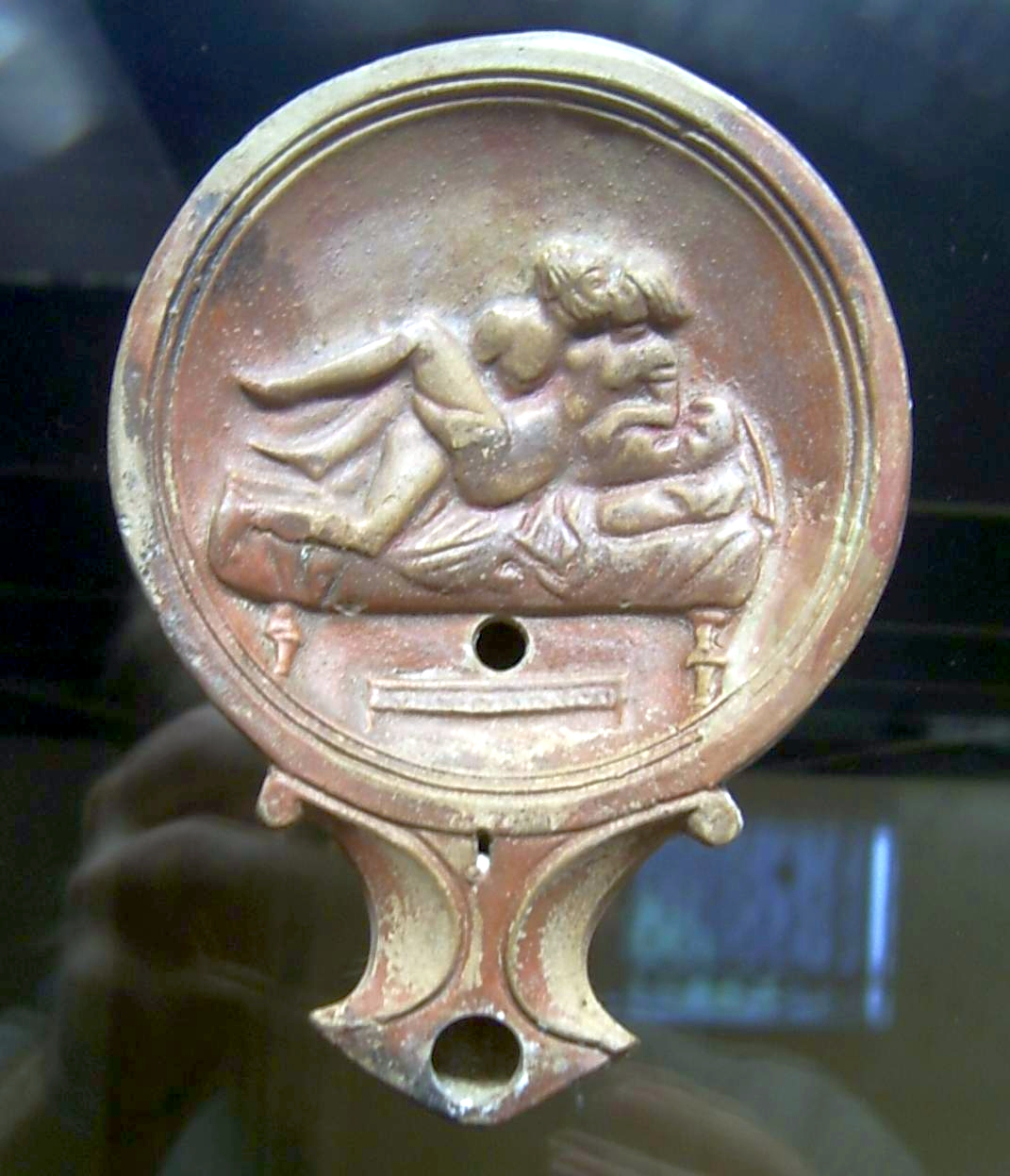
Couple homme/femme sur une lampe à huile (musée romain-germanique).

Pendant la République, la liberté politique d'un citoyen (libertas) est en partie définie par le droit de préserver son corps de contraintes physiques, ce qui inclut les punitions corporelles et les abus sexuels,. La Virtus, ce qui fait qu'un homme est un homme (en latin vir), faisait partie des valeurs,,,. Les idéaux romains de la masculinité étaient fondés sur le fait de prendre un rôle actif, ce qui était aussi comme le note Craig A. Williams « la ligne directrice principale du comportement sexuel masculin des Romains. » L'impulsion vers l'action pourrait s'exprimer plus intensément dans un idéal de domination qui reflète la hiérarchie de la société patriarcale romaine. La mentalité de conquête fait partie du culte de la virilité qui forme particulièrement les pratiques homosexuelles romaines,. À la fin du XXe siècle et au début du XXIe siècle, l'accent mis sur la domination a conduit les chercheurs à voir la sexualité masculine romaine en termes binaires de pénétrant-pénétré ; c'est-à-dire que la manière correcte pour un Romain de chercher la gratification sexuelle est d'insérer son pénis dans son partenaire. Permettre d'être pénétré menace sa liberté de citoyen et son intégrité sexuelle.
Il est accepté socialement et attendu d'un homme libre de chercher des relations sexuelles avec des hommes et des femmes tant qu'il prend le rôle de dominant. Les objets de désirs acceptables sont les femmes de tous les rangs sociaux et de tous les statuts, les hommes prostitués ou esclaves, mais les comportements sexuels en dehors du mariage doivent être exclusivement avec des prostitués ou des esclaves, ou moins souvent avec une concubine. Le manque de contrôle de soi, y compris dans la gestion de sa vie sexuelle, montre qu'un homme est incapable de diriger les autres ; la jouissance de petits plaisirs sexuels menace d'éroder l'identité de l'élite mâle en tant que personne cultivée. C'est un motif de fierté pour Caius Gracchus de revendiquer que pendant son mandat de questeur en Sardaigne il ne gardait aucun esclave garçon pour sa belle apparence, aucune prostituée n'était venue chez lui et qu'il n'avait jamais accosté d'esclave masculin,.
Durant la période impériale, les peurs sur la perte de liberté politique et la subordination du citoyen à l'Empereur sont exprimées à travers une augmentation d'homosexualité passive chez les hommes libres, accompagnée par une augmentation documentée des punitions corporelles et des exécutions de citoyens. La dissolution des idéaux républicains d'intégrité physique en relation avec la libertas contribue et est reflétée par la licence et la décadence sexuelle associée à l’Empire.

### Nudité masculine

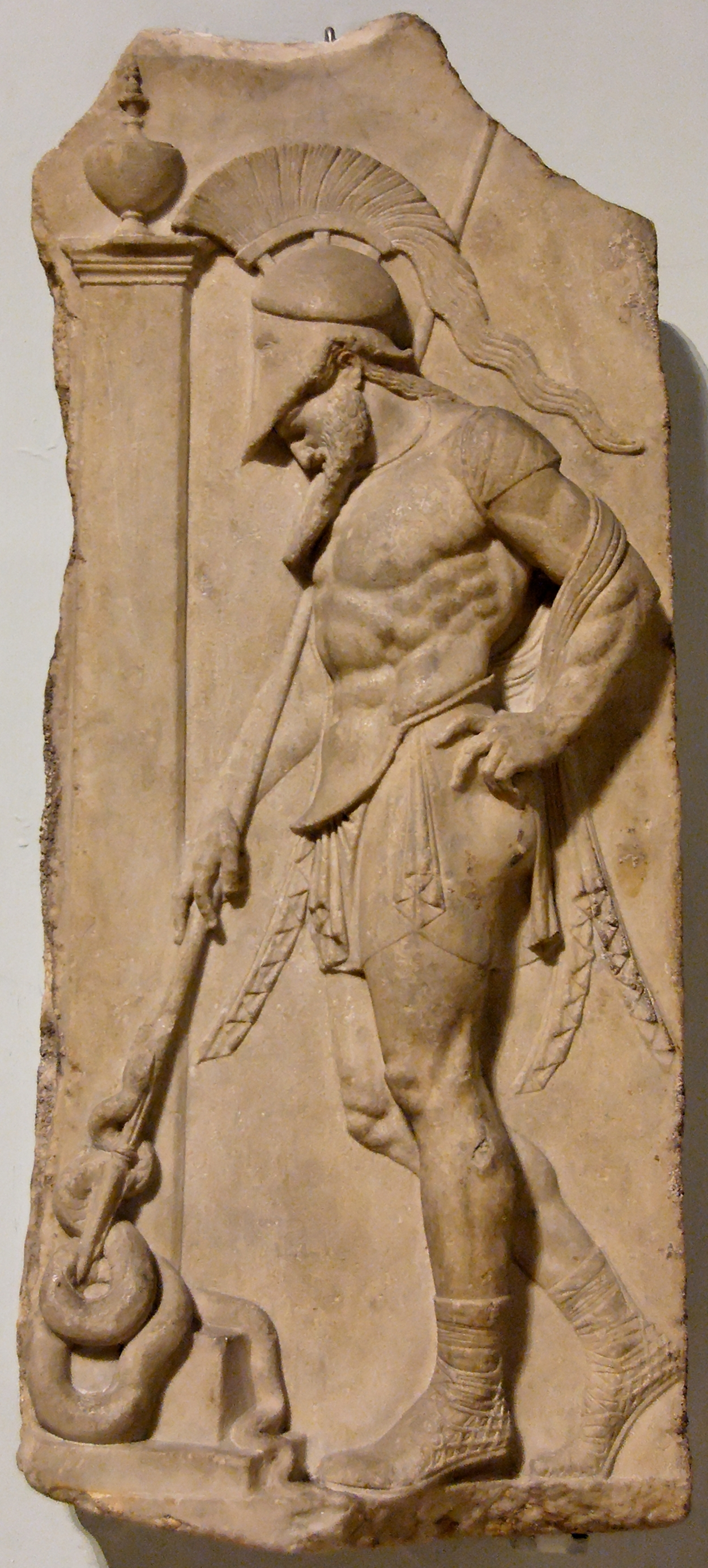
Stèle romaine montrant un guerrier portant une cuirasse musculaire, idéalisant la forme masculine sans nudité.

Le poète Ennius (vers -239/169) déclare « qu'exposer son corps nu parmi les citoyens est le début de la disgrâce publique » (flagitium), un sentiment partagé par Cicéron qui lie l'auto-confinement du corps avec la citoyenneté,,,. Originellement, flagitium désigne une humiliation publique puis plus tard plus généralement une disgrâce. L'attitude des Romains envers la nudité diffère de celle des Grecs dont l'idéal masculin s'exprimait par la nudité masculine dans l'art et lors d'évènements réels comme les évènements sportifs. Même lorsqu'ils se déshabillent pour des exercices physiques, les Romains gardent leur sexe et leurs fesses couvertes, une coutume italique partagée aussi avec les Étrusques, dont l'art les montre la plupart du temps portant pagne ou un vêtement court. Les Romains qui participaient aux Jeux olympiques antiques suivaient sans doute la coutume grecque de nudité, mais la nudité athlétique à Rome a été datée diversement, peut-être dès l'introduction de jeux grecs au IIe siècle av. J.-C., mais peut-être irrégulièrement jusqu'à l'époque de Néron vers l'an 60.
La nudité publique peut être offensante ou de mauvais goût même dans les milieux traditionnels. Cicéron se moque de Marc Antoine et le trouve indigne d'apparaître presque nu en tant que participant aux Lupercalia, même si le rituel le demande,. La nudité est un des thèmes des évènements religieux qui attire le plus l’attention d’Ovide dans les Fastes, son poème sur le Calendrier Romain. Auguste, au cours de son programme de renouveau religieux, essaye de réformer les Lupercalia, en partie en essayant de supprimer la nudité malgré son caractère de fertilité.
La nudité, en connotation négative, est liée à la défaite à la guerre, car les prisonniers étaient déshabillés, ou à l'esclavage car les esclaves vendus étaient souvent présentés nus. La désapprobation de la nudité était donc moins une question d'essayer de supprimer le désir sexuel inapproprié que de rendre digne le corps du citoyen.
Cependant l'influence de l'art grec mène aux nus héroïques et des Dieux et hommes romains, une pratique qui commence au IIe siècle av. J.-C. Quand les statues de généraux nus à la manière de celles des rois hellénistiques commencent à apparaître, elles ne furent pas choquantes à cause de la nudité masculine mais plutôt parce qu'elles évoquaient les concepts de royauté et de culte impérial, principes contraires aux idéaux de citoyenneté de la République tels qu'incarnés par la toge. Le Dieu Mars est présenté comme un homme mûr, barbu, habillé comme un général Romain lorsqu'il est conçu comme le père digne de la nation romaine, alors que Mars représenté jeune, imberbe et nu montre l'influence de l’Arès grec. Dans l'art produit sous Auguste l'adoption des styles hellénistiques et néo-attiques (en) conduit à une signification plus complexe du corps masculin montré nu, semi-nu ou en cuirasse musculaire.
Une exception à la nudité publique sont les thermes, bien que l'attitude envers le bain nu change également au cours du temps. Au IIe siècle av. J.-C., Caton préfère ne pas se baigner en présence de son fils et Plutarque sous-entend que pour les Romains de cette époque il était considéré comme honteux pour les hommes adultes d'exposer leur corps nu aux hommes plus jeunes,,. Cependant, plus tard, les hommes et les femmes se baigneront éventuellement même ensemble.

### Sexualité phallique

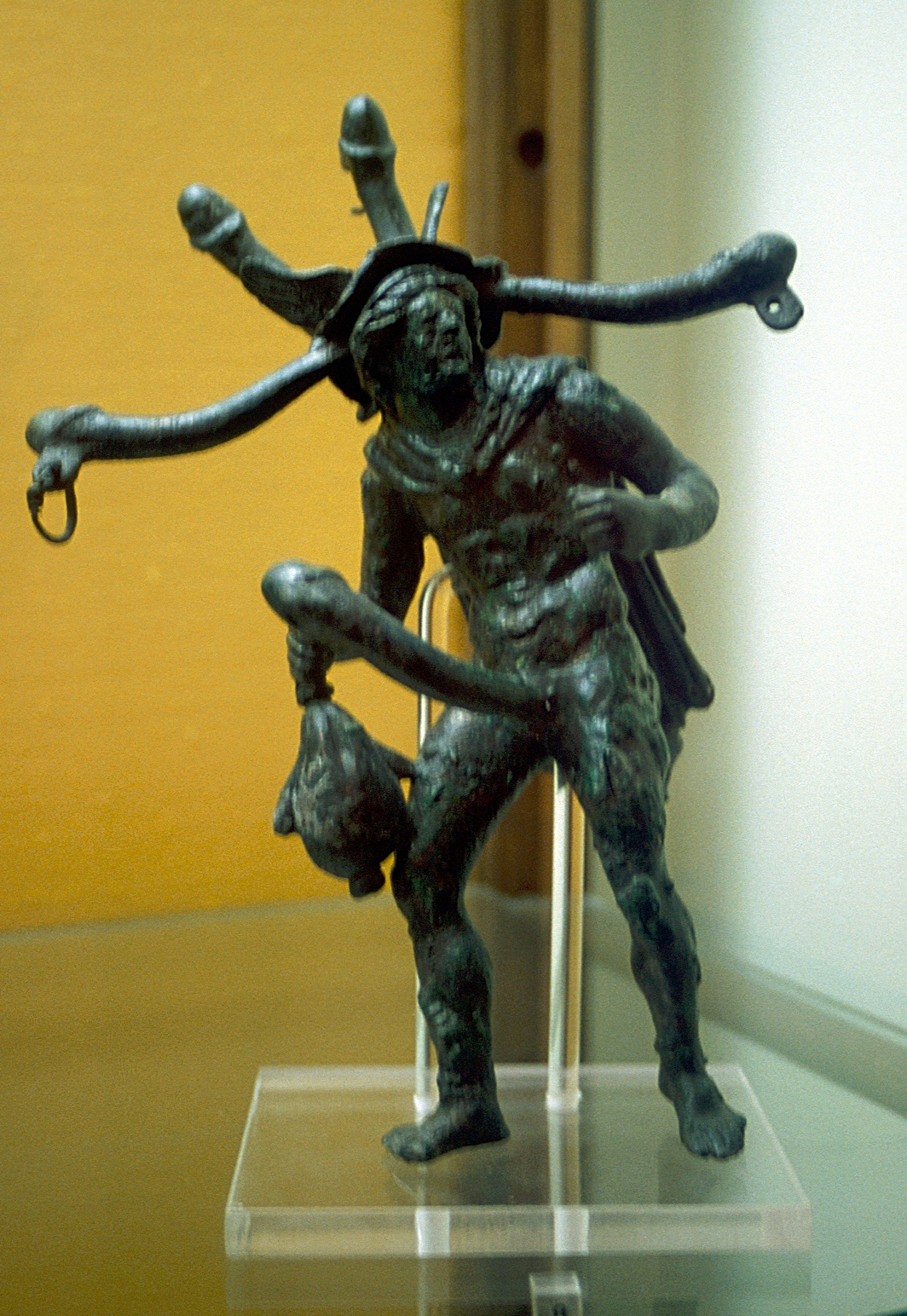
Tintinnabulum Polyphallique en bronze ; un anneau est présent en haut de chaque pénis pour pouvoir y accrocher une cloche.

La sexualité romaine telle que décrite par la littérature latine est phallocentrique,. Le pénis est supposé avoir le pouvoir de repousser le mauvais œil et autres forces malveillantes. Des amulettes (fascinum) prennent sa forme, de nombreux exemples ont survécu, en particulier des clochettes éoliennes (tintinnabulum). Certains chercheurs voient le plan du Forum d'Auguste comme phallique, « avec ses deux galeries semi-circulaires ou Exèdree représentant les testicules et son long parvis le pénis. »
Le pénis énorme de l'Art romain est associé au dieu Priape, entre autres. Il est provocant, là pour provoquer l'hilarité ou pour des fins magiques. Originaire de la ville grecque de Lampsaque, Priape est une divinité de la fertilité dont les statues sont placées dans les jardins pour repousser les voleurs. Le recueil de poésie intitulé Priapea (en) parle de la sexualité phallique, et contient des poèmes dont le narrateur est Priape. Dans un poème, par exemple, Priape parle du viol anal envers un voleur. La colère de Priape peut causer l'impuissance ou un état d'excitation perpétuelle inassouvissable.
Il y a environ 120 termes et métaphores latins pour le pénis, la plus grande partie traitant le membre masculin comme un instrument d'agression ou comme une arme. Un exemple de cette tendance métaphorique se trouve dans les inscriptions sur les billes en plomb de frondes, inscriptions qui sont parfois des images de pénis ou des messages liant la cible à des conquêtes sexuelles, par exemple « je cherche le trou du cul d'Octave,. » Le terme non obscène le plus courant pour désigner le pénis est mentula, que Martial : ce mot peut se rapprocher de l'utilisation moderne du terme le mot de cinq lettres,. Cicéron n'utilise pas le mot même alors qu'il discute de la nature du langage obscène dans une lettre à son ami Atticus, ; Catulle l'utilise comme pseudonyme péjoratif pour Mamurra, l'ami de Jules César. Mentula apparaît fréquemment sur les graffitis et le Priapea, mais bien qu'obscène le mot n’est pas intrinsèquement violent ou injurieux. Au contraire, verpa est un « mot émotif et très offensant » pour désigner le pénis avec le prépuce décalotté, du fait d'un érection, d'une activité sexuelle excessive ou d'une circoncision,. Virga, ainsi que d'autres mots désignant des branches, tiges, poutres est une métaphore commune, de même que vomer (soc).

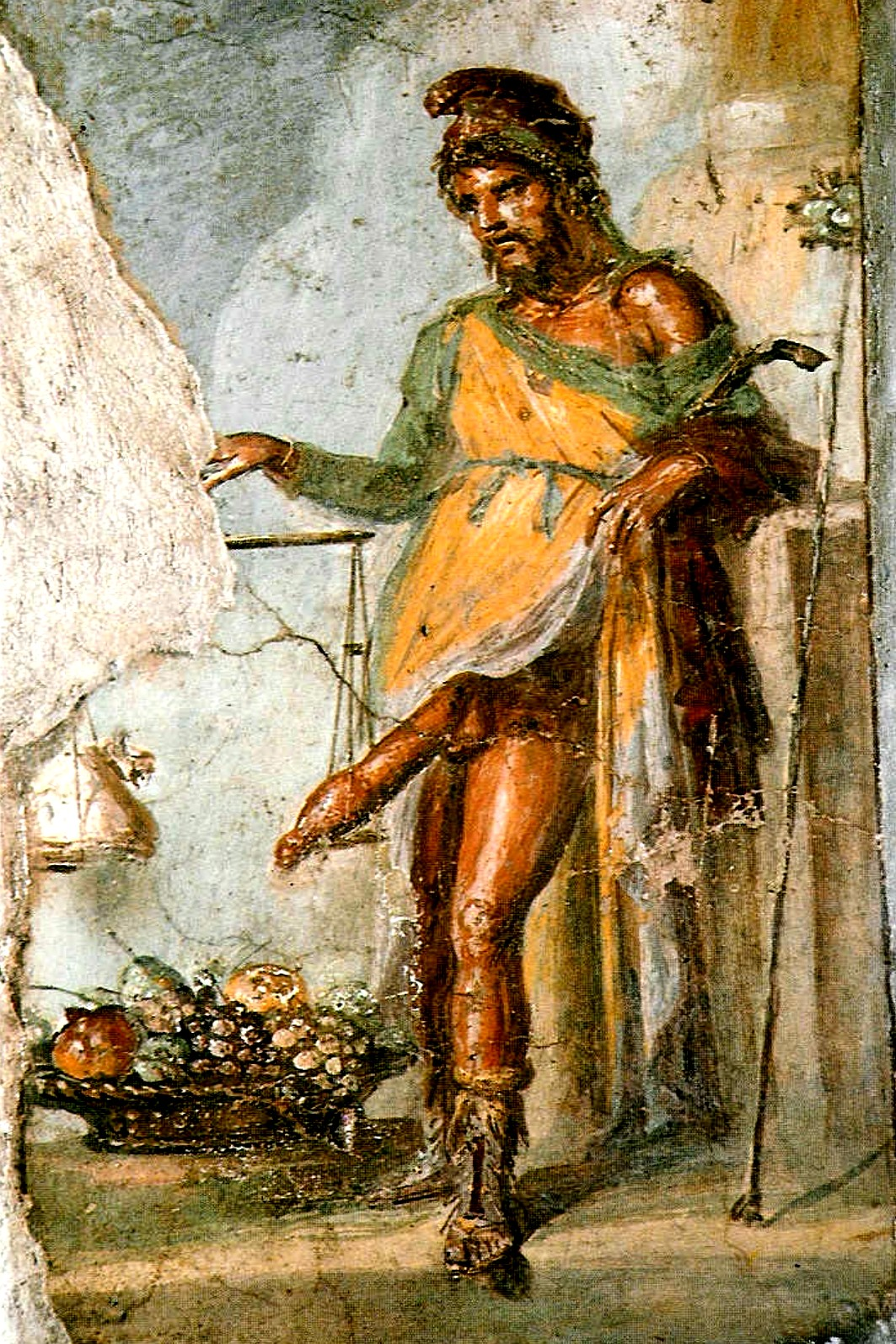
Priape portant un bonnet phrygien pesant son sexe dans une balance (Maison des Vettii, Pompéi).

Le pénis peut aussi être nommé en tant que veine (vena), queue (penis ou cauda) ou tendon (nervus). Le mot pénis provient de penis qui signifie originellement queue mais en latin classique était utilisé régulièrement comme « expression familière risquée » pour désigner le sexe masculin. Plus tard, penis devient le mot standard en latin poli, tel qu'utilisé par exemple par le Scholie à Juvénal et par Arnobius. Il n'est pas le terme utilisé par les écrivains médicaux, à part Marcellus Empiricus,. En latin médiéval, une mode pour l'obscénité scientifique a amené à voir la dactyle, un pied représenté par — ? ?, comme une image du pénis, avec la longue syllabe (longum) représentant la verge et les deux syllabes brèves (breves) les testicules.
Le lien apparent entre testes (testicules) et testis (témoin) peut provenir d'un rituel archaïque. Certaines anciennes cultures méditerranéennes juraient sur leurs organes génitaux, avec le symbolisme que « le faux témoignage maudisse non seulement la personne mais également sa maison et sa descendance. » Les auteurs latins font souvent des calembours et des blagues sur les deux sens de testis,. Le mot testicule provient du diminutif testiculum. Le mot obscène pour testicule était coleus.

#### Castration et circoncision
Dans l'esprit romain, la castration et la circoncision sont des mutilations barbares des organes génitaux masculins,,,,. Quand le culte de Cybèle arrive à Rome à la fin du IIIe siècle av. J.-C., son eunuquisme est restreint aux prêtres étrangers (les Galli) alors que les citoyens romains forment les sodalities pour célébrer le culte en conservant leurs propres coutumes. Il a été avancé que dans l'Épître aux Galates de l'apôtre Paul la demande de ne pas subir la circoncision ne doit pas seulement être comprise dans le contexte de la circoncision juive mais également dans le contexte de castration rituelle du culte de Cybèle qui est concentré en Galatie,. Pour les Juifs, la circoncision est une marque de l'Alliance ; la diaspora juive circoncisait les esclaves et les adultes convertis en plus des jeunes garçons. Bien que les auteurs gréco-romains aient vu la circoncision comme une caractéristique juive, ils pensaient que cette pratique était originaire d'Égypte et notaient cette pratique parmi les Arabes, les Syriens, les Phéniciens, les Colchides et les Éthiopiens,. Le philosophe Salluste associe la circoncision avec les étranges coutumes sexuelles familiales des Massagètes qui « mangeaient leurs pères » et des Persans qui « préservaient leur noblesse en accouplant les enfants avec leur mère. »
Certains Romains gardaient des esclaves mâles en tant que deliciae ou delicati (jouet, délice), esclaves qui étaient parfois castrés afin de conserver leur apparence androgyne de leur jeunesse. Néron fit castrer son favori Sporus et se maria avec lui lors d'une cérémonie publique.
À la fin du Ier siècle, des interdictions de la castration ont été émises par les empereurs Domitien et Nerva pour lutter contre le commerce naissant d'esclaves eunuques. Quelque part entre 128 et 132, Hadrien semble avoir interdit temporairement la circoncision, sous peine de mort. Antonin le Pieux exempt les Juifs de l'interdiction, ainsi que les prêtres égyptiens et Origène affirme qu'à cette époque seuls les Juifs pouvaient être circoncis,. La loi sous Constantin, le premier Empereur chrétien, libérait tout esclave circoncis ; en 339, circoncire un esclave était punissable de mort.
Une procédure chirurgicale (épispasme) existait pour restaurer le prépuce et couvrir le gland « pour des raisons de bienséances,. » Certains Juifs hellénisés ou romanisés recouraient à la restauration du prépuce pour être moins visibles aux bains ou au sport. Certains d'entre eux se faisaient par la suite de nouveau circoncire.

### Régulation du sperme
Les Romains pensaient que des éjaculations trop fréquentes affaiblissaient les hommes. Les théories médicales grecques, fondées sur les Quatre éléments et les humeurs, recommandaient de limiter la production de sperme par des méthodes de refroidissement, de séchage ou des thérapies astringentes, en recommandant par exemple des bains froids ou de limiter la consommation d'aliments réputés pour augmenter les flatulences. Au IIe siècle, l'auteur médical Galien explique que le sperme est un mélange de sang (considéré comme une humeur) et de pneuma (l’air vital que les organes utilisent pour fonctionner) et qu'il est formé dans les artères testiculaires enroulées, avec l'humeur blanchissant par la chaleur au fur et à mesure qu'elle entre dans les testicules. Dans son traité De semine, Galien met en garde qu'une activité sexuelle immodérée résulte en la perte de pneuma et de ce fait de vitalité :

« Ce n'est pas du tout surprenant que ceux qui sont moins modérés dans leur activité sexuelle soient plus faibles, puisque le corps tout entier perd la part la plus pure des deux substances, et il y a en outre une accession de plaisir qui est elle-même suffisante pour dissoudre le tonus vital, de sorte que certaines personnes ont déjà trouvé la mort par excès de plaisir. »

La dispersion non contrôlée de pneuma dans le sperme peut conduire à une perte de vigueur physique, d'acuité mentale, de masculinité et de la voix masculine forte, une plainte qui se trouve également dans le Priapea (en). L'activité sexuelle est réputée affecter la voix : les chanteurs et les acteurs pensaient que le kynodesme préservait leur voix,[source insuffisante],. Quintilien conseille à l'orateur qui souhaite avoir une voix masculine profonde pour le tribunal de s'abstenir de relations sexuelles. Ce principe est fortement suivi par l'ami de Catulle, Calvus, l'orateur et poète d'avant-garde du Ier siècle av. J.-C., qui dormait avec des plaques de bronze sur ses testicules pour contrôler les pollutions nocturnes. Pline rapporte que :

« Quand les plaques sont posées sur la région des reins, elles sont utilisées, grâce à leur nature refroidissante, de contrôler les attaques de désir sexuel et des rêves érotiques pendant le sommeil qui causent des éruptions spontanées au point d'en devenir une maladie. Avec ces plaques l'orateur Calvus se serait retenu et aurait préservé la force de son corps pour ses études. »

Les plaques de plomb, les ventouses et l'épilation sont prescrits pour guérir des troubles sexuels prétendument liés aux pollutions nocturnes : hypersexualité, priapisme, et éjaculation involontaire (seminis lapsus ou seminis effusio).

### Efféminement et travestissement

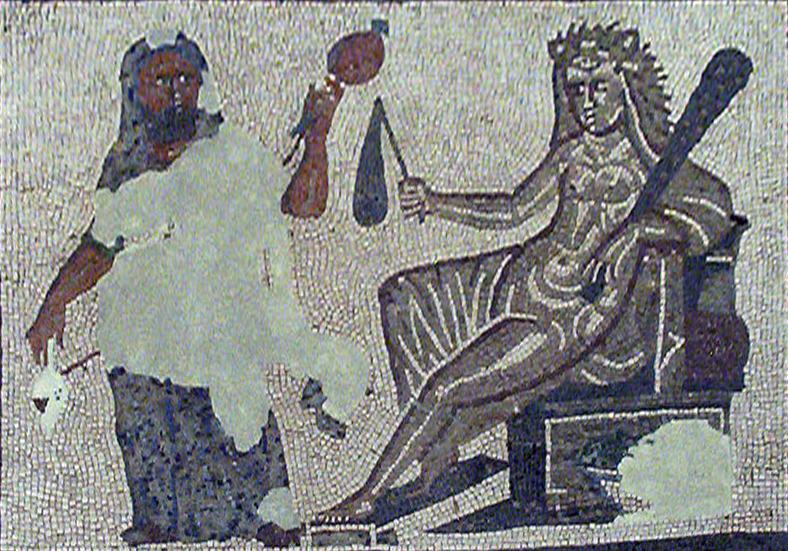
Héraclès et Omphale, détail de la mosaïque des douze travaux de Liria (Espagne), première moitié du IIIe siècle.

L'efféminement est une accusation favorite lors d'invectives politiques, et cette accusation était souvent portée aux populares, les politiciens qui se disent les champions du peuple, parfois appelés les démocrates romains en opposition aux optimates, l'élite noble conservatrice. Dans les derniers temps de la République, les populares Jules César, Marc Antoine et Clodius Pulcher, ainsi que les conjurateurs de Catilina sont tous tournés en dérision comme efféminés, trop entretenus, ayant trop bonne mine, qui doivent jouer les passifs dans les relations homosexuelles ; dans le même temps, ils étaient considérés comme des coureurs de jupons ou comme possédant un sex-appeal ravageur.
L'épisode peut-être le plus notable de travestissement dans la Rome antique a lieu en -62 quand Publius Clodius Pulcher s'introduit dans les rites réservés aux femmes de Bona Dea. La cérémonie a lieu dans la maison du pontifex maximus. Clodius se déguise en musicienne pour pouvoir entrer puis commence ce qui est presque un strip-tease comme le raconte Cicéron qui attaque ses décisions :

« Enlevés sa robe safran, sa tiare, ses chaussures de femme et ses lacets violets, son soutien-gorge, sa harpe grecque, enlevé son comportement impudique et son crime sexuel, Clodius est soudainement révélé comme un démocrate »

Les actions de Clodius, qui venait d'être élu questeur et qui venait probablement d'entrer dans la trentaine, sont souvent vues comme une probablement dernière blague juvénile. Ces rituels nocturnes exclusivement féminins créaient beaucoup de spéculations lubriques chez les hommes ; ils fantasmaient ces rituels comme des orgies de lesbiennes saoules qui auraient été amusantes à voir[source insuffisante]. Clodius est censé avoir eu l'intention de séduire la femme de César, mais sa voix grave l'a dénoncé avant même qu'il ne se change. Le scandale obligea César à chercher le divorce immédiatement pour contrôler les dommages pour sa propre réputation, donnant vie à la fameuse citation « la femme de César doit être au-dessus de tout soupçon. » L'incident « résume le désordre des dernières années de la République,.
En plus d'être une invective politique, le travestisme apparait dans la littérature et dans l'art comme un trope mythologique (par exemple Hercule et Omphale),, comme une investiture religieuse et rarement ou de manière ambiguë comme un travestissement fétichiste. Une partie du Digeste d'Ulpien classe les habits romains en fonction de qui peut les porter ; pour Ulpien, un homme portant des habits de femme serait l'objet de mépris. Un fragment d'une pièce de théâtre d'Accius (170–86 av. J.-C.) semble faire référence à un père portant secrètement « des atours de vierge ». Un exemple de travestissement est noté dans une affaire légale dans laquelle « un certain sénateur ayant l'habitude de porter des vêtements de soirée féminins » demandait dans son testament l'élimination de ses vêtements. Dans un exercice de jugement de Sénèque, un jeune homme (adulescens) est victime d'un viol collectif alors qu'il porte des vêtements féminins en public, mais son costume est expliqué par un pari fait avec des amis, non par un choix fondé sur l'identité sexuelle ou la recherche d'un plaisir érotique.
L’ambigüité de genre est une caractéristique des prêtres de Cybèle dont les habits rituels comprennent des vêtements de femme. Ils sont parfois considérés comme un clergé transgenre puisque les prêtres doivent être castrés en imitation d'Attis. Les complexités d'identité sexuelle dans le culte de Cybèle et d'Attis sont étudiées par Catulle dans un de ses plus longs poèmes, Carmen 63,.

### Relations sexuelles entre hommes
Les Romains étaient libres d'avoir des relations sexuelles avec des hommes de statut inférieur sans perte de masculinité. Ceux qui ont le rôle de receveur lors de l'acte, appelé parfois rôle passif ou soumis sont mal vus. Le contrôle de son propre corps est un des aspects de la libertas des citoyens, la liberté politique. L'utilisation de son corps pour donner du plaisir à d'autres est considéré comme servile[source insuffisante]. Un homme qui apprécie le rôle passif est sujet de moqueries pour cause de faiblesse et d'efféminement. Des lois comme la peu documentée Lex Scantinia et différents fragments de la Lex Iulia sont pensées pour restreindre les relations homosexuelles entre hommes libres, relations vues comme menaçantes pour l'indépendance et le statut de l'homme en tant que citoyen.
Le latin a une telle quantité de mots pour désigner les hommes en dehors de la norme que les spécialistes[source insuffisante] affirment l'existence d'une sous-culture homosexuelle à Rome ; bien que le mot homosexuel n'ait pas vraiment d'équivalent en latin, certaines sources littéraires révèlent un motif de comportements parmi une minorité d'hommes libres qui indique une préférence ou une orientation homosexuelle. Certains termes comme exoletus (en) font spécifiquement référence à un adulte.
La littérature homoérotique latine comprend les poèmes Juventius de Catulle, des élégies de Tibulle et Properce, la seconde Bucolique de Virgile et plusieurs poèmes d'Horace. Lucrèce parle de l’amour des garçons dans De rerum natura (4.1052–1056). Bien qu'Ovide inclue l'érotisme homosexuel mythologique dans les Métamorphoses, il se distingue des autres poètes et même des citoyens en général par sa position homosexuelle agressive. Le Satyricon de Pétrone est si imprégné de la culture de la sexualité homme-homme que les cercles européens du XVIIIe siècle appellent ce livre « un synonyme de l'homosexualité. »
Bien que la loi romaine ne reconnaisse pas les mariages entre personnes du même sexe, certains couples ont célébré les rites du mariage dans les premiers temps de l'Empire. Les mariages homosexuels sont rapportés par des sources qui s'en moquent ; le sentiment des participants n'est pas rapporté,,.
À part des mesures prises pour protéger les libertés du citoyen, la répression de l'homosexualité en tant que crime au IIIe siècle durant l'ère chrétienne, la prostitution masculine est alors interdite par Philippe l'Arabe. À la fin du IVe siècle, durant l'Empire chrétien, l'homosexualité passive est punie du bûcher. La mort par l'épée est la punition pour un « homme s'accouplant comme une femme » selon le Code de Théodose. Sous Justinien, tous les actes homosexuels, passifs ou actifs et quel que soit le partenaire, sont déclarés contre nature et punissables de mort. Les comportements homosexuels sont accusés d'avoir provoqué la colère de Dieu à la suite d'une série de désastres vers 542 et 559. La montée en puissance du christianisme à la chute de l'Empire romain sanctionne une révolution dans l'histoire des relations entre les hommes : émerge une attitude sociale, la morale chrétienne, toujours plus suspecte à l'égard de la sexualité et de l'érotisme en général. Elle s'opposera de manière toujours plus virulente à l'hédonisme du monde antique gréco-romain.

### Viol des hommes
Les hommes violés ne perdent pas leur statut légal et social, ne sont pas touchés par l’infamie, contrairement aux hommes se prostituant ou désirant le rôle passif lors d'une relation sexuelle. Comme le rapporte le Digeste de Justinien, « selon le juriste Pomponius, si quelqu'un a été violé, que ce soit par la force par des bandits ou par des ennemis en temps de guerre, il n'a à souffrir aucune humiliation » (« si quis […] vi praedonum vel hostium stupratus est, non debet notari, ut et pomponius ait »), comme le note Amy Richlin. Les craintes de viols en masse à la suite d'une défaite militaire touchent autant les hommes que les femmes.

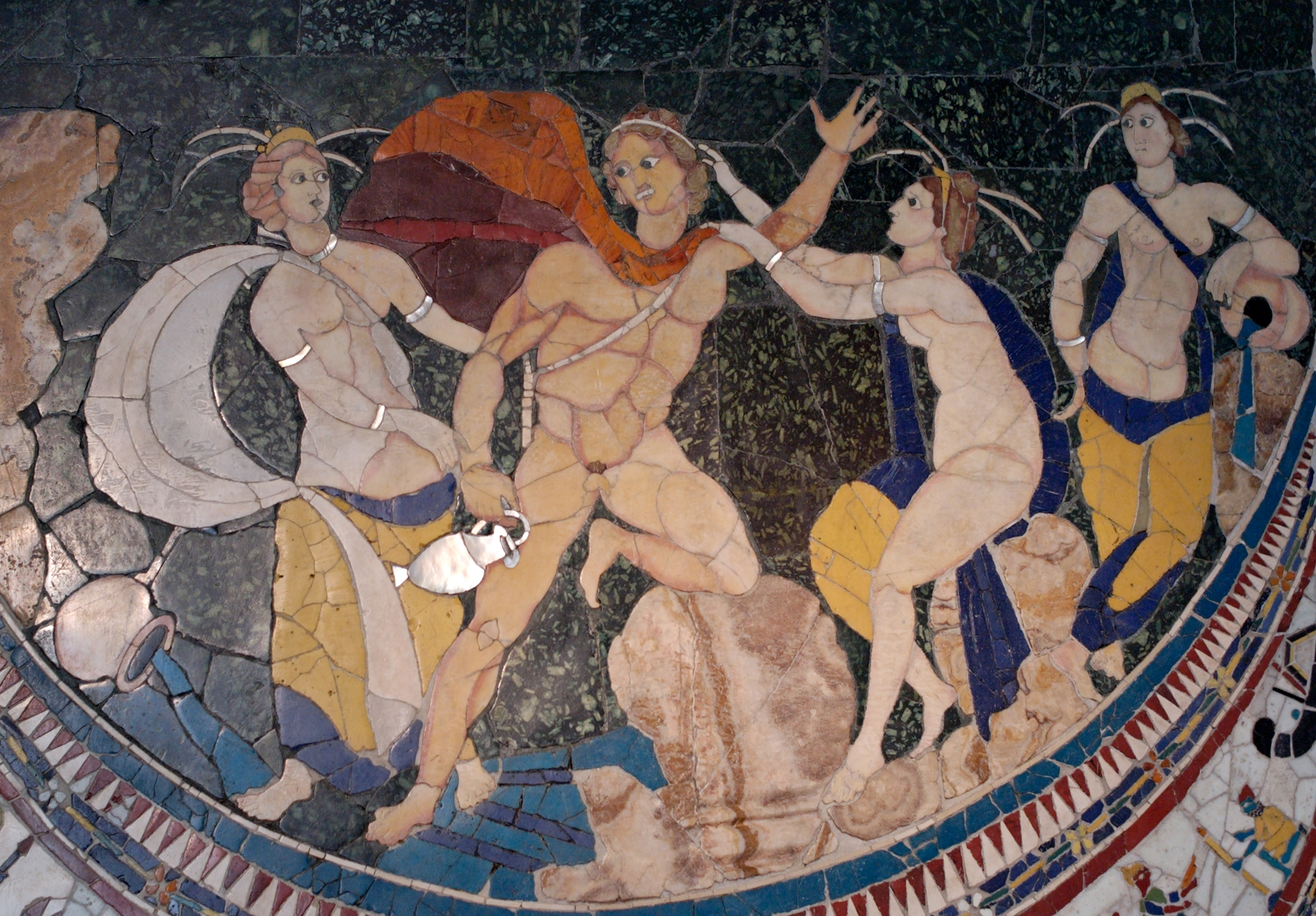
L'enlèvement mythologique d'Hylas par les nymphes (opus sectile, basilique de Junius Bassus, IV).

La loi romaine parle des viols d'hommes citoyens dès le IIe siècle av. J.-C. quand une loi est issue d'une affaire impliquant un homme homosexuel. Bien qu'un homme travaillant comme prostitué ne puisse être légalement considéré comme violé, il a été jugé que même un homme « louche (famosus) et douteux (suspiciosus) » a le même droit que les autres hommes libres de ne pas pouvoir être forcé à des relations sexuelles. Dans un livre sur la rhétorique du début du Ier siècle av. J.-C. le viol d'un ingenuus est assimilé à celui d'une materfamilias et est un crime capital. La Lex Julia de vi publica promulguée au début du IIIe siècle mais datant probablement de Jules César définit le viol comme une relation sexuelle forcée contre un « garçon, une femme ou quiconque » ; le violeur est passible de mort, une punition rare dans la loi romaine,. C'est un crime capital pour un homme d’enlever un garçon dans un but sexuel ou de corrompre le chaperon (comes) du garçon dans ce but. Les chaperons négligents peuvent être poursuivis plaçant la faute sur ceux qui ont échoué dans leurs responsabilités de gardiens plutôt que sur la victime. Bien que la loi reconnaisse l'irréprochabilité de la victime, la rhétorique utilisée par la défense indique que les sentiments de reproches parmi les jurés pourraient être exploités.
Dans ses douze anecdotes parlant d'agressions sur la chasteté, l'historien Valère Maxime utilise autant des victimes hommes que des victimes femmes. Dans l'affaire imaginée par Sénèque, un adulescens (un jeune homme n'ayant pas commencé sa carrière officielle) est violé collectivement par dix de ses pairs ; bien que l’affaire soit imaginaire, Sénèque suppose que la loi permit la condamnation des violeurs. Une autre affaire imaginaire concerne les extrémités auxquelles une victime d'un viol peut arriver : un citoyen victime d'un viol se suicide. Le viol d’ingenuus fait partie des pires crimes à Rome avec le parricide, le viol d'une femme vierge et le vol dans un temple. Le viol est néanmoins une des punitions traditionnellement infligées par la victime d'un adultère à l'amant, peut-être plus comme un fantasme de la vengeance que dans la pratique. La menace d'un homme à un autre d'un viol anal ou oral (irrumation) est un thème de la poésie invective, notamment dans Carmen 16 (en) de Catulle, et était une forme d'autosatisfecit,,.

### Sexe dans l'armée
Le soldat romain, comme tout Romain libre et respectable, se doit d'appliquer une auto-discipline en matière de sexe. Les soldats convaincus d’adultère se voient renvoyés de l'armée pour conduite déshonorante (en) ; les condamnés pour adultère ne peuvent s'engager. Les commandants stricts peuvent interdire le camp aux prostituées et aux proxénètes, cependant en général l'armée romaine, en déplacement ou en camp (castra), est suivie par un certain nombre de personnes dont des prostituées. Leur présence semble avoir été considérée comme normale et mentionnée seulement quand elle était problématique ; par exemple quand Scipion Émilien assiège Numance en -133, il renvoie les suivants du camp pour restaurer la discipline.
Un point peut-être plus singulier est l'interdiction du mariage dans l'armée. Dans les premiers temps de la période romaine, Rome a une armée de citoyens qui laissent leur famille et prennent les armes en cas de besoin. Durant l'expansion au milieu de la République, Rome commence à acquérir de vastes territoires qui doivent être défendus et durant l'époque de Marius l'armée est professionnalisée. L'interdiction du mariage commence sous Auguste, peut-être pour décourager les familles de suivre l'armée et de gêner sa mobilité. L'interdiction est valable pour tous les grades jusqu'au centurion ; les hommes de la classe gouvernante peuvent se marier. Au IIe siècle la Pax Romana laisse la plupart des unités militaires dans des forts permanents où l'attachement avec des femmes locales se développe souvent. Bien que ces unions ne puissent légalement se formaliser en mariage, leur valeur comme support émotionnel pour les soldats est reconnue. Lorsqu'un soldat quitte l'armée, il a le droit au mariage légal comme citoyen (conubium) et tout enfant qu'il a déjà est considéré comme citoyen. Septime Sévère annule l’interdiction en 197.
Les soldats peuvent recevoir comme gratification sexuelle l'utilisation d’esclaves mâles, le viol de guerre et les relations homosexuelles. Le comportement sexuel entre les soldats était durement puni, y compris par la peine de mort, en tant que violation de la discipline militaire. Polybe (IIe siècle av. J.-C.) rapporte que les activités homosexuelles dans l'armée étaient punissables du fustuarium (en), la bastonnade à mort. Le sexe entre les soldats violait le décorum romain sur les relations sexuelles avec un autre homme libre, un soldat maintenant sa masculinité ne permettant pas à son corps d'être utilisé à des fins sexuelles. Cette intégrité physique contraste avec les limites placées aux actions de l'homme libre dans la hiérarchie militaire ; les soldats romains sont les seuls citoyens régulièrement sujets aux punitions corporelles, réservées dans le civil principalement aux esclaves. En guerre, le viol signifie la défaite, autre motif pour le soldat de ne pas compromettre son corps sexuellement.

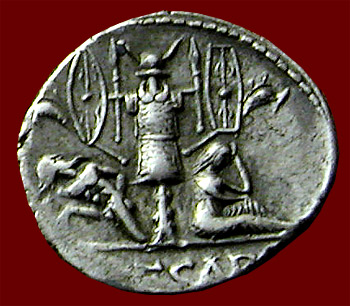
Verso d'un denier émis par Jules César, représentant un trophée militaire avec un captif gaulois nu et une personnification féminine de la Gallia vaincue ; Vénus est représentée au recto.

Un incident relaté par Plutarque dans sa biographie de Marius illustre le droit du soldat à préserver son intégrité sexuelle. Une jeune et jolie recrue, Trebonius, a été harcelée sexuellement pendant un certain temps par son officier supérieur, qui est le neveu de Marius, Gaius Luscius. Une nuit, après avoir repoussé les avances non désirées à plusieurs reprises, Trebonius est convoqué dans la tente de Luscius. Incapable de désobéir à l'ordre de son supérieur, il est victime d'une agression sexuelle, sort son épée et tue Luscius. Le meurtre d'un officier conduit habituellement à la peine de mort. Lors du procès, il amène des preuves qu'il a dû plusieurs fois repousser Lucius et qu'il n'a « jamais prostitué son corps à quiconque malgré la promesse de présents onéreux. » En plus d'être acquitté du meurtre, Trebonius reçoit la couronne du courage,,. Les historiens romains rapportent d'autres récits édifiants d'officiers qui abusent de leur autorité pour contraindre sexuellement leurs soldats et qui ensuite en subissent les conséquences. Les jeunes officiers, qui ont toujours des restes de l'attirance des adolescents pour les relations homosexuelles qu'ont les Romains, sont invités à renforcer leurs qualités masculines, comme en ne portant pas de parfum ou en ne s'épilant pas les aisselles.
En temps de guerre, le viol des prisonniers n'est pas considéré comme criminel. Le viol de masse est un des actes de punition violents lors du sac d'une cité, mais si le siège se termine diplomatiquement plutôt que par un assaut, le ius gentium garantit que les habitants ne seront pas asservis ou violentés. Le viol de masse comme forme de guerre n'était permis qu'en tant que partie d'une stratégie globale pour obtenir le contrôle d'une population. Un idéal éthique de l'auto-contrôle sexuel chez les hommes de troupe était essentiel à la préservation de la paix une fois les hostilités terminées. Dans les territoires et les provinces ayant un traité avec Rome, les soldats violant un habitant local sont sujets à des punitions plus dures que les civils. Sertorius, le gouverneur d'Hispanie dont la politique insiste sur le respect et la coopération avec les provinciaux, fait exécuter une cohorte entière pour la tentative de viol d'un seul soldat d'une femme locale,.

## Sexualité féminine
En raison de l'accent mis sur la famille, la sexualité féminine est vue comme une base de l'ordre social et de la prospérité. Les citoyennes se doivent d'avoir une sexualité dans le mariage et sont honorées pour leur intégrité sexuelle pudicitia) et leur fécondité : Auguste donne des honneurs spéciaux et des privilèges aux mères de trois enfants (voir Ius trium liberorum). Le contrôle de la sexualité des femmes est vu comme nécessaire pour la stabilité de l’État, incarné le plus ostensiblement dans la virginité absolue des vestales. Une vestale qui rompt son vœu est enterrée vivante lors d'un rituel qui imite certains aspects des funérailles ; son amant est exécuté. La sexualité féminine, qu'elle soit désordonnée ou exemplaire, a souvent des répercussions sur la religion d'État en temps de crise pour la République. La législation morale d'Auguste est axée sur l'exploitation de la sexualité des femmes.
De même que pour les hommes, les femmes libres qui s'affichent sexuellement, comme les prostituées et les artistes, ou qui se rendent disponibles indistinctement, n'ont plus de protections légales et perdent leur respectabilité sociale.
Plusieurs sources littéraires romaines donnent comme respectables les femmes ayant une passion sexuelle dans le mariage. Alors que la littérature ancienne parle en grande majorité de la sexualité masculine, Ovide exprime un intérêt explicite et presque unique concernant la façon dont les femmes vivent les rapports sexuels.

### Le corps féminin

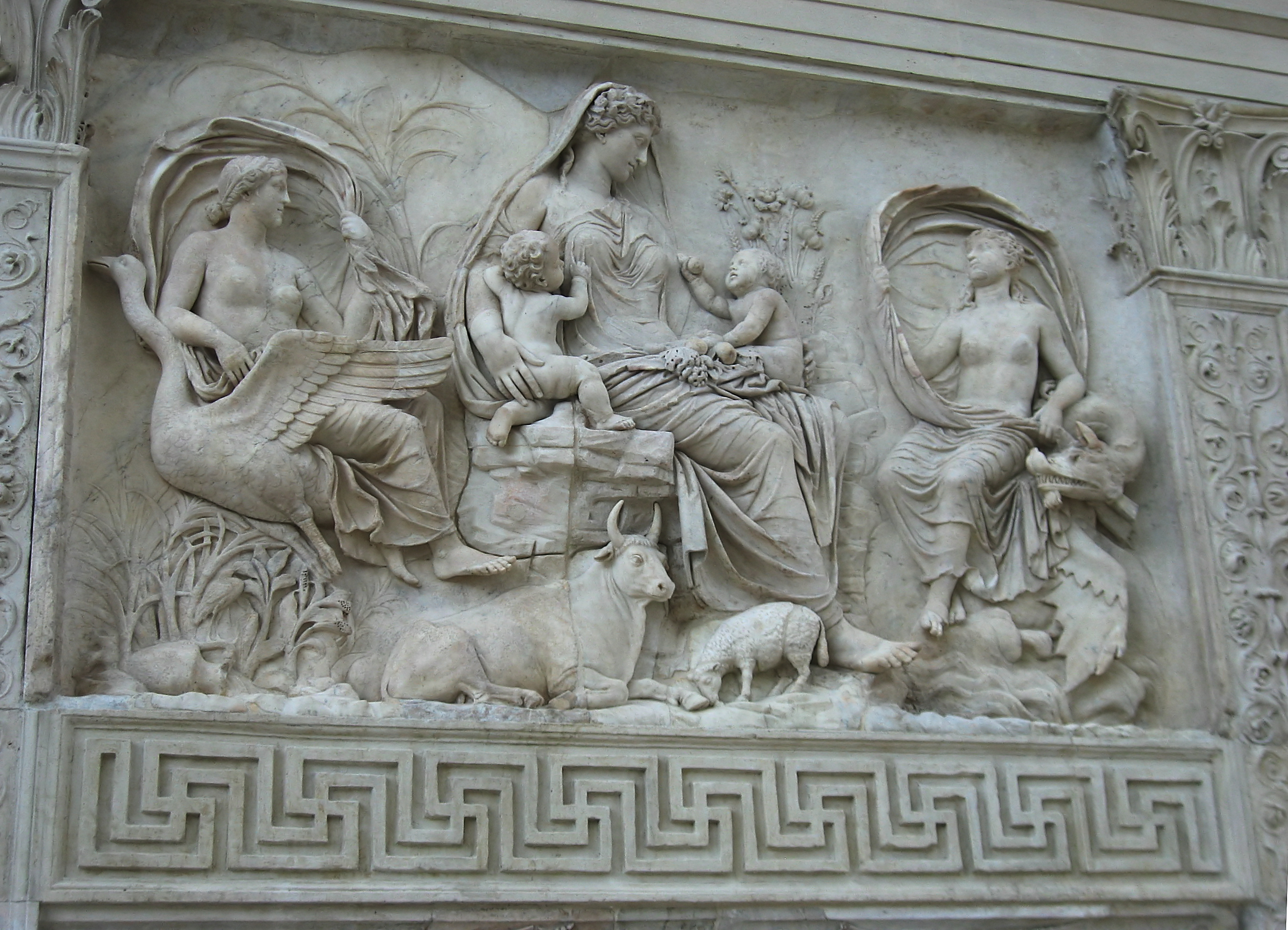
Semi-nudité Divine sur l'Autel de la paix d'Auguste, combinant le symbolisme romain avec un style influencé par le style grec.

L'attitude romaine vis-à-vis de la nudité féminine diffère mais est influencée par celle des Grecs qui idéalisent le corps masculin dans les représentations, alors que les femmes sont représentées habillées. Cependant la nudité partielle de déesses, dans l'art de la période impériale, put mettre en avant les seins comme une image digne mais agréable de la nourriture, de l’abondance et du calme. L'art érotique montre que les femmes à petite poitrine et aux larges hanches représentent l'idéal féminin,. Au Ier siècle av. J.-C. l'art romain montre un grand intérêt pour les femmes nues engagées dans une activité, dont le sexe. L'art pornographique représente les femmes la poitrine couverte par un strophium même si le reste du corps est découvert, ce qui semble suggérer leur haut statut social, et non celui de prostituées.
Dans le monde réel tel que décrit par la littérature, les prostituées se montrent parfois nues à l'entrée de leur cabine, ou portant des habits en soie ; les femmes esclaves sont souvent montrées nues pour permettre à l’acheteur de chercher les éventuels défauts et pour symboliser le fait qu'elles ont perdu le contrôle de leur propre corps,. Sénèque l'Ancien décrit une vente d'esclave femme :

« Elle se tient nue sur la plage, au plaisir de l'acheteur ; toutes les parties de son corps sont examinées et touchées. Voulez-vous entendre le résultat de la vente? Le pirate a vendu ; le souteneur a acheté, il peut maintenant l'employer comme prostituée. »

L'affichage du corps humain le rend vulnérable. Varron affirme que la vue est le plus grand des sens parce qu'alors que les autres sens sont limités par la proximité, la vue peut même pénétrer les étoiles ; il pensait que le mot latin pour vue, regard, visus, est étymologiquement relié à vis, force, pouvoir. Mais le lien entre visus et vis, selon lui, implique aussi la possibilité de viol, comme quand Actéon viole la déesse Diane en la regardant,. Le corps entièrement nu d'une femme est représenté en sculpture qui était censée incarner le concept universel de Vénus, dont la contrepartie grecque Aphrodite est la déesse représentée le plus souvent nue dans l'art grec.

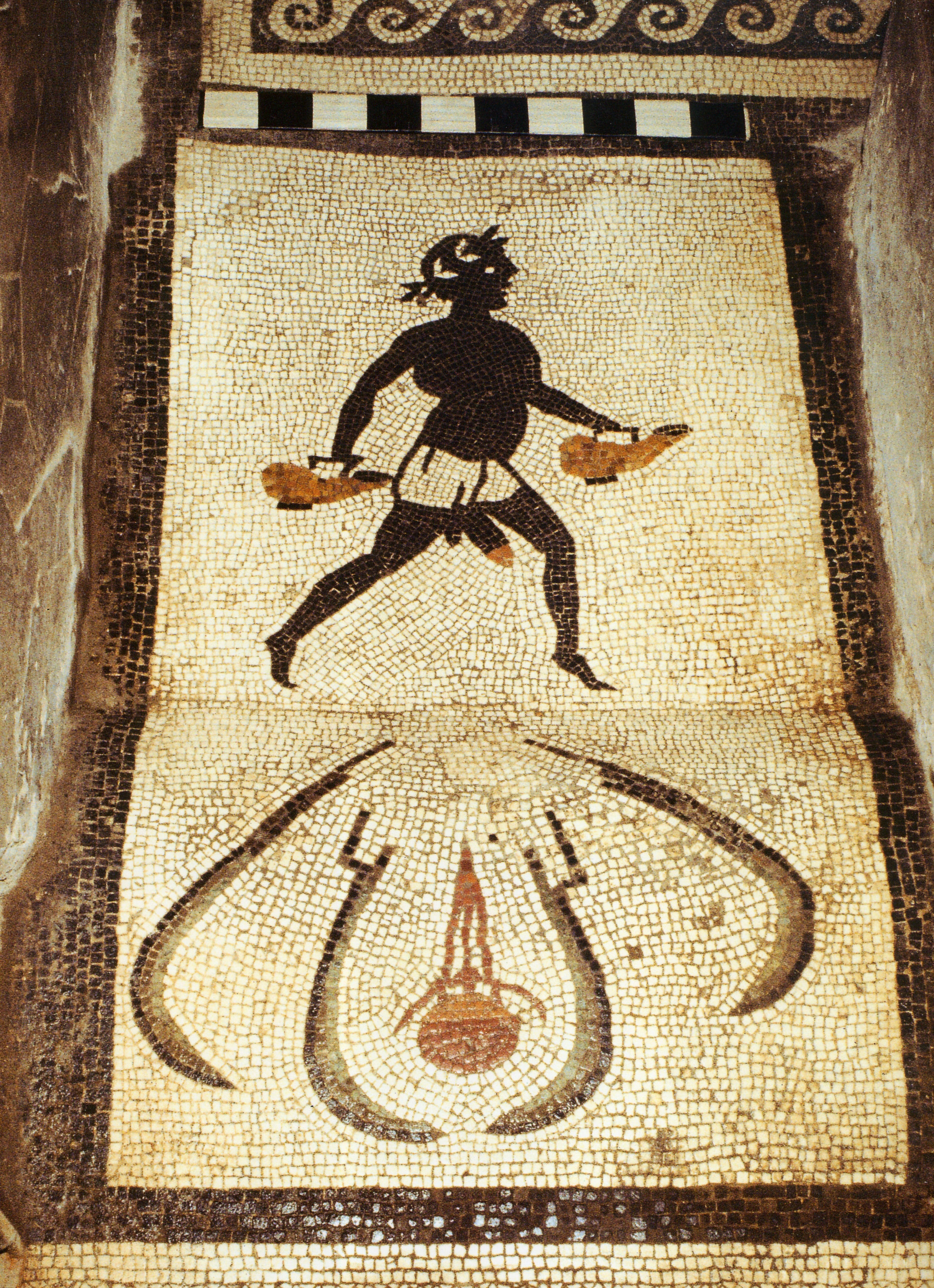
Organes génitaux féminins représentés avec des strigiles sur une mosaïque.

#### Organes génitaux féminins
Bien que des références aux organes génitaux féminins apparaissent dès les vers satiriques et invectifs comme objets de dégoût, il y a peu de références à eux dans l'élégie d'amour latine. Ovide, le poète classique d'amour le plus hétérosexuel, est le seul à faire référence à la stimulation génitale pour donner du plaisir aux femmes,. Martial parle des organes génitaux féminins uniquement de façon insultante, décrivant le vagin comme « lâche… comme le gosier d'un pélican,. » Le vagin est souvent comparé à l'anus des hommes en tant que réceptacle pour le phallus,.
Le seul mot argotique utilisé par les femmes pour désigner leur sexe est porcus, cochon, particulièrement quand une femme mature parle de jeunes filles. Varron lie l'usage de ce mot aux sacrifices de porcs à la déesse Cérès lors des rites préliminaires de mariage,,. Le terme obscène courant pour désigner le sexe féminin est cunnus, con, avec une signification peut-être moins forte qu'en français. Martial utilise le mot plus de trente fois, Catulle une, et Horace trois seulement dans ses premières œuvres ; il apparait aussi dans les Priapea et les graffitis. Des métaphores sur les champs, les jardins ou la pelouse sont souvent utilisées, comme pour l'image masculine charrue dans le sillon féminin. Les mots cave, fossé, fosse, sac, navire, porte, foyer, four ou autel sont aussi utilisés.
La fonction du clitoris (landica) est « bien comprise » à l'époque romaine. En latin classique, landica, mot très obscène, est trouvé souvent sur les graffitis et les Priapea ; une métaphore est souvent utilisée pour faire référence au clitoris, Juvénal utilise le mot crista (crête). Cicéron note qu'un orateur malheureux, de rang consulaire, perturba le sénat juste en prononçant quelque chose ressemblant à landica : hanc culpam maiorem an il-lam dicam? (« Laquelle de ces fautes dois-je considérer comme la plus grande ? » entendu comme « cette plus grande faute ou un clitoris ? »). « Pourrait-il avoir été plus obscène ? » s'exclame Cicéron, observant en même temps que cum nos, quand nous, sonne comme cunnus,,. Une bille en plomb pour fronde a été trouvée par des archéologues avec la phrase suivante inscrite dessus : « je vise le clitoris de Fulvia » (Fulviae landicam peto), Fulvia étant la femme de Marc-Antoine qui commandait les troupes durant les guerres civiles romaines des années -30 et -40.
Le latin n'a pas de mot standard pour désigner les lèvres. Deux termes sont trouvés chez des écrivains médicaux : orae, bords ou rives, et pinnacula, petites ailes. La première apparition du mot vulve a lieu dans l'œuvre sur l'agriculture de Varron (Ier siècle av. J.-C.), où le mot fait référence à la membrane entourant le fœtus,. Au début de l'Empire, vulva est utilisé pour désigner l'utérus dont le mot usuel était uterus pendant la République ou parfois plus vaguement venter ou alvus, deux mots pour désigner le ventre. Vulva semble avoir initialement été utilisée pour désigner l'utérus des animaux, mais il est très utilisé dans l’Histoire naturelle de Pline pour désigner l'utérus humain. Pendant la période impériale, vulva peut signifier organes reproductif féminins ou parfois fait référence au vagin seul. Les premiers traducteurs en latin de la Bible utilisent vulva comme mot correct et approprié pour utérus. À un certain moment pendant l'époque impériale matrix devient le mot pour utérus en particulier pour les écrivains sur la gynécologie de l’Antiquité tardive qui emploient également un vocabulaire spécifique pour les éléments des organes reproducteurs.
Aussi bien les femmes que les hommes s'enlèvent les poils pubiens, mais cela a pu varier en fonction des époques et des individus. Un fragment d'un texte du satiriste Lucilius parle de pénétrer un « sac poilu », et un graffiti de Pompéi affirme « qu’un con poilu est mieux baisé qu'un lisse ; c'est humide et ça veut un pénis. »
À l'entrée du caldarium dans les thermes de la Maison de Ménandre (en) à Pompéi, un dispositif graphique inhabituel apparait sur une mosaïque : un pot à huile phallique est entouré de strigiles en forme de vulves, juxtaposé avec un porteur d'eau « éthiopien » doté d'un pénis « inhabituellement grand et comiquement détaillé ».

#### Seins

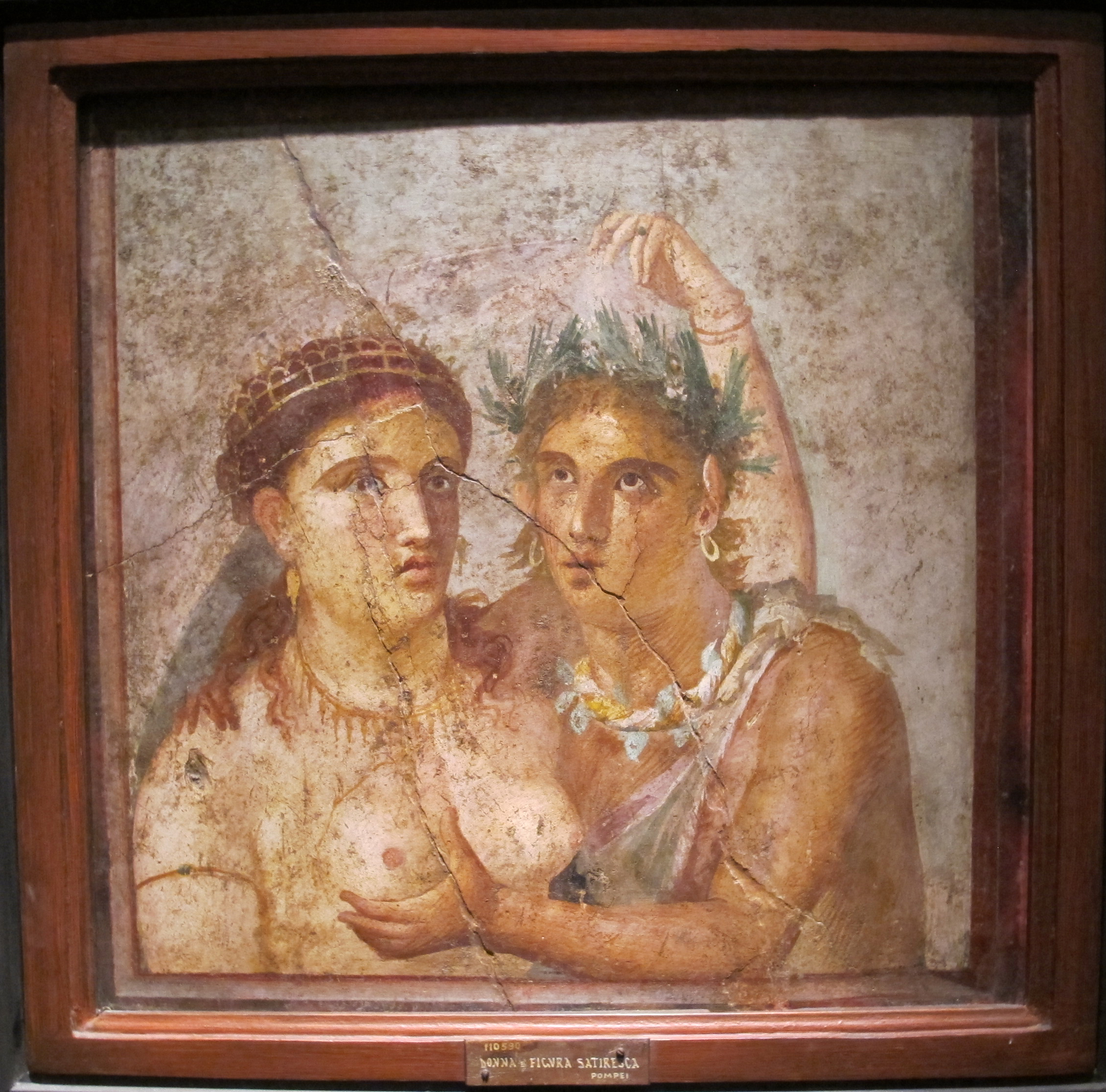
Peinture murale à Pompéi (Cabinet secret, Naples).

Les mots latins pour seins sont mammae, papillae (mamelons) et ubera. Ubera est le mot utilisé pour désigner les seins dans leur fonction d'alimentation, désigne également les mamelles des animaux mais papillae est le mot préféré par Catulle et les poètes augustéens (en) prennent note des seins dans un contexte érotique.
Les seins d'une jolie femme sont censés être « discrets. » Les seins idéaux dans la tradition poétique grecque sont comparés à des pommes ; Martial se moque des gros seins. Les vieilles femmes qui sont stéréotypiquement laides et non désirables ont des seins « pendants. » Sur les scènes de théâtre, les seins exagérément gros font partie du costume pour les personnages comiques de femmes laides, puisque dans la comédie classique romaine les rôles de femme sont joués par des hommes.
Alors que les épigrammes grecques décrivent les seins idéaux, les poètes latin ont peu d'intérêt en les seins, du moins comparé à l'attention et à l'admiration moderne portée aux seins. Ils sont vus principalement comme un aspect de la beauté féminine ou comme une perfection de la forme, bien qu'Ovide les trouve attrayants à toucher,. Dans un poème célébrant un mariage, Catulle remarque les « seins tendres »(teneris… papillis) de la mariée qui permettent de garder un bon mari dans son lit ; l'érotisme aide à la fidélité dans le mariage et mène aux enfants et à une longue vie à deux.

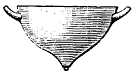
Un mastos, une coupe en forme de sein.

Comme tous les enfants étaient allaités dans l'Antiquité, les seins sont d'abord vus comme l'emblème de l’allaitement et de la maternité,. Les Mastoi, des coupes en forme de sein, sont des représentations des seins trouvées dans les offrandes (votives) des sanctuaires des divinités comme Diane ou Hercule, parfois ayant été dédicacés à une nourrice,,. Les coupes en forme de sein pourraient avoir eu une signification religieuse ; boire du lait maternel pour un adulte âgé ou en passe de mourir symbolise la renaissance potentielle dans l'au-delà,,. Dans la mythologie étrusque, la déesse Junon (Uni) offre son sein à Hercule comme signe qu'il peut entrer dans les rangs des immortels,. La signification religieuse peut expliquer la façon dont Péra allaite en secret son vieux père lors de son emprisonnement et de sa condamnation à mourir de faim (voir charité romaine). La scène fait partie des peintures murales dans une chambre de Pompéi appartenant à un enfant, avec inscrite la légende « la modestie et la piété se trouvent dans la tristesse » Pline note l'usage médical du lait maternel et le range dans les médicaments les plus utiles, particulièrement pour le soin des yeux et des oreilles. S'enrouler la tête dans un soutien-gorge est censé guérir les maux de tête.

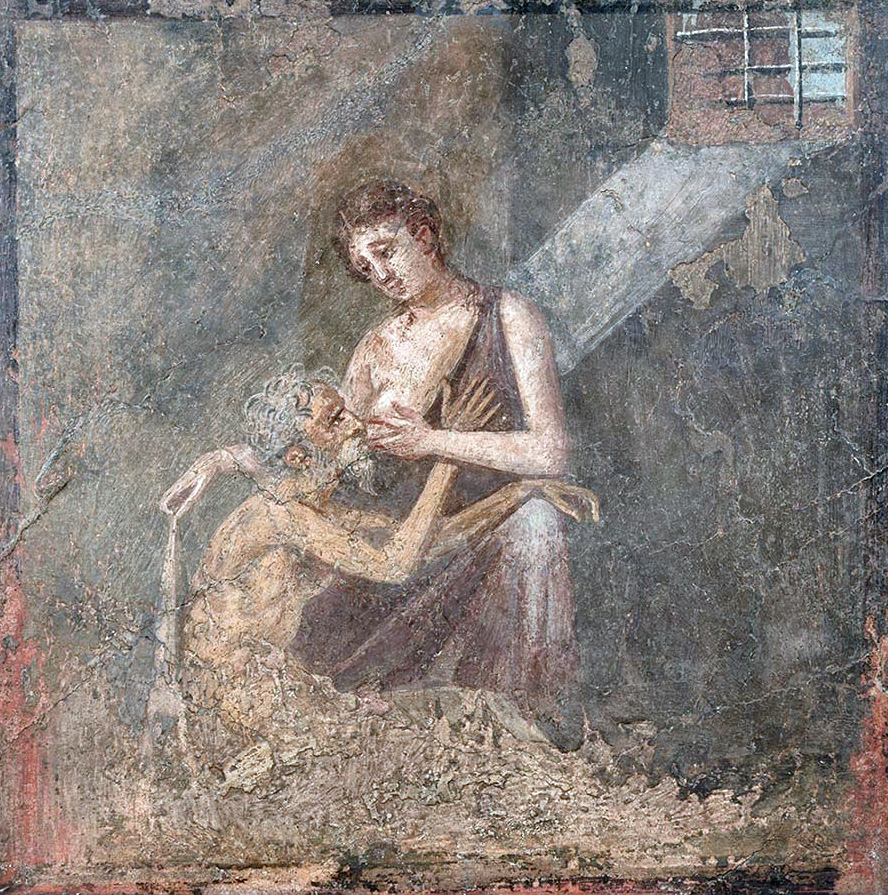
Péra offrant son sein à son père âgé dans un geste de charité romaine.

Découvrir ses seins est un des gestes pratiqués, en particulier par les mères et les nourrices, pour exprimer le deuil ou pour demander pitié,. « Un des motifs littéraires les plus courants dans les textes anciens pour montrer le deuil est les femmes dénudant et frappant leurs seins » note Alan Cameron. Dénuder et frapper ses seins en cas de malheur est interprété par Servius comme un moyen de produire du lait pour les morts. Dans la littérature grecque et latine, les mères mythologiques exposent parfois leurs seins dans des moments de contraintes émotionnelles extrêmes pour demander que leur rôle nourricier soit respecté. Les seins exposés avec une telle intensité créent un pouvoir apotropaïque,. Jules César indique que le geste a une signification similaire dans la culture celte : durant le siège d'Avaricum, les femmes maîtresses de maison (matres familiae) auraient montré leurs seins et ouvert leurs bras pour demander que les femmes et les enfants soient épargnés,. Tacite note que les Germaines exhortaient les hommes réticents au combat en tapant agressivement leur poitrine,. Bien qu’en général « le geste est destiné à susciter la pitié plutôt que le désir sexuel », la beauté des seins ainsi exposées suscite parfois des remarques et une mise en évidence.
Parce que les femmes sont souvent représentées dans l’art habillées, les seins nus peuvent signifier la vulnérabilité ou la disponibilité érotique par choix, par accident ou par force. Montrer un seul sein est un motif visuel de la sculpture grecque antique, où parmi d'autres situations, dont la séduction, ce geste est souvent représenté comme l'imminence d'une violence physique ou d'un viol. Certains spécialistes ont tenté de trouver un code dans lequel montrer le sein droit a une signification érotique alors que montrer le sein gauche représente l'allaitement. Bien que l’art produit par les Romains imite ou reprend les conventions grecques, durant la période classique grecque les images de femmes allaitant sont vues comme bestiales ou barbares ; au contraire les traditions italiques coexistantes mettent en avant le sein pour porter l'attention sur la relation mère-enfant et comme source de pouvoir féminin.
Le pouvoir érogène des seins n'est pas complètement absent : en comparant le sexe avec une femme et le sexe avec un homme, un ancien roman grec de la période impériale romaine note que « ses seins quand ils sont caressés donnent leur propre plaisir particulier. » Properce relie le développement des seins avec les filles atteignant un âge pour jouer (en). Tibulle observe qu'une femme devrait porter des vêtements lâches pour qu'on puisse apercevoir ses seins quand elle s'incline au dîner. Une tradition astrologique (en) soutient que la cravate de notaire est appréciée par les hommes nés lors de la conjonction de Vénus, de Mercure et de Saturne. Cependant même dans les peintures érotiques romaines les plus explicites les seins sont souvent couverts par le strophium,. Les femmes représentées sont peut-être des prostitués mais il est difficile de discerner pourquoi l'artiste décide dans une situation donnée de montrer ou de cacher la poitrine[source insuffisante].

### Relations sexuelles entre femmes

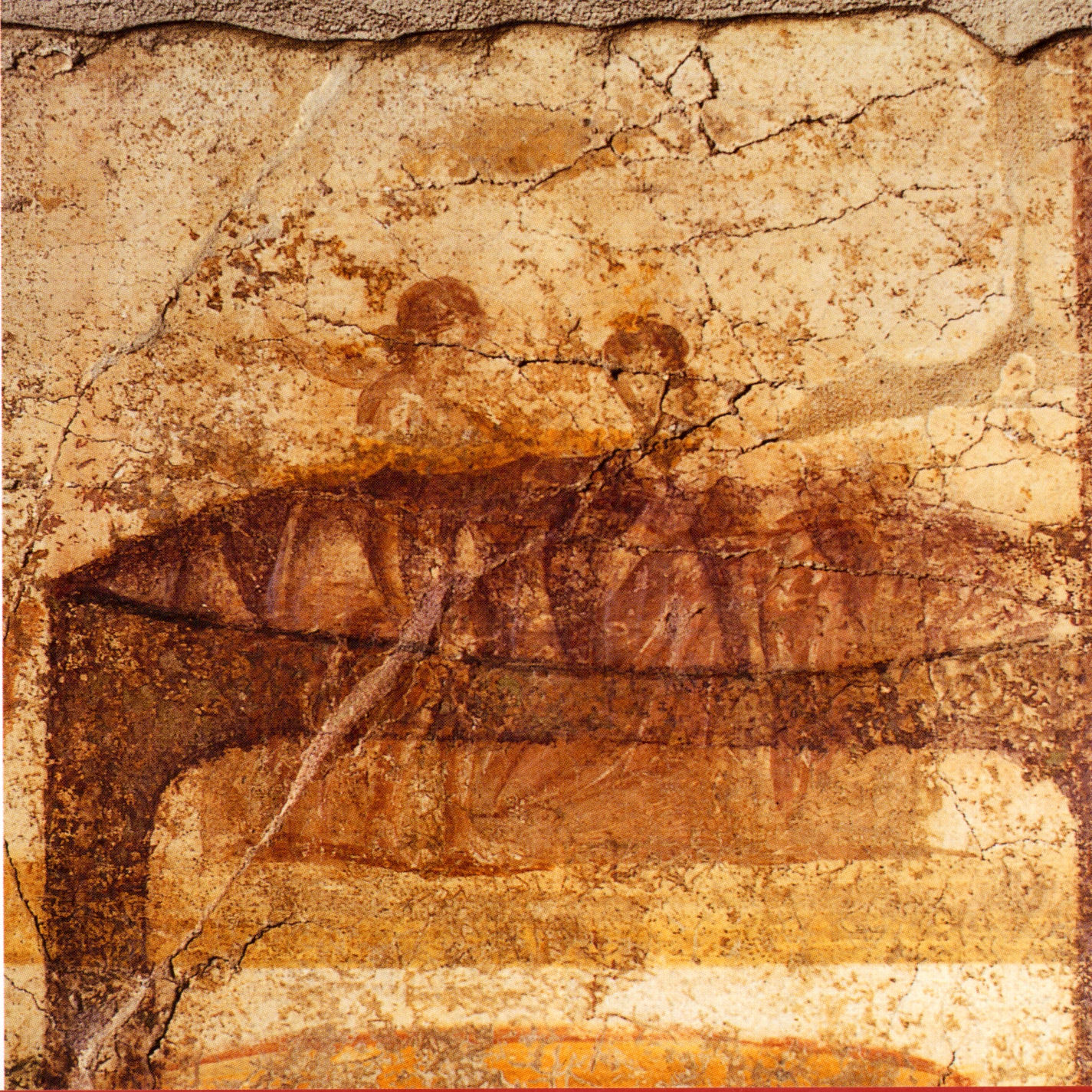
Couple de femmes, peintures érotiques,.

Les mots grecs pour désigner la femme qui préfère le sexe avec une autre femme sont hetairistria (comparer avec hetaira, courtisan ou compagnon), tribas (pluriel tribades) et Lesbia ; les mots latins sont entre autres les emprunts lexicaux tribas, fricatrix (celle qui frotte) et virago. Les références aux relations sexuelles entre femmes sont peu fréquentes dans la littérature romaine de la République et du début du Principat. Ovide, qui promeut plutôt un style de vie hétérosexuel, considère le lesbianisme comme « un désir inconnu de tous, bizarre… parmi tous les animaux aucune femelle n'est saisie par le désir pour une femelle. »
Durant l'époque impériale, les sources pour les relations sexuelles entre femmes sont plus abondantes, par exemple sous la forme de charmes d'amour, de textes médicaux ou de textes astrologiques et sur l'interprétation des rêves. Un graffiti de Pompéi exprime le désir d'une femme pour une autre :

« J'aimerais pouvoir te tenir à mon cou et embrasser tes petits bras, et porter des baisers sur tes tendres lèvres. Vas-y, poupée, et confie tes joies aux vents ; crois-moi, légère est la nature des hommes. »

Une des premières références aux relations homosexuelles féminines en tant que lesbianisme est trouvée chez Lucien (IIe siècle) : « ils disent qu'il y a des femmes comme ça à Lesbos, à l'apparence masculine, mais elles ne veulent pas y renoncer pour les hommes. À la place, elles fréquentent des femmes, comme les hommes. »
Depuis que les Romains pensent qu'un acte sexuel requiert un partenaire actif ou dominant qui est phallique, les écrivains hommes imaginent que lors des relations homosexuelles féminines une des femmes utilise un godemichet ou a un clitoris exceptionnellement grand pour la pénétration, et que c'est elle qui a du plaisir,,,. Martial décrit les lesbiennes comme ayant des appétits sexuels énormes et comme pénétrant aussi bien des femmes que des hommes,,. Les représentations impériales de femmes sodomisant des garçons, buvant et mangeant comme des hommes et s'engageant dans des schémas physiques peut refléter les anxiétés culturelles à propos de l'indépendance grandissante des femmes romaines.

### Viol

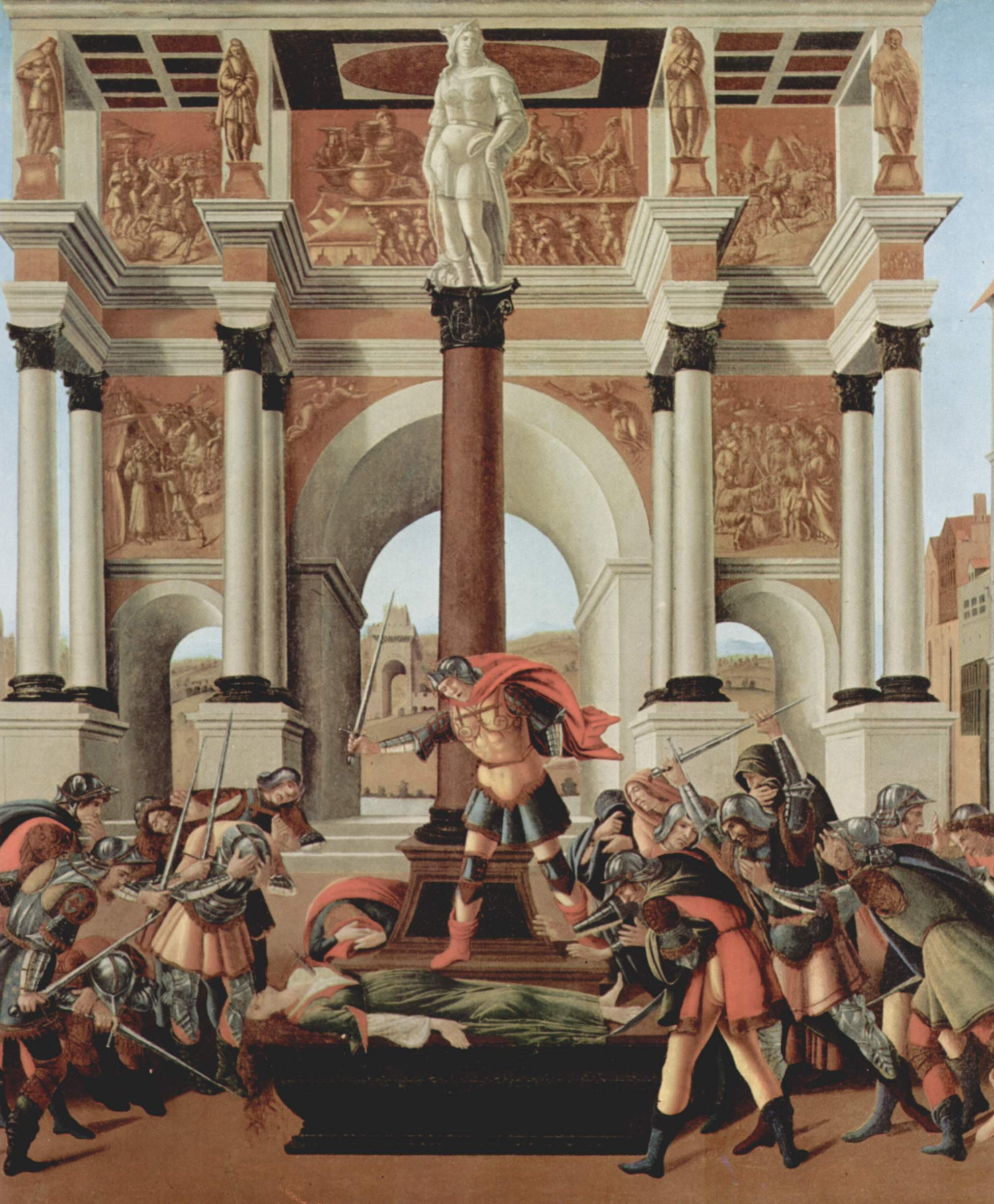
La Mort de Lucrèce de Botticelli (ca. 1500) : dans la légende romaine, le viol de Lucrèce et son suicide provoquent la chute de la Monarchie et l'avènement de la République.

#### La mythologie du viol
Le viol des femmes est un thème omniprésent dans les mythes et légendes des débuts de Rome. Les fondateurs légendaires Romulus et Remus sont nés du viol de la Vestale Rhéa Silvia par le Dieu Mars. Romulus et sa « bande de maraudeurs » transforment leur camp d'hommes en une ville grâce à l'enlèvement des Sabines. Le renversement de la Monarchie romaine et l'établissement de la République sont dus au viol de la très admirée Lucrèce par Sextus Tarquin, le fils du roi. La légende se cristallise le point de vue romain de la libido non contrôlée comme une forme de tyrannie.
L'historien Tite-Live semble « embarrassé » par les viols du début de l'histoire romaine et met en avant la dimension rédemptrice politique de ces événements. Lucrèce condamne le viol comme un comportement primitif en dehors des frontières d'une civilisation avancée, le décrivant comme « l'utilisation par un homme de la violence et l'imposition d'une impulsion sexuelle. »

#### Le viol et la loi
Le Droit romain reconnait le viol comme un crime : la victime du viol n'est coupable de rien. Les relations sexuelles forcées ou sous la contrainte (vis), même si elles ont lieu dans des circonstances qui étaient autrement illégales pour une femme (voir stuprum), laissent légalement la femme sans faute,. La position officielle sous Dioclétien est la suivante :

« La loi punit la faute de ceux qui prostituent leur modestie à la luxure des autres, mais elle n'impute pas la faute à ceux qui sont contraints au stuprum par la force, car il a, par ailleurs, été proprement décidé que leur réputation est saine et sauve et que le mariage ne leur est pas interdit. »

Bien que les sources littéraires de la période de la République font bien comprendre que le viol est un mal, sévèrement pénalisé, la loi qui le considère comme un crime est inconnue jusqu'à la Lex Iulia de vi publica, datant probablement de la dictature de Jules César vers -40. Rome n'a pas de procureurs d'état ; les affaires peuvent être poursuivies par tous les citoyens ayant les compétences légales et les capacités oratoires pour le faire. Depuis que les femmes émancipées ont le droit de poursuivre des crimes dans la République, il est concevable que la victime d'un viol puisse avoir accusé le violeur elle-même. Sinon, l'accusation peut être portée par son père ou par son mari ou par quiconque juge bon de le faire. Il n'y a pas de prescription pour le viol ; en revanche l'adultère, qui est criminalisé sous Auguste, a cinq ans pour être déclaré. Le viol est un crime capital.
Légalement un viol ne peut être commis que contre une citoyenne en règle. Une femme travaillant comme prostituée ou comme artiste perd son statut social et devient infamis ; en rendant son corps publiquement disponible elle a en effet abandonné son droit d'être protégée des violences physiques et sexuelles,. Cicéron défend un client dont les méfaits incluent le viol d'une actrice sur le fondement que les jeunes hommes par coutume se permettent des choses avec les artistes,,,. Le viol d'une esclave peut être poursuivi seulement en cas de dommages pour le propriétaire (Lex Aquilia),. Le consentement est très rarement un problème en cas de viol ; si l'accusé soutient que la femme était consentante, il peut malgré tout être poursuivi pour le crime sexuel plus général de stuprum contre une citoyenne puisque la liberté sexuelle des hommes est limitée aux prostituées et aux esclaves. Si le viol d'une femme mariée ne peut être prouvé, la loi augustinienne criminalisant l'adultère rendrait l'homme coupable d’adulterium, adultère criminel, bien qu'une accusation d'adultère ou de stuprum sans contrainte rendrait également la femme coupable. Un acquittement dans le cas d'un viol, comme pour n'importe quel crime, permet à l’accusé de porter plainte pour calumnia (en), poursuites abusives. Les accusations de viol peuvent être entravées par des pressions sociales et psychologiques, comme la gêne ou la réticence à rendre publique la vie privée.
L'attitude envers le viol change lorsque l'Empire devient chrétien. Saint Augustin interprète le suicide de Lucrèce comme un possible aveu qu'elle a secrètement encouragé le violeur, et les apologistes chrétiens considèrent qu'elle a commis le pêché de plaisir sexuel involontaire. Le premier empereur chrétien Constantin Ier redéfinit le viol comme un délit public plutôt que comme un problème privé. Les premiers législateurs romains ont brouillé la ligne entre enlèvement et fugue puisque dans les deux cas c'est au paterfamilias de donner ou non son consentement au mariage de sa fille qui a été violée. Le mot raptus peut faire référence à la fois à une séduction réussie et à un enlèvement ou un viol. Si la femme était consentante, Constantin ordonne qu'elle soit punie avec l'homme ravisseur en étant brûlée vivante. Si elle n’était pas consentante, elle est toutefois considérée comme complice « sur le fondement qu'elle aurait pu se sauver en criant à l'aide. » En tant que participante au viol, elle est punie par la loi en étant déshéritée, indépendamment de la volonté de sa famille,,. Même si la victime et la famille consentent au mariage à la suite du raptus, le mariage est légalement nul. Dans la république et dans l'Empire pré-Chrétien les conséquences d'un raptus sont l’affaire de la famille,.

## Sexualité et enfants

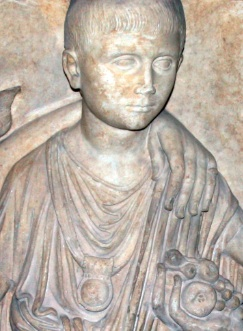
Enfant romain portant une bulla, qui contient un charme phallique.

Les enfants, fille ou garçon, portent la toga praetexta, un habit bordé de pourpre qui donne à son porteur un statut d’inviolable. Un serment peut être prêté sur la praetexta sacrée, une preuve de la façon dont « nous rendons sacrée et vulnérable la faiblesse de l'enfance,. » Il était religieusement répréhensible (nefas) d'utiliser un langage grossier en présence de porteurs de la praetexta, et Caton affirme que devant son fils il essaye de parler comme si des vestales étaient présentes,.
Les garçons citoyens portent également une amulette apotropaïque appelée bulla qui contient un talisman phallique (fascinum) à l'intérieur d'un médaillon d'or, d'argent ou de bronze ou dans un étui en cuir,,,. En plus de sa fonction magique, la bulla aurait été un avertissement visuel que le garçon est sexuellement hors-limites,,. L'équivalent pour les filles est la lunula, une amulette en croissant de lune,.
Il existait des lois protégeant les enfants des prédateurs sexuels et le viol d'un garçon né libre était un crime capital ; cette sévérité avait pour but de protéger l'intégrité physique des jeunes citoyens. La fiction de l’acte n’était pas une défense recevable ; Valère Maxime rapporte qu'une vantardise poétique d'avoir séduit un puer praetextatus (garçon portant la praetexta) et une ingenua virgo (vierge née libre) a été utilisée devant un tribunal pour contester l'autorité morale d'un procureur. En dénonçant les débauches de Quintus Apronius, Cicéron montre la pire des infractions : Apronius danse nu lors d'un banquet face à un garçon toujours en âge de porter la praetexta. Bien que les enfants soient présents aux convivia pour les habituer au comportement social adulte, Quintilien reproche aux parents de son époque leur bien pauvre exemple : ils montrent leurs maîtresses et leurs concubins mâles et se comportent indiscrètement même si leurs enfants sont présents et pensent que c'est mignon quand leurs enfants disent des choses inappropriées pour leur âge. Quintilien voit ce mauvais comportement comme le signe d'un déclin général de la morale,. Cependant lors des mariages les enfants, selon une ancienne coutume, ont le droit d'être grossiers, taquinant le nouveau couple avec des blagues grivoises, car l'humour et le rire étaient censés améliorer la fertilité.
Ces protections ne s'appliquent qu'aux enfants libres, pas à ceux nés ou devenus esclaves ou aux prisonniers de guerre. L'acceptation sociale de la pédérastie chez les Romains est centrée sur l'exploitation de jeunes esclaves ou prostitués par les hommes de la classe supérieure[source insuffisante],.

### Rites de passage
Les adolescents, en préparation rituelle pour la transition vers le statut d'adulte, portent la tunica recta, tunique droite, ainsi appelée parce qu'elle été tissée rituellement sur un type de métier vertical, utilisé par les premiers romains. La tunique, portée par les jeunes hommes et les jeunes femmes, aurait pu avoir eu également la bordure pourpre de l'inviolabilité, bien que les preuves historiques ne soient pas évidentes sur ce point. Les jeunes femmes portent leur propre tunica recta.
Le rituel de puberté pour le jeune homme inclut le rasage de sa première barbe et le retrait de sa bulla qu'il dédie aux Dieux du foyer, les Lares. Il porte ensuite la toga virilis, est recensé comme citoyen et peu après commence son service militaire,,,. Traditionnellement la cérémonie a lieu lors des Liberalia, le festival en l'honneur du Dieu Liber qui symbolise la liberté politique et sexuelle,,,. Après son rite de passage, le jeune citoyen peut s'adonner aux pratiques sexuelles qui sont généralement acceptables pour un Romain de son rang social. Les jeunes hommes ont souvent leur première relation sexuelle avec une prostituée expérimentée.
Les femmes romaines sont censées rester vierges jusqu'au mariage. Plus haut est son rang social, plus jeune la femme sera fiancée et mariée,. Les filles sont fiancées en général à quatorze ans dans les classes supérieures, l'âge peut être de douze ans pour les familles patriciennes. Cependant les mariages sont souvent repoussés jusqu'à ce que la fille soit considérée comme assez mûre. Le mariage est en partie un rite de passage pour la jeune femme, Rome n'a pas de rites de passage élaborés pour les femmes contrairement aux Grecs. La nuit avant le mariage, la mariée lie ses cheveux avec un filet jaune qu'elle a tissé. Le confinement de ses cheveux signifie l'exploitation de sa sexualité dans le mariage. Son tissage de sa tunica recta et de son filet à cheveux montre son talent et sa capacité à tenir le rôle de custos domi, gardienne de la maison. Le jour de son mariage elle ceinture sa tunique avec le cingulum fait avec de la laine de brebis pour symboliser la fertilité et noué par un nœud d'Hercule supposé difficile à dénouer,. Le nœud symbolise la chasteté conjugale et de ce fait ne devait être dénouée que par son mari mais le cingulum symbolisait également que le mari était « ceinturée et lié » à sa femme,. Les cheveux de la mariée était rituellement coiffés en six tresses (seni crines), et elle était voilée jusqu'à ce que son mari la découvre à la fin de la cérémonie, un rituel où elle lui abandonne sa fertilité.

## Sexe, mariage et société

### Sexe marital
Parce que les hommes peuvent avoir des relations sexuelles hors mariage dans une relative impunité, il a souvent été pensé que la satisfaction des devoirs conjugaux n'était pas une condition du mariage Le juriste Ulpian note que « ce n'est pas une relation sexuelle qui fait le mariage mais plutôt une affection maritale, » mais les avertissements des philosophes et des moralisateurs sur le sexe dans le mariage reconnaissent le potentiel de la passion maritale.
La femme était souvent contrainte au mariage, et elle était soumise à l'autorité de ses parents, qui, pour des enjeux économiques et politiques ne contentaient que leur propre intérêt. L'union pouvait également constituer un dédommagement des parents.
L'intimité sexuelle d'un couple marié est un sujet privé, peu présent dans la littérature,. Une exception est l’épithalame, un genre de poésie célébrant le mariage. Un hymne du mariage de Catulle, par exemple, loue Vénus car « rien n’est possible sans toi. » Ovide, dont la poésie amoureuse de jeunesse était destinée à une maitresse de fiction, écrit pendant son exil des élégies dans lesquelles il se plaint que sa femme lui manque. Parmi les Lettres de Pline le Jeune, une d'entre elles concerne ses sentiments pour sa femme :

« Je suis saisi par un désir incroyable pour toi. La raison en est avant tout mon amour, mais aussi le fait que nous ne sommes pas habitués à être séparés. C'est pourquoi je passe la plus grande partie de la nuit hanté par ton image ; c'est pourquoi de temps en temps mes pieds m'emmènent automatiquement dans ta chambre à l'époque où je te fréquentais ; c'est pourquoi, en bref, je recule, morbide et désespéré, comme un amant devant une porte close. »

Pline adopte la rhétorique de la poésie amoureuse, classiquement utilisée pour un amant illicite ou difficile à atteindre, le cas échéant pour exprimer son désir conjugal.

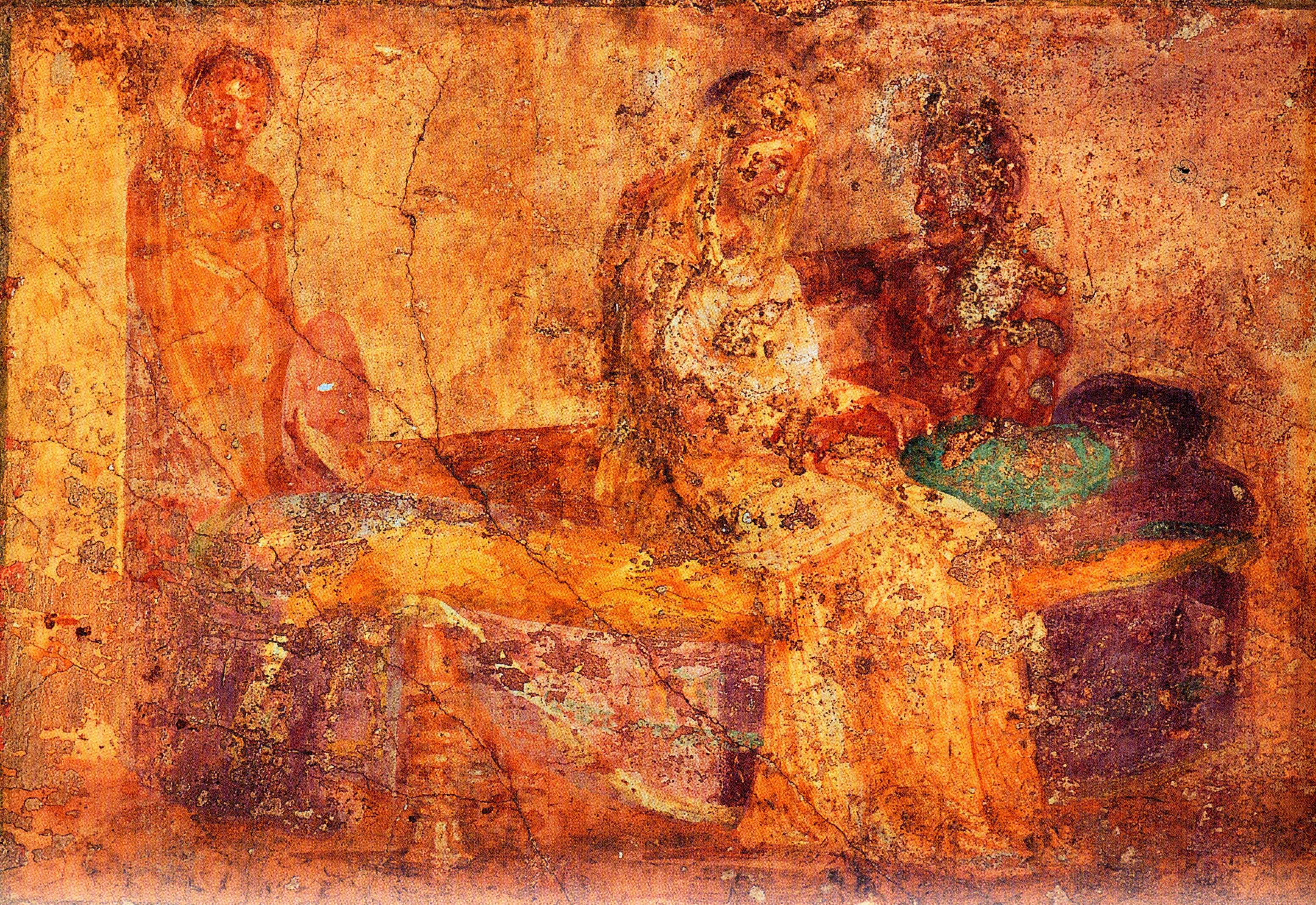
Jeunes mariés assistés par un serviteur : la mariée est entièrement vêtue et hésitante (Casa della Farnesina, Rome, ca. 19 BC).

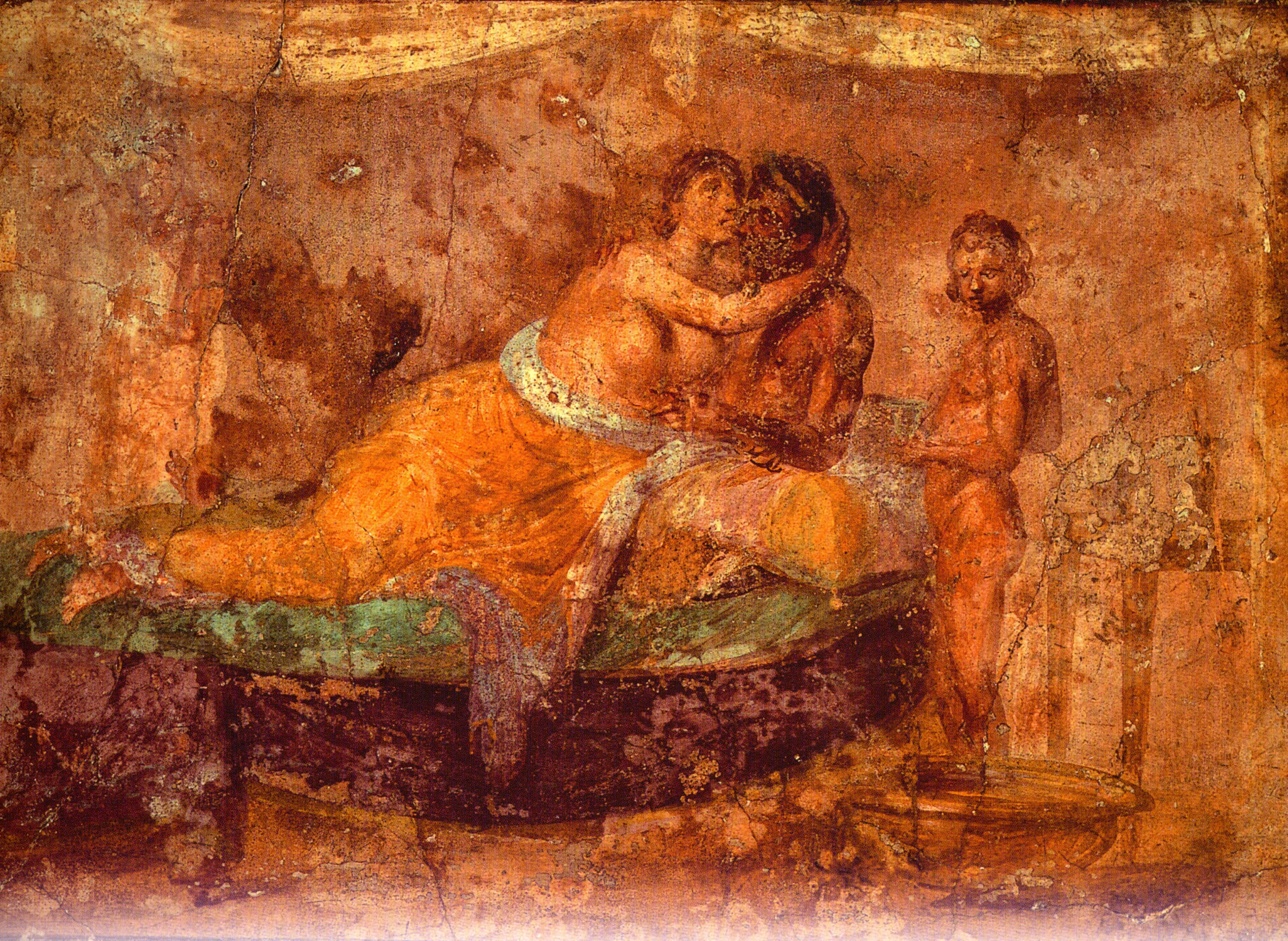
Cette peinture montre la nouvelle « prise en charge » de sa sexualité, réalisée par la jeune mariée.

Bien que ce soit une fierté pour une femme d'être univira, mariée une seule fois, il n'y a dans la Rome antique aucun problème par rapport au divorce. Les remariages rapides après un divorce ou le décès d'un époux étaient communs et même attendus chez l'élite romaine, le mariage étant considéré comme normal et naturel. Bien qu'on attendait des veuves une période de dix mois avant de se remarier, même une femme enceinte pouvait se remarier plus tôt à condition que la paternité de son enfant ne fasse aucun doute pour des raisons juridiques. Si un premier mariage se terminait, il semble que les femmes avaient plus leur mot à dire pour l'arrangement des mariages suivants. Alors qu'avoir des enfants était le but premier du mariage d'autres liens sociaux et familiaux étaient mis en avant, n'excluant pas la camaraderie et le plaisir sexuel entre mari et femme, comme le montrent les mariages de femmes ménopausées.
Le couple royal troyen, Hector et Andromaque était un trope pour le sexe marital. Les élégies d'amour latin se concentrent plus sur leur vie sexuelle que sur la fin tragique de leur mariage et la mort d'Hector par les mains d'Achille,,,. Ils étaient connus pour la position femme au-dessus, avec un verbe suggérant que la femme chevauche le mari comme un cheval. En général Hector est décrit comme nettement hétérosexuel et comme un mari exemplaire.

#### La nuit de noces
Un épithalame de Catulle décrit la nuit de noces comme un moment de fort érotisme, épicé de chants satiriques et licencieux des invités. « Regarde dedans » conseille le poète à la mariée qui brûle d'une « flamme intime, » « où ton homme est couché sur le lit richement vêtu, entièrement à ta disposition. » Il est rappelé au mari que la « bonne Vénus » l'a béni car il désire maintenant ouvertement ce qu'il désire et il n'est pas nécessaire de cacher l’amour. Les époux sont encouragés à se faire plaisir comme ils le souhaitent (ludite ut lubet) ; le but est de rapidement faire des enfants.
Deux peintures dans une chambre de la Casa della Farnesina ont été interprétées comme « un récit de la mariée modeste devenant une amante impudique — peut-être pour satisfaire une fantaisie grivoise de son mari ».

#### Fidélité et adultère
Certaines sources littéraires laissent entendre qu'un jeune marié doit laisser de côté les relations sexuelles en dehors du couple pendant un certain temps et se concentrer sur sa femme afin de fonder une famille,. Certains stoïciens maintiennent que la fidélité conjugale est autant une vertu pour les hommes que pour les femmes (voir Moralité sexuelle stoïcienne). Cependant, légalement, un homme ne commet pas d'adultère tant que son partenaire extra-conjugal est considéré comme sexuellement convenable ; la mauvaise conduite sexuelle (stuprum) est un adultère en fonction du statut de la partenaire féminine. Un personnage dans une pièce de Plaute parle de la liberté sexuelle des hommes en termes comiques :

« Personne n'interdit à personne de descendre sur la voie publique (publica via) ; tant que vous ne violez pas de propriété (en), tant que vous restez éloignés des épouses, des femmes célibataires, des jeunes filles, des jeunes garçons libres, aimez qui vous voulez. »

Une femme mariée ou mariable et les jeunes hommes citoyens sont hors limites, comme s'ils étaient la propriété de quelqu'un, et en fait l'adultère en tant que crime était commis à l'encontre des droits du paterfamilias à contrôler son foyer. Pour un homme, l'adultère est une offense sexuelle commis avec une femme qui n'est ni sa femme ni un partenaire sexuel acceptable telles que les prostituées (en) ou les esclaves, mais la femme ou la fille non mariée d'un autre homme. Les derniers juristes soulignent que l’adulterium dans un sens strict est commis avec une femme mariée.
L'infidélité d'une femme romaine n’est pas acceptable et les filles se mariant pour la première fois se doivent d'être vierges. Selon Caton (IIe siècle av. J.-C.), un mari a un ancien droit (ius) de mort sur sa femme s'il la trouve en train de le tromper, mais si ce « droit » existait bien, c'était plus une coutume qu'un droit légal. Lors de la République, l'adultère est considéré comme une affaire privée d'ordre familial et non une affaire criminelle requérant l'intervention d'un juge,,. Aucune source ne note le meurtre justifié d'une femme par un père ou un mari pour adultère durant la République ; l'adultère est par contre un motif de divorce.

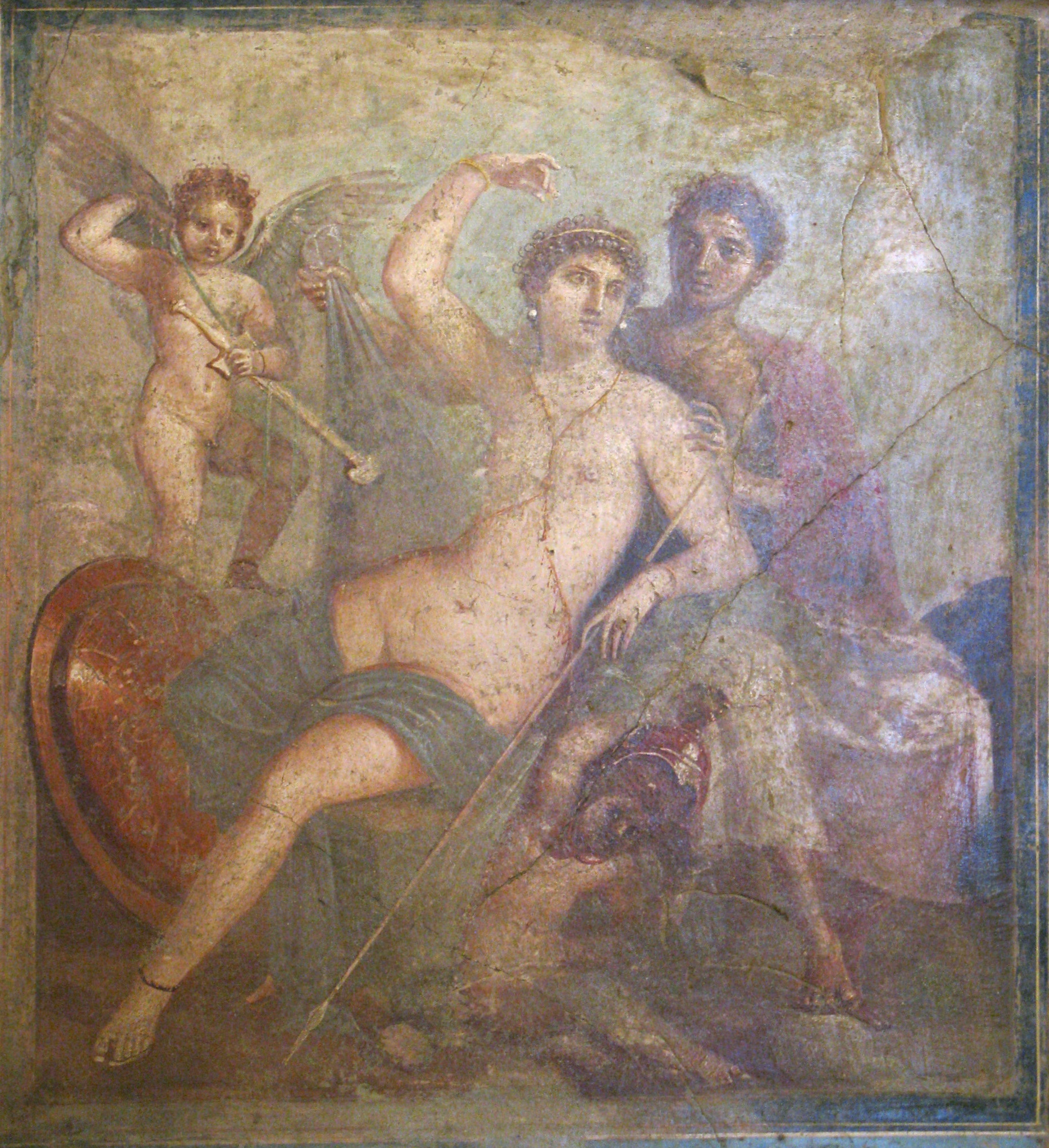
L'adultère mythologique de Vénus et de Mars, ici en présence de Cupidon, est un sujet de peinture populaire.

À la suite de la chute de la République (en), la législation morale fait partie du nouvel ordre politique sous Auguste, le premier Empereur romain. Auguste fait passer les lois concernant l'adultère en -18 dans son programme destiné à restaurer le mos maiorum, les normes sociales traditionnelles, tout en consolidant son autorité politique et en codifiant une hiérarchie sociale plus rigide dans le sillage des récentes guerres civiles. L'attrait pour les valeurs démodées fait régresser les institutions politiques participatives romaines avec le pouvoir détenu par un seul homme,. La Lex Iulia de adulteriis (loi Julienne sur l'adultère) punit les femmes mariées adultères. Les spécialistes ont souvent pensés que la Lex Iulia avait pour but de répondre à l'épidémie d'adultères de la fin de la République. Une perspective androcentrique du début du XXe siècle soutient que la Lex Iulia a été « un contrôle très nécessaire contre l'indépendance et la témérité croissantes des femmes. » Une théorie plus nuancée du début du XXIe siècle voit les affaires d’adultères comme un moyen pour les femmes indépendantes de l'élite de créer des relations amoureuses sentimentales en dehors des mariages arrangés pour raisons politiques. Il est cependant possible que cette épidémie d'adultères n'ait pas eu lieu, la loi n'avait peut-être pas pour but de répondre à un réel problème menaçant la société mais a peut-être été créée comme instrument de contrôle social pour Auguste qui incarne l'état et par extension qui est le pater familias de tout Rome.
Les peurs personnelles liées à l'infidélité se retrouvent dans les sorts pour lier (defixiones) l'attachement érotique d'une autre personne. Les sorts servent aussi à déterminer si une personne est infidèle. Un papyrus magique de l'Égypte romaine recommande de placer le cœur d'une huppe fasciée sur le sexe d'une femme pour obtenir de vraies réponses ; un autre affirme que la langue d'une poule placée sur les seins ou sur les lèvres d'une femme révèlera le nom de l'homme qu'elle aime.
La littérature de la fin de la République et du Principat, particulièrement les satires d'Horace et de Juvénal, offrent diverses représentations, imaginaires ou réelles, de la manière qu'utilise un homme trompé pour humilier et punir l'amant de sa femme. Dans cette littérature, l'amant est castré, battu et violé par le mari lui-même ou les esclaves, ou pénétré analement avec un rouget. De tels actes ne transparaissent pas dans les lettres de Cicéron ou dans les histoires de Tacite, et ces actes sont peut-être des exagérations littéraires. Ovide se moque du mari jaloux comme personne manquant de sophistication : « l'homme qui est excessivement blessé par l'adultère de sa femme est un péquenaud. » Le prédécesseur d'Ovide, Catulle, écrit de la poésie célébrant sa tromperie avec Lesbia, habituellement identifiée comme étant Clodia Metelli. La culture d'une attitude de laisser-aller sur ces questions comme signe d'urbanité peut être à l'origine de la création des lois d'Auguste sur l'adultère qui demandent à l'homme de divorcer de sa femme et de porter plainte contre elle, au risque, s'il ne le fait pas, d'être lui-même accusé de proxénétisme (lenocinium).

### Relations maitre-esclave
La sexualité est une caractéristique essentielle de l’esclavage romain. Parce que les esclaves sont considérés comme un bien par la loi romaine, un propriétaire peut les utiliser à des fins sexuelles ou les louer à cette fin à d'autres personnes. Des lettres de Cicéron laissent penser qu'il a eu une longue relation homosexuelle avec son esclave Tiron,. Comme Eva Cantarella le déclare sans ambages, « le pater familias romain est un maître absolu […] il exerce un pouvoir hors de contrôle de la société et de l'État. Dans cette situation, qu'est-ce qui l’empêcherait de sodomiser ses boys, ? » Mais cette forme de défoulement sexuel était jugée peu érotique : utiliser son propre esclave était l’équivalent de la masturbation. En décrivant son partenaire idéal pour la pédérastie, Martial préfère un esclave mâle « agissant plus en homme libre que son maître », c'est-à-dire un esclave qui peut jouer la séduction,. Quand des esclaves sont identifiés dans l'art érotique, ils exécutent des tâches de routines en arrière-plan et ne participent pas aux actes sexuels. Dans son interprétation des rêves (en) (vers 170), Artémidore de Daldis donne une vision symbolique de la valeur sexuelle des esclaves : rêver d'une relation sexuelle avec sa propre esclave est une bonne chose « car les esclaves sont la possession du rêveur ; ainsi avoir des relations sexuelles avec eux signifie que le rêveur est satisfait de ses biens. »
Un Romain pouvait exploiter ses propres esclaves à des fins sexuelles mais ne pouvait forcer les esclaves des autres à des relations sexuelles car le propriétaire a le droit de contrôler sa propriété. Pour avoir des relations sexuelles avec un esclave appartenant un quelqu'un d'autre, la persuasion ou les menaces pouvaient être utilisées. Un citoyen ne pouvait être accusé de viol à l'encontre d'un esclave, car l'esclave n'était pas sous le couvert des lois protégeant le citoyen, mais il pouvait être accusé suivant la Lex Aquilia, une loi protégeant les biens des dommages.
La sexualité des esclaves était étroitement contrôlée. Les esclaves n'avaient pas droit au mariage légal (conubium), bien qu'ils puissent vivre ensemble comme mari et femme (contubernales). Les propriétaires habituellement restreignaient les activités de leurs esclaves mâles à leurs esclaves femelles, car tout enfant né de ces unions augmentait sa richesse. Caton, à une époque où l'économie à grande échelle de l'esclavage était au début de son développement, pensait qu'il était bien de contrôler la vie sexuelle de ses esclaves et qu'il fallait faire payer les esclaves hommes pour qu'il puisse accéder aux femmes esclaves.

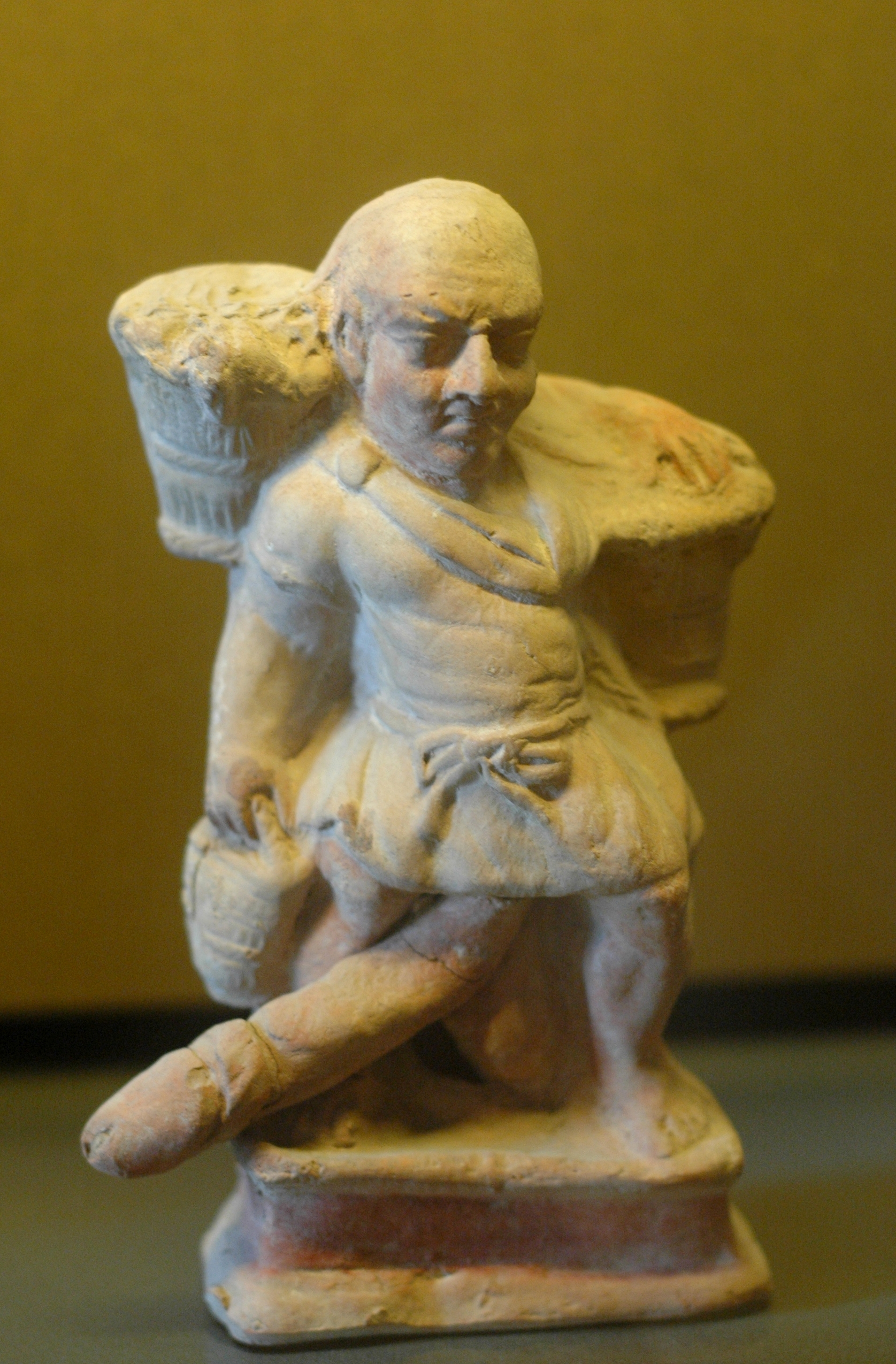
Grotesque : esclave nain, chauve et ithyphallique portant deux paniers. Terre cuite, Myrina, Dans la comédie romaine, les esclaves sont souvent représentés avec un sexe surdimensionné.

Si un propriétaire découvrait qu'un de ses esclaves avait une relation avec une femme libre, la loi l'obligeait à les avertir trois fois de cesser cette relation ; si la relation ne cessait pas, il avait le droit de prendre la femme comme esclave. Les références à des femmes de bonnes familles ayant des relations avec des esclaves hommes sont rares, indiquant que les écrivains étaient peu préoccupés par ce risque. Cicéron n'offre aucun exemple dans ces lettres de commérages ou dans ces affaires judiciaires où il attaque la réputation d'une femme : il accuse Clodia d'inceste et de tenir sa maison comme un bordel mais pas de coucher avec des esclaves. Même Messaline n'est pas accusée par les sources hostiles d'avoir couché avec des esclaves. Des relations sexuelles avec des esclaves font partie des accusations montées de toutes pièces contre Claudia Octavia, la femme de Néron, quand Poppaea Sabina essaye de prendre sa place. En fait, l'accusation de tels agissements fournit souvent l'occasion de sous-entendus ou d'insultes contre un mari qui n'a pas su les empêcher.
Malgré les restrictions et les contrôles sur la sexualité des esclaves, l'art et la littérature romains montrent souvent les esclaves comme lascifs, voyeuristes et doués sexuellement. Un des thèmes distinguant la comédie romaine de la comédie grecque est la description de relations maitre-esclave.
Les Romains libres asservis étaient supposés être protégés de l'exploitation sexuelle, comme l'indiquent deux histoires de deux historiens romains. Avant l'abolition de la servitude pour dettes au IVe siècle av. J.-C., les Romains libres étaient parfois obligés de se vendre ou de vendre leurs enfants comme esclaves pour rembourser leurs dettes. Selon Tite-Live la servitude pour dettes (nexum) est abolie à la suite de la tentative de viol sur un jeune né libre mis en servitude en caution de la dette de son père auprès de l'usurier Lucius Papirius. L'enfant, Gaius Publilius, était notablement beau, et Papirius insista qu'en tant qu'esclave il fournisse des services sexuels. Lorsque Publilius refusa, Papirius le fit déshabiller et fouetter. L'enfant va alors dans la rue pour montrer ses blessures et un tollé du peuple pousse les consuls à convoquer le Sénat. Le processus politique aboutit avec la Lex Poetelia Papiria qui interdit la mise en servitude des débiteurs et qui exige que les biens du débiteur soient utilisés comme caution. La loi de plus établit que l'intégrité du corps d'un citoyen romain est liée fondamentalement au concept de libertas, la liberté politique, à l'opposé de l'utilisation qui peut être faite du corps d'un esclave. Dans une histoire similaire rapportée par Valère Maxime, le châtiment corporel et le viol sont également vus comme des violations des droits du citoyen garantissant la protection de son corps, à l'opposé de la vulnérabilité physique des esclaves.
Certaines protections concernant la sexualité pouvaient être étendues aux esclaves. La conduite des esclaves reflétait généralement la respectabilité de la maison et en particulier les materfamilias étaient jugées sur le comportement sexuel de leurs esclaves femmes qui devait être moral ou tout du moins discret. Ce decorum pourrait avoir limité l'exploitation des esclaves femmes faisant partie d'une familia. Sénèque exprime une indignation stoïque sur le fait qu'un esclave homme puisse être travesti et utilisé sexuellement car un esclave ne devrait pas être avili. Le commerce naissant d'esclaves eunuques au début de l'Empire est la cause de la loi sous Hadrien interdisant la castration d'un esclave contre sa volonté dans un but de luxure ou de gain financier. Les contrats de vente d'esclaves pouvaient inclure une servitude ne serva prostituatur qui interdisait l'utilisation de l'esclave comme prostitué. Bien que le souci de bien-être de l'esclave puisse avoir été un facteur dans certains cas individuels, cette restriction juridique semble également avoir été destinée à protéger le propriétaire citoyen masculin de l’infamia associée au proxénétisme et à la prostitution. La servitude ne serva restait en vigueur pour les ventes suivantes, même si l'acheteur n’était pas au courant, et en cas de violation l'esclave retrouvait sa liberté.

### Prostitution

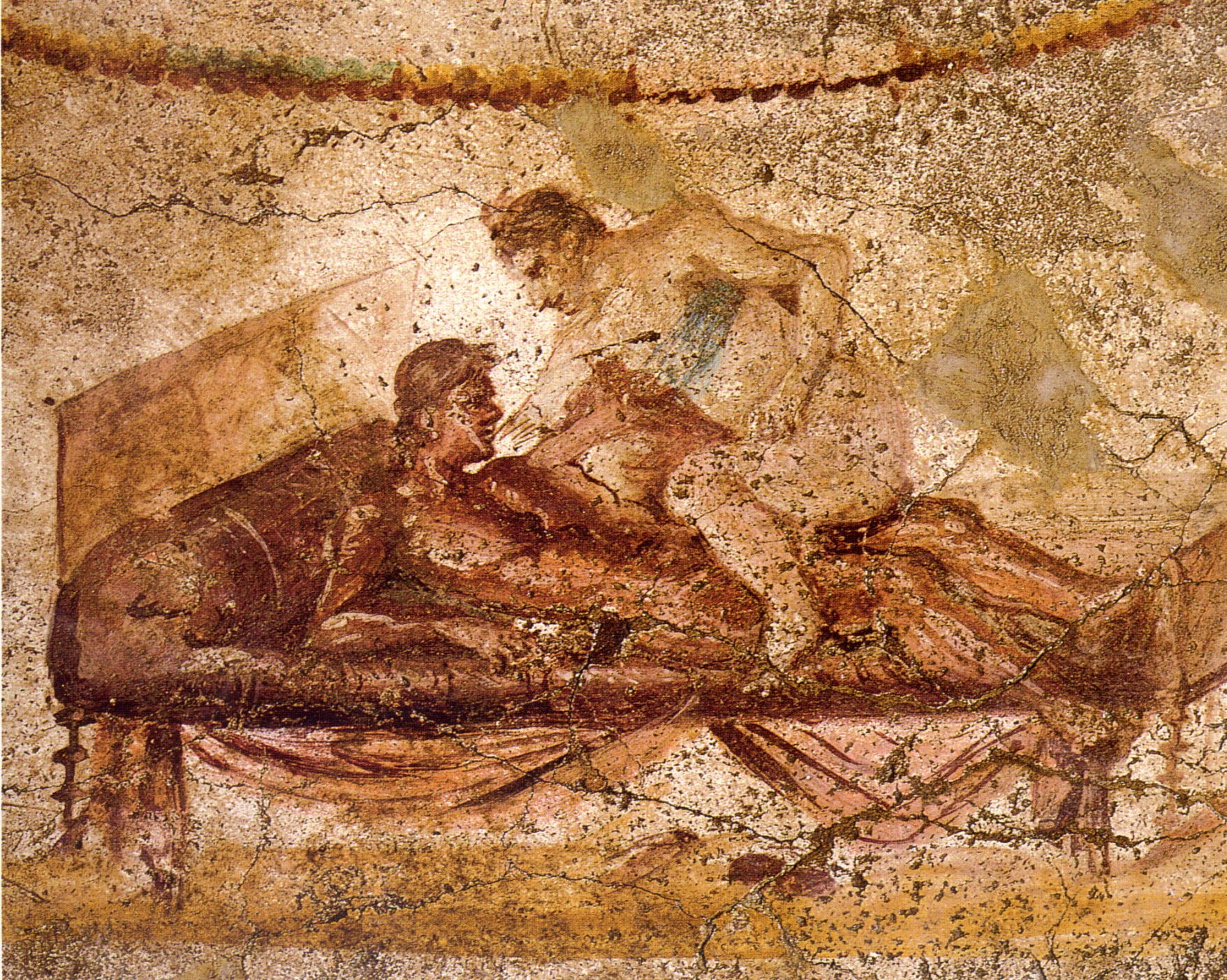
Peinture murale du lupanar de Pompéi.

La prostitution était légale dans tout l’Empire romain à toutes les époques. La plupart des prostitués étaient des esclaves ou des affranchis. À Rome, les prostitués devaient s'enregistrer auprès des édiles. Même s'il semble y avoir eu une distinction légale nette, le juriste Ulpian décrète qu'une femme s'offrant ouvertement, même si elle ne reçoit pas d'argent, acquiert le statut de prostituée. La législation morale augustinienne qui criminalise l'adultère ne concerne pas les prostitués qui peuvent avoir des relations sexuelles avec des hommes mariés. Encouragées à penser l'adultère comme un problème légal plutôt que moral, certaines femmes socialement importantes choisirent de se déclarer comme prostituées pour ne pas enfreindre les lois sur l'adultère.
Des statuts confus sont souvent le centre des comédies de Plaute et de Térence. Des jeunes rencontrent des obstacles quand ils tombent amoureux et veulent se marier avec une prostituée non libre, et les obstacles tombent quand le véritable statut de vierge libre de la femme est révélé. En effet, la jeune vierge libre est une épouse possible et non la prostituée. La relation entre ces situations et la véritable vie romaine est problématique : Plaute et Térence utilisent des modèles grecs qui sont souvent peu connus, et la mesure dans laquelle ils correspondent aux comportements et attitudes romains est difficile à déterminer. Elaine Fantham (en) a observé qu'une longue campagne militaire en Grèce et en Asie Mineure a introduit les hommes dans une luxure et des plaisirs plus sophistiqués, peut-être des reflets de la comédie : le jeune homme porte son engouement sur une courtisane de haut rang social plutôt que sur une esclave ou une prostituée.
L’art érotique n’illustre pas la prostitution. Les peintures et plus particulièrement celles du lupanar de Pompéi mettent en scène des femmes souvent nues portant seulement le strophium (couvre poitrine) afin de suggérer leur important niveau social. Le décor et les détails confirment cette idée. La présence d’un lit, de draps, de coussins, évoque le luxe raffiné d’une chambre appartenant à une aristocrate dont le comportement brise tous les codes de bonnes conduites qu’elle est censée défendre. L’image caricaturale dénonce avec humour l’hypocrisie de la matrone qui symbolise la moralité. Enfin, aucun tableau du lupanar ne reflète la triste réalité sordide à laquelle le client va être confronté en entrant dans la cellule. Cette pièce crasseuse sans ouverture est éclairée par la puanteur d’une lampe à huile bon marché. La professionnelle se livre sur une banquette maçonnée infectée d’insectes et de miasmes.

#### Plaisir etInfamia
Les prostituées à Rome font partie des personnes catégorisées infâmes et ont peu de protections légales, même si elles ne sont pas esclaves. Une personne ayant acquis le statut légal d’infamie ne peut plus en sortir : « une prostituée n'est pas seulement une femme qui se prostitue mais également une femme qui s'est par le passé prostituée, même si elle a cessé ; de ce fait la disgrâce ne disparait pas même si l'activité n’est pas poursuivie par la suite. »
Dans la morale romaine, la poursuite du plaisir (voluptas) était une poursuite discutable. Le stoïcien Sénèque opposait le plaisir à la vertu (virtus) :

« Vous trouverez la Vertu au temple, sur le forum, au Sénat, debout devant les murs de la ville, poussiéreuse et brulée par le soleil, ses mains rugueuses ; le plaisir sera bien souvent trouvé rodant autour des bains et des salles de sudation, des lieux qui redoutent les édiles,à la recherche de l'obscurité, doux, décadent, puant le vin et le parfum, blême ou bien maquillé comme un cadavre. »

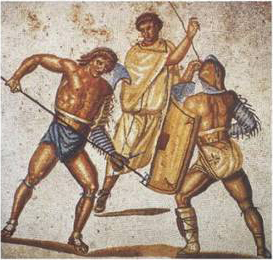
Juvénal pensait que le rétiaire (à gauche), un gladiateur qui combattait en tunique, la peau exposée, était efféminé et prônait la déviance sexuelle.

L’ambivalence romaine envers le plaisir physique est exprimée par l’infamia de ceux dont le corps est fourni publiquement. Techniquement l’infamia est une perte légale de statut pour une personne née libre du fait d'une mauvaise conduite, y compris sexuelle, mais le terme pouvait être utilisé pour une mauvaise réputation en général. L’infamia est une « conséquence inéluctable » de certaines professions, pas seulement les prostitués et les proxénètes mais également les acteurs, les danseurs ou les gladiateurs : « ces personnes étaient l'objet de désir. Ils servaient le plaisir des autres. Ils étaient ternis par l’exposition au regard du public. »
Ceux catégorisés comme infâmes pouvaient être soumis aux punitions corporelles, réservées habituellement aux esclaves. Sous la République et au début de l'Empire, une des façons dont la liberté d'un citoyen était définie était la liberté de son corps face aux punitions physiques comme la flagellation par les autorités. Cependant les citoyens qui choisissaient de devenir acteurs et d'utiliser leur corps pour offrir des plaisirs publics ne pouvaient jouir des protections physiques et pouvaient être battus ou sujets à la violence. Tout homme libre devenant gladiateur prêtait serment de souffrir de la servitude, du combat et potentiellement de mourir par l'épée. À la fois glorifiés et méprisés, les gladiateurs étaient censés exercer un attrait sexuel irrésistible sur les femmes,.
Les acteurs étaient ambigus sexuellement, à la fois parce qu'ils pouvaient jouer des femmes, et étaient séduisants à la fois pour les hommes et pour les femmes. Le dictateur Sylla a eu une longue relation avec un acteur ; Mécène, patron des arts et conseiller d'Auguste, était amoureux d'un acteur nommé Bathyllus ; les femmes de la famille impériale auraient prétendument eu des histoires amoureuses avec des acteurs. Les actrices étaient supposées être des prostituées.
Un homme qui prenait du plaisir à pratiquer la fellation ou à recevoir la sodomie, souvent appelé cinaedus, pouvait être déclaré infamis, bien que s'il était citoyen, il conservait son statut légal,.

#### Sex clubsprivés
Des preuves archéologiques, en grande partie à Pompéi et à Herculanum, et des sources littéraires semblent indiquer l'existence de sex clubs privés dans certaines maisons romaines (domus). La plupart des Romains vivaient en appartement (insulae) ; la domus était un grand logement indépendant appartenant à une famille fortunée et à Rome c'était le centre de l'identité sociale de la famille. Quelques pièces de ces maisons sont décorées avec de l'art pornographique qui ne diffère pas de celui trouvé dans les maisons closes : dans certains cas ces pièces décorées érotiquement ont un accès direct depuis l'extérieur pour admettre les visiteurs qui devraient normalement entrer dans la maison par la porte principale menant à l'atrium où la famille expose les images des ancêtres et autres trophées montrant sa respectabilité.
Il a été suggéré que ces pièces avaient pour but d'évoquer l’ambiance des maisons closes pour la tenue de rencontres sexuelles, telles que celle décrit par l'historien Valère Maxime qui a lieu en 52 avec la participation d'un consul et d'un tribun de la plèbe.

## Actes et positions sexuels
Environ 90 positions sexuelles sont mentionnées dans la Rome antique. L'art érotique romain et la littérature latine, particulièrement un passage connu de L'Art d'aimer d'Ovide, décrivent plusieurs formes de copulation (concubitus varii) et de positions sexuelles (figurae veneris) ; les termes latins sont d'Ovide, tirés de sa description de la manière dont les maisons aristocratiques exposent des peintures érotiques parmi leurs collections d'art,. Selon Suétone, Tibère avait une grande collection de manuels sexuels et d'art érotique, dont une peinture de la chasseresse mythologique Atalante faisant une fellation à Méléagre, une œuvre que l'empereur considérait valant plus d'un million de sesterces. Les Romains pensaient que l'astrologie avait une influence sur les préférences des uns et des autres : les gens nés quand le soleil, la lune et les planètes étaient dans un certain signe astrologique étaient supposés avoir un penchant pour un vice secret ou pour certaines positions sexuelles non naturelles, ou étaient supposés devenir pathicï (sodomites).
Lucrèce observe que l'acte sexuel peut avoir différentes finalités. Les prostituées utilisent certains mouvements pour donner du plaisir à leur client et pour éviter la grossesse. Les épouses qui veulent concevoir ne doivent pas bouger vigoureusement pendant le rapport car de tels mouvements « sortent le soc du sillon et détournent la semence de la graine. » Lucrèce recommande la Position de la levrette (a tergo) pour les couples qui veulent concevoir car cette position imite la position procréative naturelle des animaux.

### Relations sexuelles homme-femme

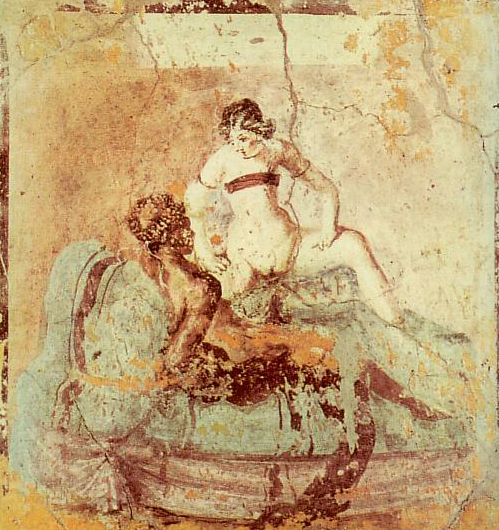
La position de la femme chevauchant était courant dans l'art romain.

Le terme obscène courant désignant le fait pour un homme d'avoir une relation sexuelle avec une femme est futuo, je baise. Bien qu'absent de la littérature décente, futuo n'était pas nécessairement un terme insultant ou agressif ; il était utilisé dans les transactions entre une prostituée et son client, et il pourrait avoir été utilisé lors de l'acte sexuel. Un fragment d'une pièce de Plaute suggère que l’acquisition d'un vocabulaire érotique fait partie de l'introduction à la sexualité de la femme dans le mariage : une vierge explique qu'elle n’a pas encore appris les mots appropriés pour la nuit de noces (nupta verba). L'utilisation du mot par une femme dans d'autres circonstances indique son indépendance par rapport aux normes sociales. C'est en disant « Ou tu me baises ou c’est la guerre » que Fulvie défie le futur Auguste. Dans des graffitis à Pompéi écrit par des femmes ou des hommes, des formes de futuo sont utilisées pour annoncer de prouesses, la satisfaction ou la disponibilité.
Thomas Habinek affirme « qu’Ovide inventa la catégorie de l'homme hétérosexuel » car avant cela il était normal pour un Romain d'avoir des relations homosexuelles. Ovide rejette radicalement la tradition romaine de pédérastie et dit qu'il prend plus de plaisir (voluptas) en faisant l'amour à une femme comme une égale. Il insiste en disant que le plaisir sexuel doit être mutuel et il conseille aux hommes de ne pas terminer un acte sexuel sans avoir amené la femme à l'orgasme. Dans un passage il semble recommander l'orgasme simultané.

#### Mulier equitans
La chevauchée est une métaphore courante pour désigner l'acte sexuel, particulièrement pour désigner la position du chevauchement. La mulier equitans (femme chevauchant) n'apparaît pas sur les poteries grecques mais est courante dans l'art romain. Ovide recommande cette position pour les femmes petites, les femmes grandes ne voulant peut-être pas paraitre trop imposantes par rapport à l'homme. Cette position est supposée avoir été favorisée par le couple mythologique Hector et Andromaque, même si elle avait une grande taille légendaire et était appelée avec humour « le cheval d'Hector. » Un relief de Gaule romaine montrant la mulier equitans joue sur la métaphore en représentant un cheval galopant en arrière-plan.
Dans l'art, la convention sur la mulier equitans représente la femme exposée de face pour montrer tout son corps, souvent avec l'accent mis sur son pubis épilé. La signification de cette position dans la culture romaine a été interprétée de diverses façons. Kenneth Dover pense que cela peut représenter l'émancipation sexuelle des femmes romaines. D'une perspective féminine, la position donnerait une indépendance de mouvement pour son propre plaisir. Cependant Paul Veyne pense que cette position montre que la femme doit faire le travail au service de l'homme qui reçoit le plaisir sans effort. La position peut avoir été préférée dans les arts visuels car elle plaît visuellement aussi bien aux hommes qu'aux femmes : pour les hommes cette position offre une vue complète du corps féminin, comme recommandé par Ovide, et montre le pénis entrant dans le vagin ; les femmes voient le personnage féminin dominant et jouant le rôle actif.
La position est aussi appelée Venus pendula conversa, Vénus perpendiculaire avec la femme tournée vers l'homme ; pour cette position inversée, l'homme est couché avec la femme dessus lui tournant le dos. Cette version est rarement mentionnée ou représentée mais elle est trouvée dans l'art romain sur des peintures égyptiennes.

Relief avec inscription[421].
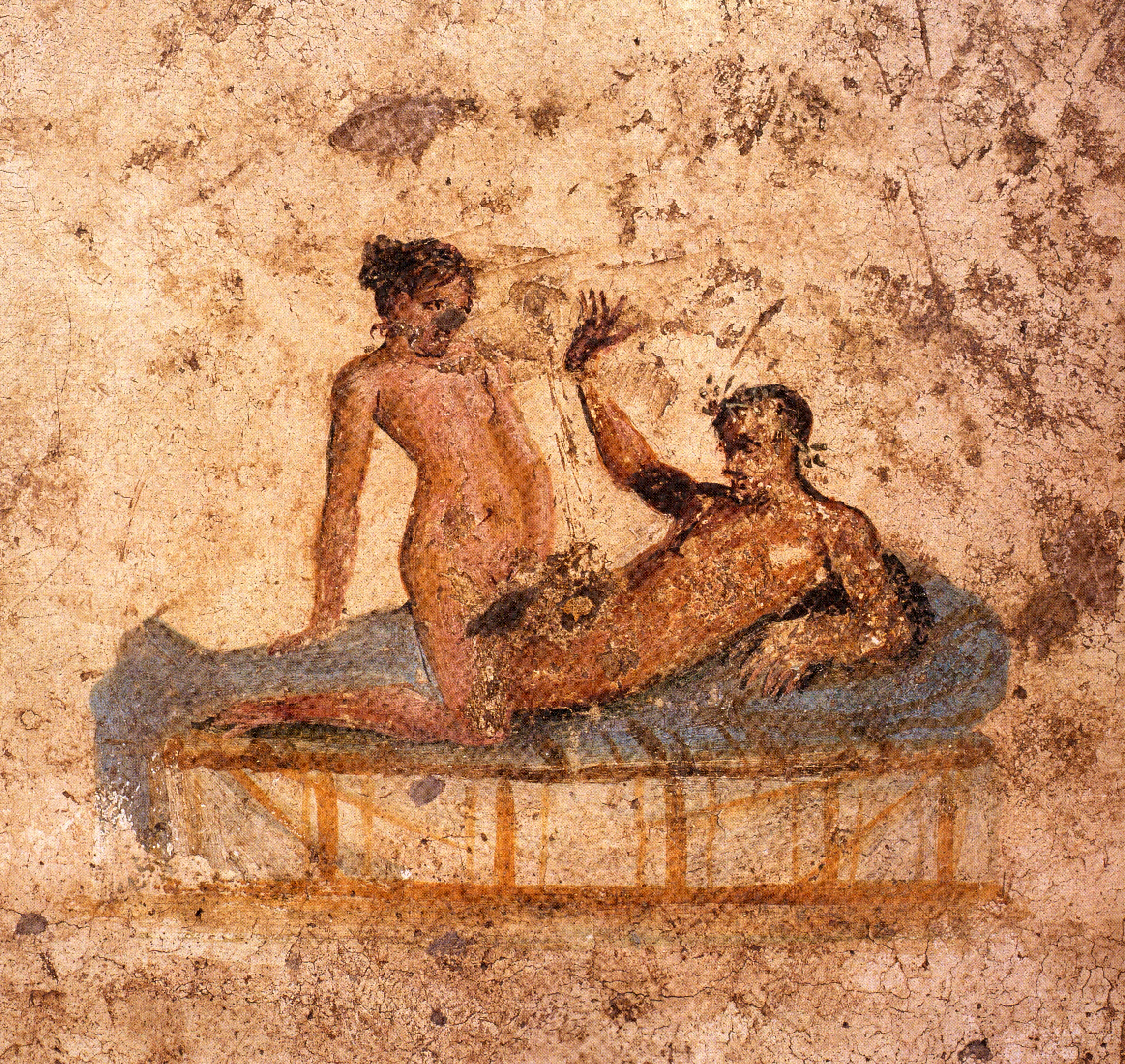
Casa del Ristorante.
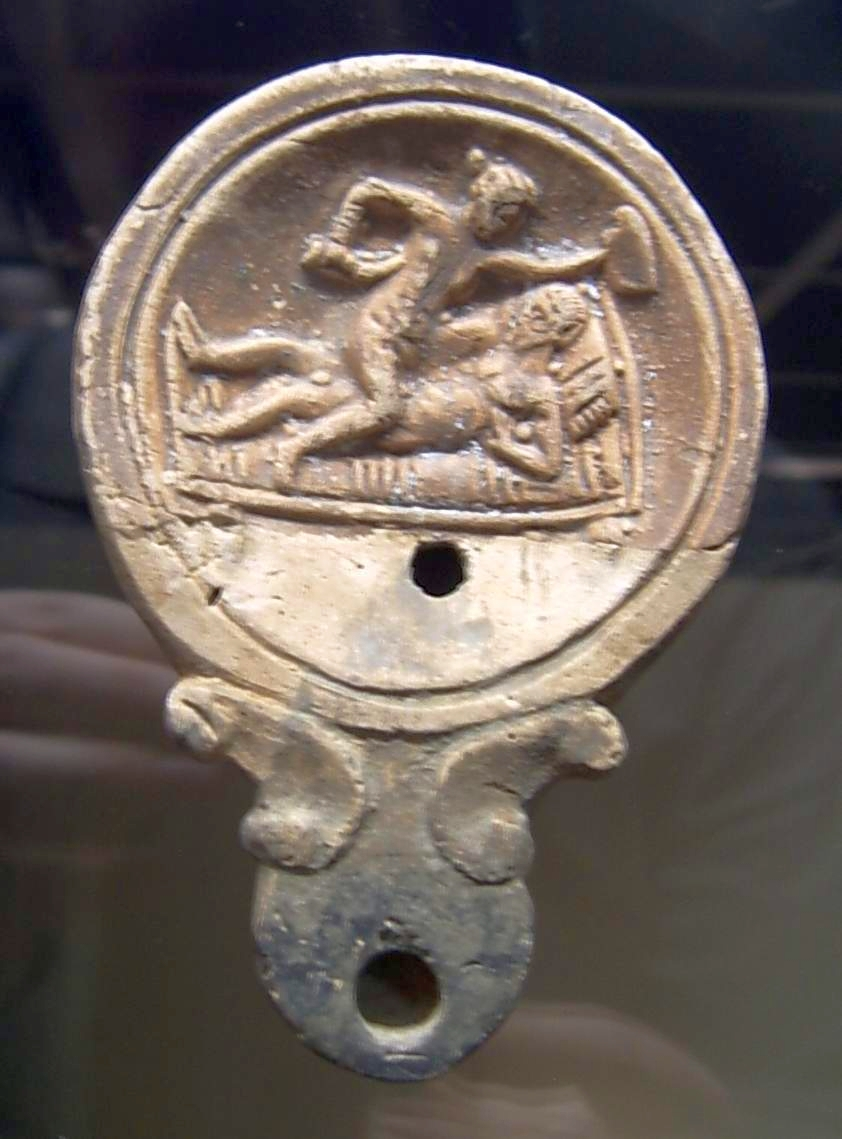
Sur une lampe à huile.
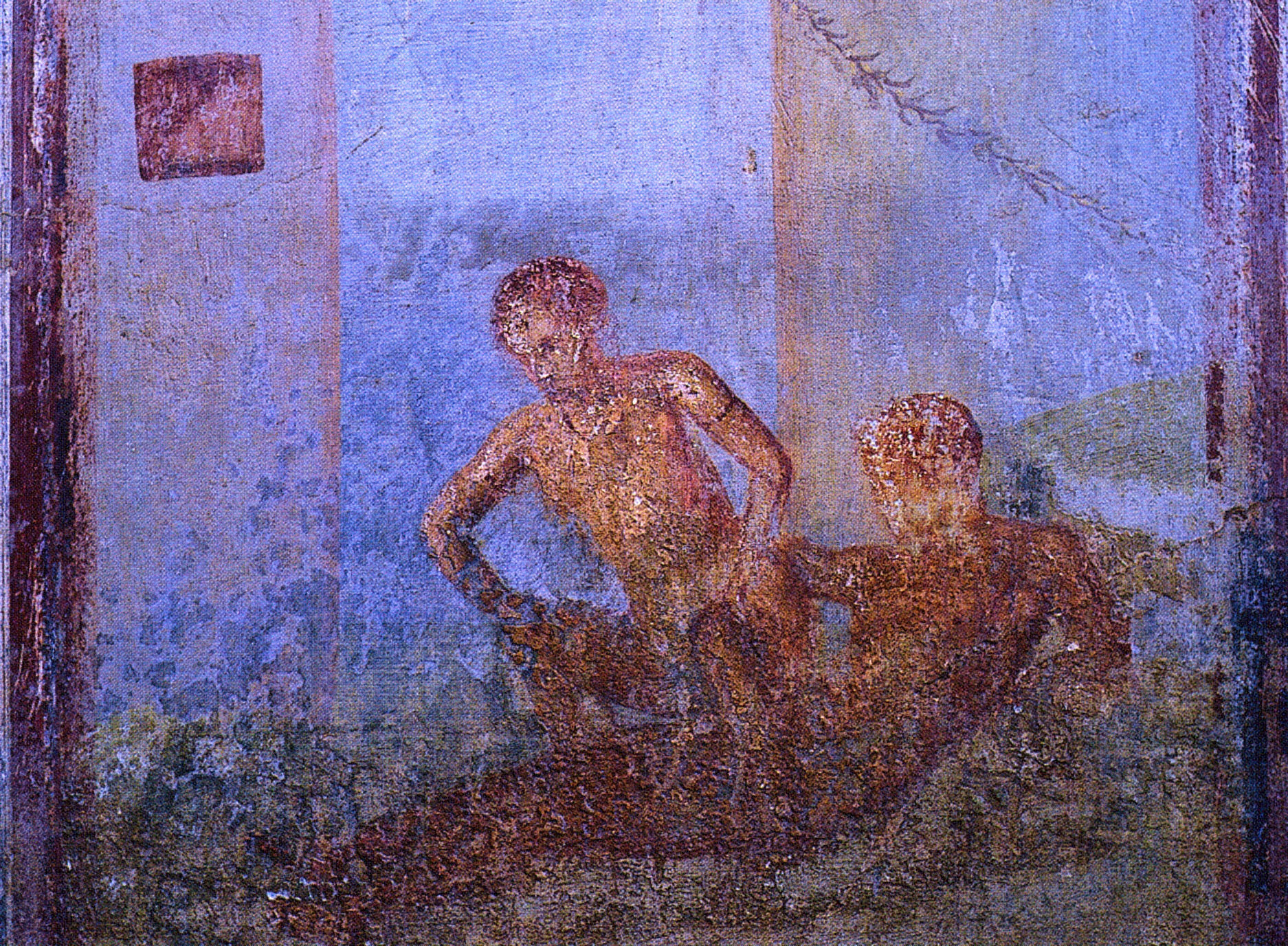
Venus pendula aversa.

Une métaphore équestre est également trouvée pour désigner dans la relation anale (cinaedus) avec un partenaire chevauchant, et au moins une fois pour mentionner une relation lesbienne avec des femmes « qui chevauchent l'une après l'autre et qui bougent avec Luna comme témoin »

### Sexe anal

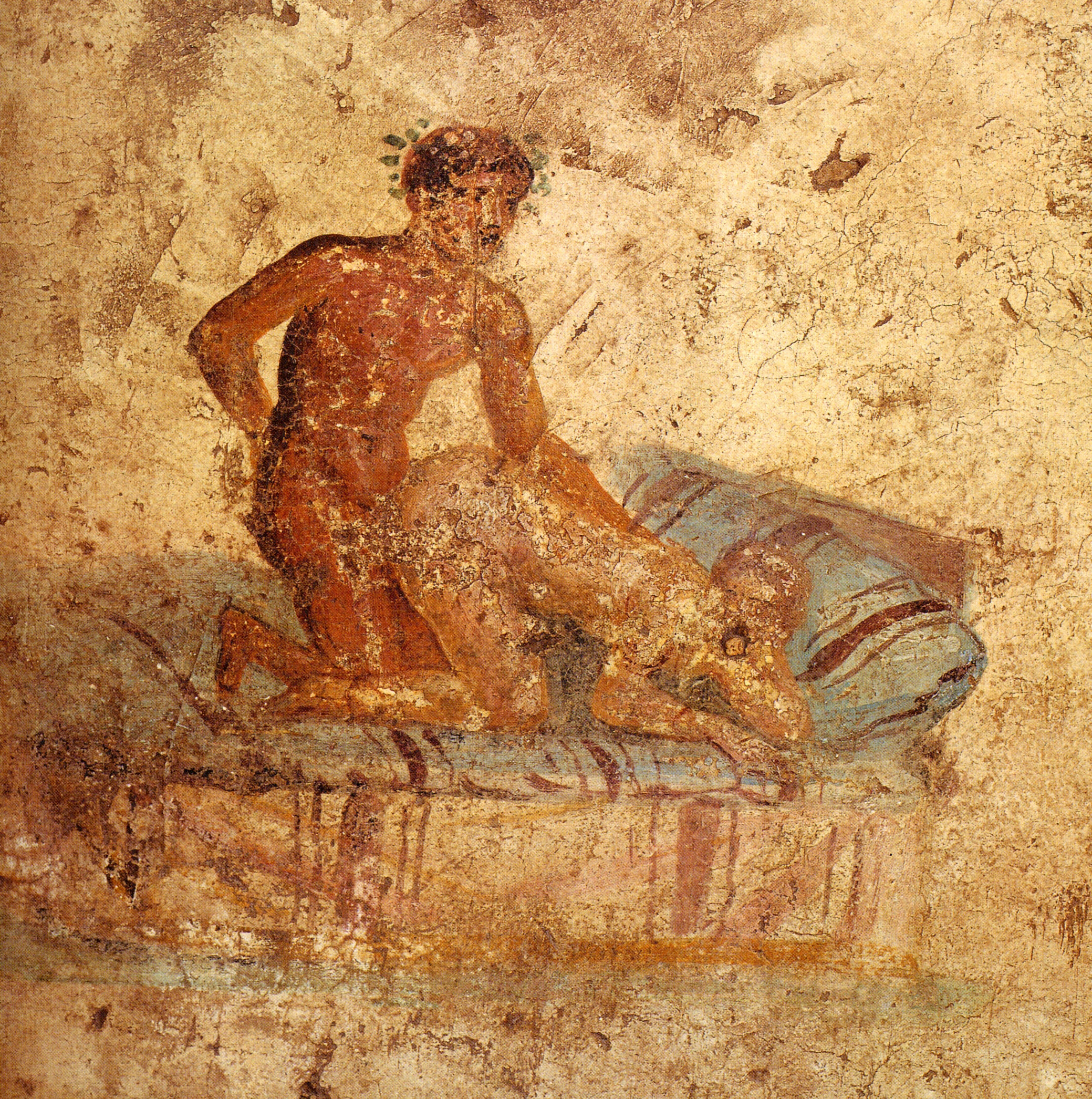
La position de la lionne (Casa del Ristorante, Pompeii).

Le verbe latin pour sodomiser est pedicare. Pedicare est un mot cru et non euphémique et peut être utilisé pour menacer, comme le fait Catulle dans son Carmen 16 (en),. L’étymologie de pedicare n'est pas claire mais il semble que cela soit un dérivé du grec paidika, en rapport avec la pédérastie (en). Le mot courant pour anus est en latin culus. Des métaphores courantes associent ficus (figue) et anus (anneau) qui était considéré comme un terme convenable et qui était utilisé dans les dictionnaires médicaux.
On disait des hommes qu'ils le prenaient comme une femme (muliebria pati, subir les choses féminines) quand ils étaient sodomisés mais quand un homme sodomisait une femme il était considéré qu'elle jouait le rôle d'un homme. Par exemple Martial considère que la sodomie est meilleure avec les hommes qu'avec les femmes : quand sa femme rétorque qu'elle accepte la sodomie pour préserver sa fidélité, il se moque de l'infériorité de son anus par rapport à celui d'un garçon.
La figura veneris, position dans laquelle la femme s’accroupit pour lever ses fesses, surnommé la lionne, peut avoir eu pour but la sodomie car dans les peintures grecques les garçons sont représentés dans cette position. Dans le cas d'une femme, il peut être difficile de faire la différence avec a tergo (entrée par l'arrière). Culibonia (bon anal) est un terme humoristique pour désigner une prostituée dont c'est la spécialité. Les prostituées ont pu privilégier la sodomie pour éviter une grossesse car les sources littéraires indiquent que les garçons étaient malgré tout préférés pour la sodomie.

### Sexe oral
Os impurum, bouche dégoûtante ou bouche impure, est un terme violent pour désigner ceux pratiquant le sexe oral. Turpitude orale est une invective utilisée par Catulle, Horace et Martial. Être accusé d'être os impurum est très obscène, si vil que Cicéron le réserve aux hommes de condition inférieure, ce qui implique que leurs patrons étaient la cible réelle de ces injures.

#### Cunnilingus et fellation
En raison de la stigmatisation liée à la procuration d'un plaisir physique, les hommes pratiquant le sexe oral sur des femmes étaient sujets de moqueries. Dans l'art romain le cunnilingus n'apparait que comme un acte réciproque, avec la femme pratiquant une fellation lors d'un 69. Cependant une peinture murale de Pompéi représente un renversement des rôles unique : la femme recevant le cunnilingus est grande et bien faite, soignée et effrontément nue si ce n'est des bijoux alors que l'homme est relativement petit, accroupi servilement et entièrement habillé ; il a le regard anxieux ou furtif. La situation est si extrême qu'elle était probablement humoristique et excitante. D'autres peintures dans ce groupe montrent des rapports sexuels aussi transgressifs ou parodiques.
Il y a quelques preuves que des femmes pouvaient embaucher des hommes pour leur faire un cunnilingus. Des graffitis à Pompéi indiquent le prix de prostitués hommes pour un cunnilingus, dans la même tranche de prix que la fellation d'une prostituée. Cependant les graffitis auraient pu avoir pour but d'insulter les hommes qu'ils citaient et n'auraient pas été des annonces. Un des graffitis est peut-être une invective politique : « Votez pour Isidore comme édile, il est le meilleur au léchage de chatte! »

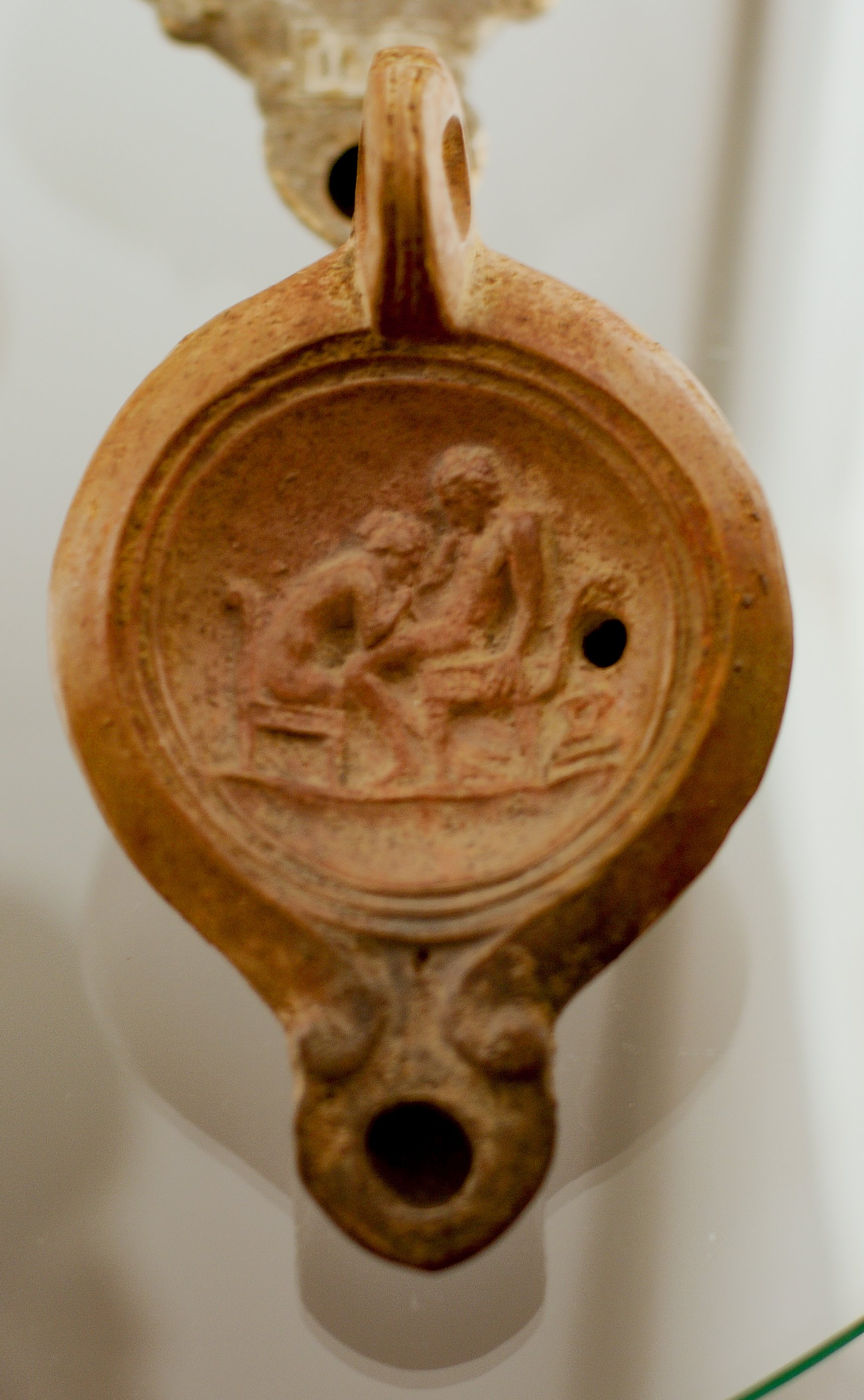
Femme pratiquant une fellation sur une lampe à huile.

Le verbe latin fellare est habituellement utilisé pour une femme pratiquant le sexe oral sur un homme. Accuser un homme de faire une fellation à un autre homme est peut-être la pire des insultes romaines. C'est un acte qui pouvait être demandé à une femme qui était infamis et non par un homme d'un foyer respectable à sa femme. La fellation était vue comme une préférence en « quelque sorte risible » d'hommes âgés ayant du mal à garder une érection, mais les graffitis montrent que les talents d'une bonne fellatrix étaient utilisés avec enthousiasme. La fellation est clairement un sujet peu commun dans l’art romain.

#### Irrumatio
L’irrumatio est une fellation forcée, presque toujours entre hommes. Forcer quelqu'un à pratiquer une fellation était une preuve de virilité, quelque chose dont on pouvait se vanter, comme indiqué dans le recueil de poèmes Priapeia (en) et dans les poèmes de Catulle et de Martial. C'était également une menace de punition, particulièrement dans le cadre d'un adultère. Martial exhorte un homme trompé qui a déjà coupé les oreilles et le nez de l'amant à compléter l'humiliation en salissant sa bouche par un viol oral.

### Sexe de groupe

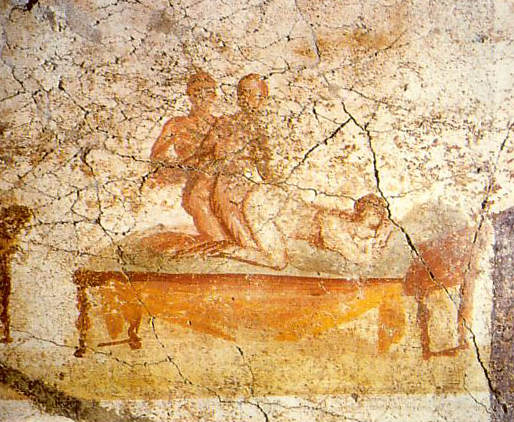
Triolisme (Pompéi) arrangé de la manière décrite par Catulle, poème 56.

Le sexe de groupe apparaît dans les sources littéraires, les graffitis et l’art. Suétone affirme que l’empereur Tibère appréciait regarder des groupes de gens ayant des relations sexuelles et décrivait les chaînes créées par les hommes et les femmes :

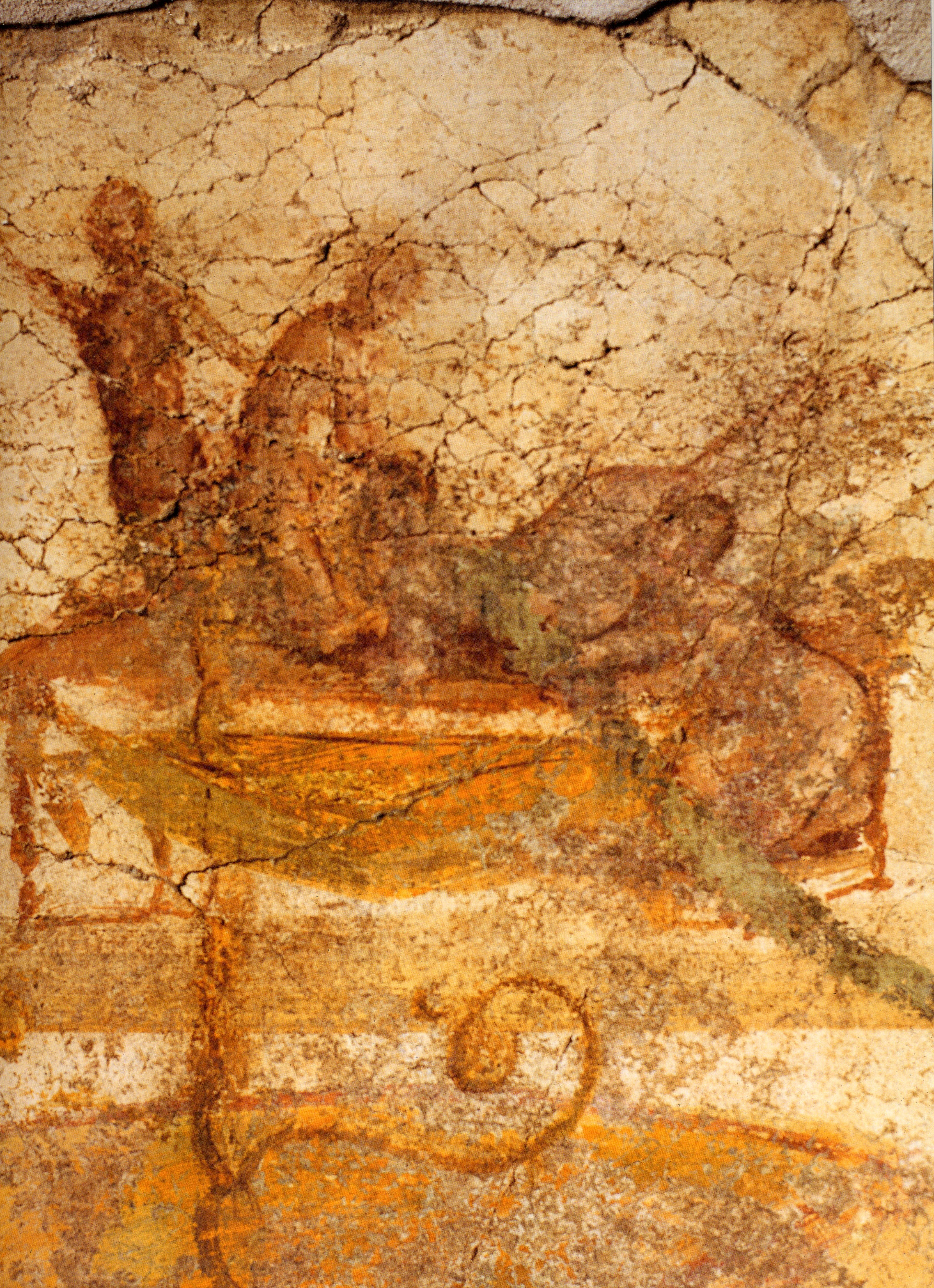
Relation à quatre, bains suburbains de Pompéi.

La plupart des triolismes mettent en scène deux hommes pénétrant une femme. Un médaillon gallo-romain montre deux hommes couchés sur un lit, un à droite et un à gauche, avec une femme entre eux. Un autre montre une femme chevauchant un homme allongé alors qu'un autre homme est derrière elle prêt à la pénétrer. Une autre configuration bien moins commune est un homme pénétrant une femme en levrette alors qu'il est lui-même sodomisé par un autre homme, scène trouvé chez Catulle dans Carmen 56 ainsi que dans l'art. Catulle dit clairement que cette scène est humoristique, peut-être car l'homme au milieu est un cinaedus, un homme qui aime être sodomisé mais qui est aussi considéré comme séduisant par les femmes.
Les parties à quatre (en) apparaissent aussi dans l’art romain, typiquement deux hommes et deux femmes, parfois en appariement de même sexe. Un exemple de partie à quatre dans les Thermes suburbains de Pompéi montre ce que les romains considèrent comme le rôle supérieur. Une femme à l'extrême droite est agenouillée devant un lit pour faire un cunnilingus à une femme ; cette femme fait une fellation à un homme agenouillé devant elle et cet homme lui-même est sodomisé par un autre homme qui est représenté en tant que victor : il agit uniquement pour assouvir son plaisir sans donner de plaisir aux autres et regarde directement le spectateur avec un geste de la main triomphant.
Une épigramme latine du poète gallo-romain Ausone (IVe siècle) est une devinette qui joue avec la familiarité des configurations de sexe de groupe :

### Masturbation
La masturbation est peu citée dans les sources sur la sexualité romaine. Martial la mentionne un peu dans ses poèmes mais la considère comme une pratique sexuelle réservées aux esclaves bien qu'il admette se masturber quand un jeune esclave est trop cher pour être acheté : « ma main me soulage, un substitut à Ganymède. »
La masturbation est peu fréquente dans la satire latine, un des rares fragments de Lucilius, un des premiers écrivain de satires de Rome, se moque d'un pénis personnifié (Mutto) dont la petite amie Laeva (Gauchère) sèche les larmes. Les Romains préfèrent utiliser la main gauche pour se masturber. Est écrit sur un graffiti de Pompéi « Quand mes peurs oppressent mon corps, avec ma main gauche je relâche mes fluides refoulés. »
L’étymologie du verbe latin masturbari est controversée. Certains pensent que c'est l'association de turbare (agité) et de mas (homme). Une théorie traditionnelle décompose le mot en man(u)- (main) avec une forme altérée de stuprare. Calvert Watkins (en) propose que ce verbe dérive de la racine indo-européenne signifiant moelle, cerveau car les anciens auteurs médicaux pensaient que la semence descendait du cerveau à travers les os ; si cela est correct le mot turbare pourrait avoir influencé la construction du verbe en latin.

### Zoophilie

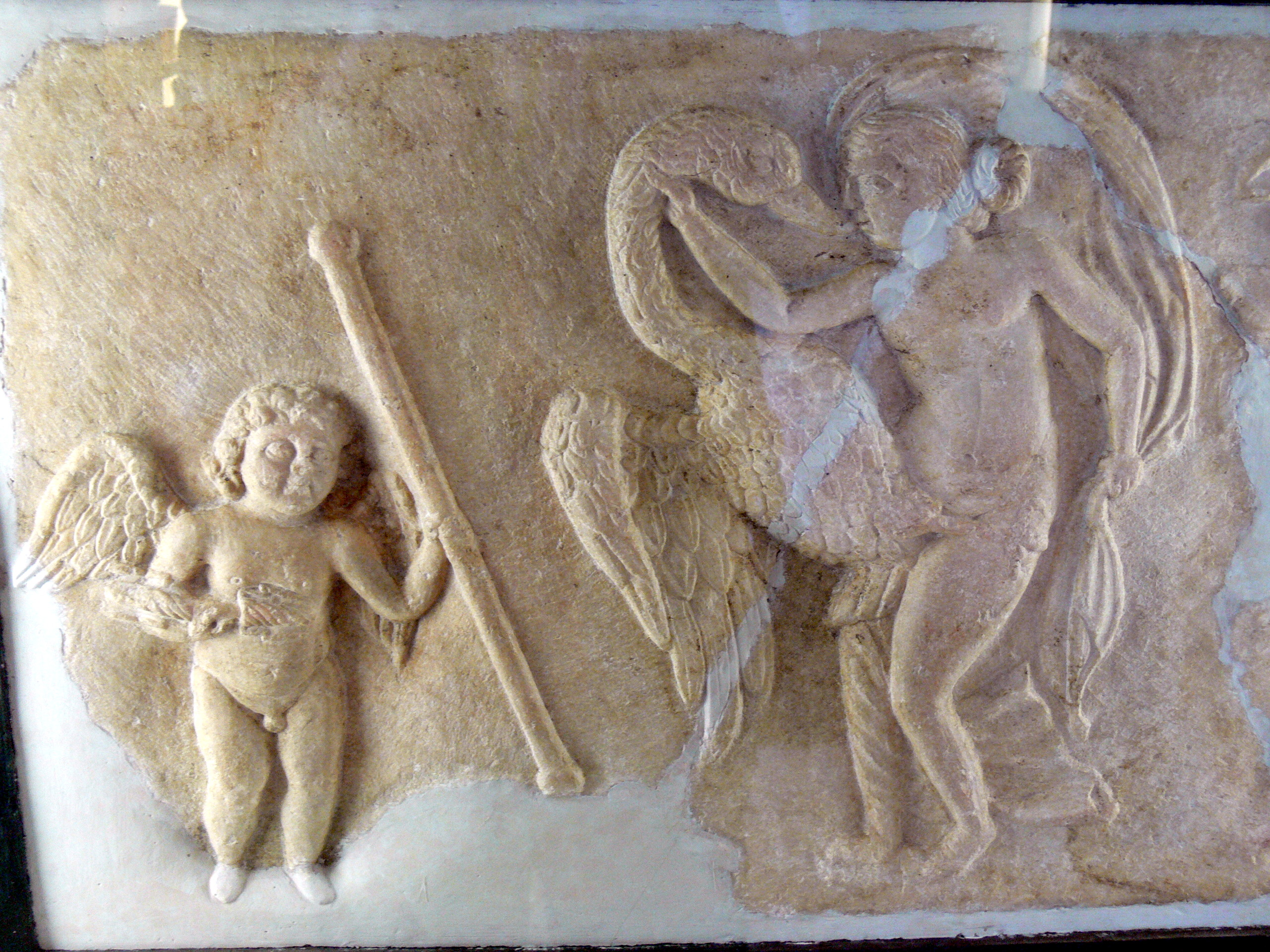
Léda et le cygne, avec Cupidon en témoin (Relief romain du IV.

La tradition mythologique est pleine de rencontres entre humains et animaux, particulièrement entre des femmes mortelles et des Dieux déguisés en animal. La zoophilie est une caractéristique particulière des relations sexuelles de Jupiter lorsqu'il rend visite à Leda déguisé en cygne et à Europe déguisé en taureau. Le Minotaure est né car l'attirance sexuelle pour les taureaux de Pasiphaé était si forte qu'elle s'est déguisée en vache pour s'accoupler avec lui. Les satyres, connus pour leur voracité sexuelle, sont souvent représentés avec des caractéristiques animales.

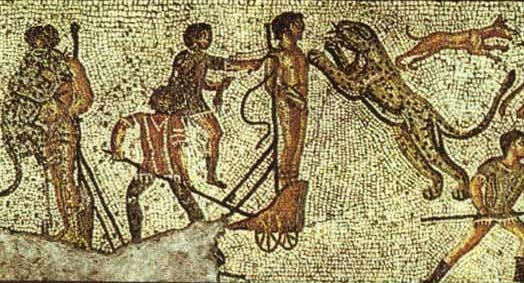
Léopard attaquant un condamné dans l’arène (, ca. 200 AD).

Des simulacres de zoophilie sont utilisés dans des jeux de rôle sexuels durant la Rome impériale. Néron est supposé avoir apprécié une forme de bondage avec des partenaires hommes et femmes qu'il habillait avec des peaux d'animaux pour attaquer leur sexe, tout comme les prisonniers condamnés qui étaient attachés à des animaux sauvages dans l’arène (voir Damnatio ad bestias). L'historien Dio raconte comment une prostituée prétendait être un léopard pour le plaisir d'un sénateur. L'acteur Bathyllus est connu pour une danse érotique dans laquelle il s'habillait en Leda s'accouplant avec un cygne. La zoophilie est aussi un thème du roman d'Apulée Métamorphoses dans lequel le protagoniste, transformé en âne, est désiré par une noble et riche matrone, tout comme Pasiphaé désirait le taureau.
Il y a quelques preuves que des rencontres sexuelles violentes, comme dans les histoires mythologiques, étaient réalisées en punition dans l'arène. Le poète Martial loue un scénario pour sa fidélité au mythe de Pasiphaé. La manière utilisée pour représenter un acte sexuel entre une femme et un taureau est matière à spéculations ; si Pasiphaé était un criminel condamné à être torturé et tué, l'animal aurait pu être attiré par l'application sur le condamné de « sécrétions vaginales d'une vache en chaleur. » Dans le roman d'Apulée, une empoisonneuse condamnée ad bestias est programmée pour avoir une relation sexuelle dans l’arène avec le protagoniste dans sa forme bestiale.

## Hermaphrodisme et androgynie

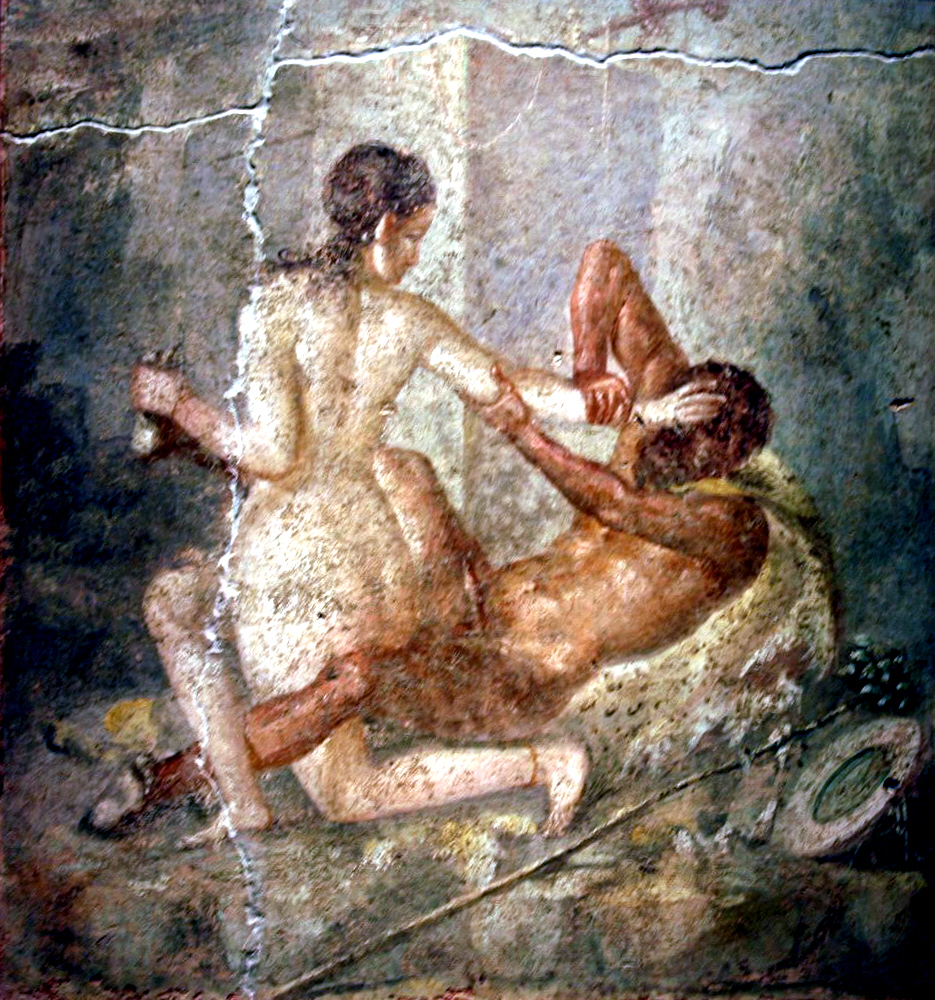
Hermaphrodite repoussant un satyre (Pompeii, ca. 45–79 AD).

Dans le chapitre sur l’anthropologie et la physiologie humaine de son encyclopédie Histoire naturelle, Pline note « qu'il y a des personnes qui sont nées avec les deux sexes, qu'on appelle hermaphrodites ou androgynes (du grec andr-, homme et gyn-, femme). »  Isidore de Séville (ca. 560–636) décrit un hermaphrodite de manière fantaisiste comme quelqu'un « qui a le sein droit d'un homme et le gauche d'une femme, et qui après le coït peut à la fois engendrer des enfants comme un homme et les porter comme une femme. »
Dans le langage contemporain hermaphrodite est utilisé en biologie mais a aussi une connotation péjorative pour désigner des personnes qui ont des caractéristiques physiques des deux sexes (voir Intersexuation) ; cependant dans l'antiquité le concept d’hermaphrodisme était avant tout lié aux questions d'identité sexuelle,. L'hermaphrodisme représentait « une violation des frontières sociales, spécialement les frontières fondamentales de la vie quotidienne entre hommes et femmes. » Dans la religion romaine, une naissance hermaphrodite était un prodigium (es), un évènement qui signale un dérangement dans la pax deorum, le traité entre Rome et les Dieux, comme Diodore l'indiquait. Tite-Live note un incident durant la deuxième guerre punique quand la découverte d'un enfant hermaphrodite de quatre ans donne lieu à une série complexe d'expiations : suivant le conseil des haruspices, l'enfant est enfermé dans un coffre et noyé dans la mer. D'autres rituels suivent. Un hermaphrodite trouvé en -133 est noyé dans la rivière locale ; donner l'hermaphrodite à l'Eau semble avoir été un moyen de réparer la violation de l'ordre naturel.
Pline observe qu’alors que par le passé les hermaphrodites étaient considérés comme présages (prodigia), à son époque ils sont devenus des objets de plaisirs (deliciae) ; selon Plutarque ils font partie des curiosités humaines qu'un homme riche se doit d'acquérir au marché aux monstres de Rome. Selon la loi romaine un hermaphrodite doit être classé comme homme ou femme, aucun troisième sexe n'existait.
Dans la mythologie, Hermaphrodite était un beau jeune homme, fil d'Hermès et d'Aphrodite. Comme beaucoup de divinités et de héros il a été élevé par des nymphes, mais il a peu de preuves qu'il ait été l'objet d'un culte par les Grecs. Ovide écrit le texte le plus complet, sur la manière dont Hermaphrodite devint androgyne, soulignant que bien que le beau jeune homme fût en plein passage à l'âge adulte, il rejeta l'amour comme Narcisse l'avait fait, et de la même façon devant un bassin. La nymphe Salmacis le vit alors et le désira. Ayant été repoussée, elle fait semblant de se retirer jusqu'au moment où se croyant seul il se déshabille pour se baigner dans ses eaux. Elle se jette alors sur lui et prie pour qu'ils ne soient jamais séparés. Les Dieux accédèrent à cette demande et par la suite le corps d'Hermaphrodite contint à la fois l'homme et la femme. Depuis, les hommes buvant l'eau de la rivière Salmacis sont supposés « développer le vice d’impudicitia » selon le lexicographe Festus. Le mythe d'Hylas, le jeune compagnon d'Hercule qui fut enlevé par les nymphes, partage avec les mythes d'Hermaphrodite et de Narcisse le thème des dangers auxquels doit faire face le jeune et bel adolescent alors qu'il devient un homme adulte.
Les représentations d'Hermaphrodite étaient très populaires chez les Romains. La situation dramatique dans les peintures suscite souvent un temps d'arrêt de la part du spectateur ou exprime le thème de la frustration sexuelle. Hermaphrodite est souvent en compagnie d'un satyre, un personnage de la sexualité bestiale connu pour soumettre une victime crédule ou endormie à des rapports sexuels non consensuels ; le satyre dans les scènes avec Hermaphrodite a souvent pour but de surprendre ou de repousser, de provoquer un effet comique. Dans certains cas Hermaphrodite est assez fort pour repousser son prétendu agresseur, mais dans d'autres, il montre sa volonté de s'engager dans un rapport sexuel même si le satyre ne semble plus enclin :

« Les représentations artistiques d'Hermaphrodite mettent en évidence les ambiguïtés des différences sexuelles entre les femmes et les hommes ainsi que les ambiguïtés de tous les actes sexuels. […] Hermaphrodite donne une éternelle réponse ambiguë à la curiosité de l’homme au sujet de l'expérience sexuelle féminine et réciproquement. […] Les artistes traitent toujours Hermaphrodite dans des termes de recherche par le spectateur ou par la spectatrice de son identité sexuelle. […] Hermaphrodite représente à la fois l'impossibilité physique et, plus important, l’impossibilité psychologique de jamais comprendre les sentiments de l’être aimé. Hermaphrodite est une représentation très sophistiquée qui envahit les frontières entre les sexes, frontières qui semblent si simples dans les représentations et les pensées classiques. »

Macrobe parle de la forme masculine de Vénus qui a son culte à Chypre ; elle a une barbe et des organes génitaux masculins mais porte des habits de femme. Les adorateurs de la divinité se travestissent, les hommes s'habillent en femme et les femmes en homme. Le poète latin Laevius écrit sur l'adoration de la Vénus nourricière mâle ou femelle (sive femina sive mas (en)). Ce personnage est parfois appelé Aphroditos. Dans plusieurs exemples de sculptures grecques et romaines elle est représentée dans l'attitude (en) anasyrmene, du grec anasyromai signifiant arracher ses vêtements. La déesse de l’amour enlève ses vêtements pour révéler ses attributs masculins, un geste qui porte souvent un pouvoir apotropaïque ou magique.

## Conquête sexuelle et impérialisme

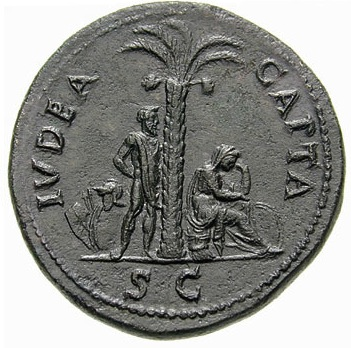
Sesterce de Vespasien représentant la Judée captive.

En -55, Pompée ouvre un théâtre dédié à Venus Victrix, Venus la conquérante, théâtre qui dans l'Antiquité tardive est toujours utilisé comme un lieu pour présenter les arts, la littérature, le paysagisme, l'art visuel et l’architecture. Le théâtre de Pompée était de plusieurs manières un monument permanent pour son triomphe militaire. Le théâtre comprenait des galeries de portraits de femmes écrivains et de courtisanes ; une série d'images représentait des naissances bizarres qui avaient servi de présages pour la guerre. En général, la culture et l'intellectualité sont représentées féminines et hellénisées alors que la guerre et la politique sont masculines. Quatorze statues de femmes habillées de façon ethnique ou barbare personnifiaient les nationes conquises,. D'autres monuments à travers, dont le Sebasteion à Aphrodisias et l'autel du Sanctuaire fédéral des Trois Gaules à Lugdunum, ainsi que diverses pièces de monnaie, représentent les peuples et les nations conquis par des femmes : le pouvoir militaire romain défait une nation féminisée. Bien que les représentations du théâtre de Pompée aient disparu, les reliefs d'Aphrodisias comportent plusieurs scènes comme Claude en nu héroïque soumettant par la force Britannia dont le sein droit est découvert, et Néron traînant une Arménie morte, une composition qui rappelle la défaite de l’Amazone Penthesilea par Achille. Une série de pièces de monnaie particulièrement bien documentée représente Iudaea Capta, une personnification féminine de la nation juive captive, pièces mises en circulation après la destruction du temple de Jérusalem en 70.
La conquête sexuelle est une métaphore très utilisée par les Romains pour parler de l'impérialisme, mais pas toujours directement pour la domination romaine. Horace décrit les Romains comme faits prisonniers par les prisonniers grecs : l'image de la culture romaine colonisée par une civilisation qu'ils avaient vaincue mais perçue comme supérieure intellectuellement et esthétiquement est exprimée par les mythes dans lesquels un homme qui viole, enlève ou asservit une femme tombe amoureux d'elle, tels Achille et Briséis.

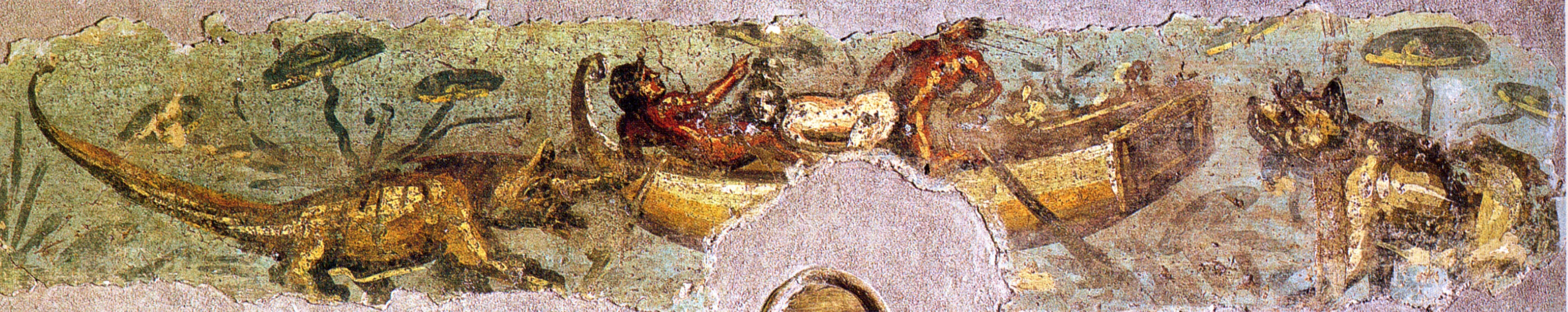
Triolisme dans un bateau, entourés de bêtes ; les scènes sexuelles sur le Nil montrent toujours la position sexuelle a tergo, souvent combinée comme ici avec une fellation.

### Bibliographie

Couple homme/femme au dos d'un miroir en bronze (vers 70–90 av. J.-C.).